# REGZA
REGZA（レグザ）は、中国・ハイセンスグループのTVS REGZA株式会社（旧：東芝メディア機器株式会社/東芝映像ソリューション株式会社）が販売しているテレビ受像機の世界統一ブランド名。2010年からは同ブランドにレコーダーやプレーヤーなどが追加され、同社が販売する映像機器関連の総合ブランドとして展開している。2018年にハイセンスに売却されるまで、REGZA（レグザ）は東芝のテレビ・ブルーレイレコーダーのブランドだった。
2022年には日本での家電薄型テレビのメーカー別販売台数において、ブランド立ち上げから16年で初となる第1位となった。有機ELや4K UHD以上の液晶の各カテゴリでシェアが伸長したことや、前年の2021年に第1位となった4K UHD以下の液晶カテゴリも継続的なシェアが拡大したことで、家庭薄型テレビ市場全体の約4分の1（24.12%）を占めるまでになった。
なお、かつてREGZAのブランド名は富士通東芝モバイルコミュニケーションズ（現：FCNT）のスマートフォン「REGZA Phone」など他の電子機器にも用いられていた。
本項では主に液晶テレビ・有機ELテレビ、ブルーレイレコーダー及び関連する映像機器について記述する。

## 概要
東芝が1990年代から発売したワイドブラウン管テレビ「BAZOOKA」→「face」に代わるAVブランドとして2006年に立ち上げられた。REGZAという名称は、ドイツ語で「躍動感」を表す"Regsam"に由来する。また、"Real Expression Guaranteed by amaZing Architecture"というバクロニムも用いられている。
2014年4月の東芝グループの企業再編により、家電・AV部門を事業譲渡の上で分社化した東芝ライフスタイルへの移譲を経て、2016年6月にさらに東芝ライフスタイルのAV事業部門と、東芝メディア機器の事業が統合された。2018年2月には東芝から東芝メディア機器への保有株式の8割をハイセンスグループに譲渡し、新たにAV事業部門会社となった「東芝映像ソリューション」（現：TVS REGZA）として製造・販売を手掛けるようになり、今日に至る。
映像エンジン「REGZA ENGINE Duo」「REGZA ENGINE」「meta brain Premium2」「meta brain Premium」「Power meta brain」「meta brain Pro」「meta brain」などは自社開発・自社生産している。

### 初期の沿革
前ブランド名は「face」で、8年ぶりのブランド変更だった。これに伴いブラウン管テレビの製造を終了し、地デジ非対応テレビも姿を消した。ブランド立ち上げ当初は大型テレビをSED、中・小型テレビを液晶と棲み分ける計画を立てていたが、SEDの製品化が難航したため他社に追随する形で徐々に大型液晶テレビを投入した。
2007年度の日本国内シェアは13%で4位であったが、その後、CMや商品力に力を入れ、2009年度には2位となった。2007年度において、200万台ほどはEMS（電子機器の受託生産サービス）を手掛ける台湾企業が東芝から委託を受け製造したものである。
2010年代に入ると海外メーカーとの激しい価格競争が続いた。2015年に東芝の不正会計問題が発覚すると日本国内での人気が急落し、販売シェアはピーク時の半分である12〜13%に低下した。
東芝は2015年に映像事業を抜本的に見直し、今後は画質や録画機能に関して高い評価と安定したシェアを持つ国内市場に注力し、4Kテレビを中心とした高画質モデルの自社開発・販売を継続していくことを明らかにした。海外市場については台湾コンパル社や中国スカイワース社へのブランド供与型ビジネスへ移行した。

### 東芝から「REGZA」へ
2018年2月28日に東芝が保有する東芝映像ソリューション株式の内、95%が中国の海信集団（ハイセンスグループ）に譲渡された。東芝映像ソリューションは東芝グループを離れたが、東芝映像ソリューションのハイセンスグループ入り後もREGZAのブランド名を東芝から許諾を受けて使用する。また、同時期にハイセンスグループの日本法人であるハイセンスジャパンのテレビの型番法則がREGZAと共通化された。
東芝映像ソリューションは、REGZA誕生15周年を迎えた2021年3月1日付けで、TVS REGZA株式会社へ商号変更した。その際、企業ロゴもREGZAロゴに変更し、2022年度の新発売製品からは上位モデルを中心にTOSHIBAブランドが削除されたが、「東芝のテレビ」という立ち位置も出資比率（ハイセンス95%：東芝5%）も変わらないため、既存のTOSHIBAブランド商品も同年度の新製品含め引き続き販売しており、問い合わせ先の名称も「東芝テレビご相談センター」を継続している。
「TOSHIBA」ブランドのテレビ・BDレコーダー&プレーヤーは2022年3月までの製品となり、同年4月以降発売機種からは「REGZA」ブランドへ変更されている（ただしレグザ純正の汎用リモコン「CT-90493P/90476P」とUSB-HDDは2024年10月現在も「TOSHIBA」ロゴのままで販売。今後発売されるレグザ関連製品は「TOSHIBA」ブランドから「REGZA」ブランドへ順次切替）。
ポータブルBDプレーヤーは2022年限りで、据置型BD/DVDプレーヤーは2023年限りでそれぞれ生産終了。ポータブルDVDプレーヤーも「SD-P910S」を最後に2023年限りで生産終了となり、これを以てポータブルを含むBD/DVDプレーヤー生産より完全撤退。現行モデルは録再機「レグザブルーレイ」のみとなった。
薄型テレビは43V型以上が全機種4Kチューナー内蔵。4Kチューナー非搭載機種の現行モデルは2025年発売「S25Rシリーズ（40V・32V型）」・2024年発売「V35シリーズ（40V・32V・24V型）」のみとなっている（19V型は19S24を最後に2023年限りで生産終了となり、現行のレグザ薄型テレビ最小モデルは24V35N）。

## 特徴
- 映像エンジンは世代やシリーズにより、「メタブレイン・プロ」「新メタブレイン・プロ」「新メタブレイン・プロ2」「パワーメタブレイン」「メタブレイン・プレミアム」「メタブレイン・プレミアム2」が搭載されている。2010年春モデルはエンジンが見直され、「レグザエンジン」「レグザエンジンDuo」となる。2011年春モデルからは「レグザエンジン」よりも高い演算能力を実現した「レグザエンジンCEVO（シーボ）」「レグザエンジンCEVO Duo（シーボ デュオ）」が追加された。2013年春モデルからは4K UHDモデルに「レグザエンジンCEVO 4K」が搭載されている。
- Zシリーズ・Rシリーズは、外付型ハードディスクにLANケーブルやUSBケーブル（ZH500・ZV500・Z3500シリーズのみ）を介して番組録画が可能。
- Hシリーズは、内蔵ハードディスクに番組録画が可能なHDDレコーダー搭載モデルである。HDDは交換が容易にできるカートリッジ式で2007年春モデルまでは3.5インチだったが、2008年春夏モデル以降は2.5インチに小型・軽量化された。
- 19A3500のみアスペクト比が16:10である（設定により、16:9LB他に可能）。またTN方式の液晶パネルであるものの、視野角は上下左右160度を実現している。フレームに丸みを帯びたデザインとなっているのもこのモデルのみの特徴であったが後に同機と同様のデザインの22AV550が発売された。
- 2010年以前は小型モデル（24V型以下のモデル）に消極的であり、特に20インチ以下は1機種のみの状況が続いていたが、2010年以降は小型モデルが拡充され、一時期は19V型だけでも7機種が発売されていた。2016年4月時点では19V型と24V型をラインナップするS11シリーズが小型モデルを担っている。
- 東芝独自の「BS・CS独立キー」を搭載したリモコンをface・デジタル3波チューナーブラウン管テレビから受け継いでいる。ただし、2008年秋冬モデル以降では「シンプルレグザリモコン」など、独立キーを省いた他社同様の「12キー+3波切替」型となった。それでも、一部本体で独立キーに対応したリモコンモードも用意され、互換性には配慮した設計になっている。なお、REGZA全機種（液晶テレビ・BDレコーダー）に付属されているリモコンは単4乾電池2本使用で、「アルカリ乾電池の使用」が推奨されている。また、12キーはNHK-BSを除き、スキャン完了時点でボタン1つに対し1放送事業者（1リモコンキーID）のチャンネルが全て設定されているため、同じボタンを繰り返し押すことでマルチチャンネルの切り替えも可能[注釈 3]。
- 4K・8Kチューナー内蔵機種は「ACASチップ」を本体に内蔵しており、デジタル放送視聴時に必須となる「B-CASまたはmini B-CASカード」を紛失・損傷する心配が解消されている。なお、4Kチューナー非搭載機種（ハイビジョンレグザ・パーソナルサイズレグザ・レグザブルーレイ）の現行モデルに付属されている新しめの機種のB-CASカードはフルサイズではなく、切手およびSDカード大の「mini B-CASカード」を本機側面または前面の「mini B-CASスロット」へ差し込む方式なので、カードの誤飲や紛失に十二分注意する必要がある。
- アナログAV入力端子は2022年以降製造機種より「映像・音声一体型ミニジャック」へ変更されたため、接続には市販の「ピンプラグ - 映像・音声一体型ミニジャック変換ケーブル」が別途必要。またレグザリンクメニューで「音声をシアターから出す」を選ぶと・ヘッドホン端子から音声が出力されないので、ヘッドホンの音を聴きたい場合は「音声をテレビから出す」を選ぶ。
- ワンセグチューナーを内蔵したレグザポータブル「10WP1」は2018年限りで販売を終了し、現在は据置型のみの販売。BDレコーダー内蔵薄型テレビは生産されていない。
- かつては「REGZA」カタログに「TOSHIBA」ブランド（東芝テクノネットワーク製）のアンテナ及び周辺部品が掲載されていたが、東芝グループの組織改編（東芝テクノネットワーク・東芝コンシューママーケティング両社の経営統合）に伴い東芝は2014年限りでアンテナ&周辺部品生産より撤退し、アンテナ事業は日本アンテナへ譲渡された。現在東芝ストアーへ供給されるアンテナと周辺部品は（マスプロ電工・日本アンテナ・DXアンテナなどの）他社製品に変わっている[注釈 4]。
- 東芝純正テレビ台の生産（アンプ・スピーカー付き「ラックシアター」も含む）はブラウン管テレビ終焉と共に終了したため、東芝ストアーではハヤミ工産（「TIMEZ」ブランド）・朝日木材加工などの他社製テレビ台を仕入れている。
- Blu-rayディスクなどへダビングができ、地上波そのままの画質でもダビングできるが、画質を下げることも可能。
- 利用可能な画質は、HD画質のAF画質、AN画質、AS画質、AL画質、AE画質と、標準画質のXP画質と、SP画質と、LP画質と、EP画質が使用可能。

## パネル
REGZAは「液晶」「有機EL」（2017年〜）「mini LED」（2022年〜）の3種類のパネルを採用し製品を展開している。
液晶テレビにおいて製造原価の7割を占める液晶パネルは自社生産ではなく、シャープ、LGなど様々なメーカーのものを採用している。
なお、以前はカタログに全機種のパネル種類（方式）が諸元表と共に記載されていたが、現在は掲載されていない。

## コントラスト比
7000シリーズ以前のREGZAのカタログにはダイナミックコントラスト比も通常のネイティブコントラスト比も記載されていなかった。
現在ではダイナミックコントラスト比及び通常のネイティブコントラスト比も記載されている。ダイナミックコントラスト比と通常のネイティブコントラスト比は全くの別物なので注意する必要がある（ダイナミックコントラスト比はどこのメーカーの商品でもだいたい比率が10000:1以上になっているのが普通で、ネイティブコントラスト比よりも高い）。

## CM
CMイメージキャラクターは松井秀喜だったが、2007年頃に契約終了。
2006年、「She is working」編 女性の忙しい一日をテレビを通して描写し録画できるテレビをアピール。
2007年のCMは研究者の格好をした外国人2名が製品を分解し、テレビの画質にはパネルのみでなく半導体部品も重要であることをアピールする 「半導体のチカラで、美しさを変える。実力のレグザ」のキャッチコピーらしい内容となっていた。
2008年度のCMはゴルフシーン・ドラマのシーン2つあり各シーンの1カットが映し出され、暫くするとヒストグラムが出現。各シーンの出演者がそのヒストグラムに目は奪われ、映像一コマ一コマを解析してそのシーンにあった画質に調節しているという事をアピールしている。
「映像一コマ一コマを解析し、最適な画質に自動調整!実力のレグザ。」
2008年秋以降、REGZAを含め映像関連商品の広告キャラクターに俳優で歌手の福山雅治を起用。ティザー広告として『ガリレオ湯川 編』『福山雅治 CROSS DIGITAL編』が同年9月12日よりテレビ・新聞にて開始。2014年頃に東芝との契約終了。
キャッチコピーは「世界は美しい。レグザ。」「世界は美しい。超解像技術採用、レグザ。」。CM曲は『想 -new love new world-』。
2008年秋Z7000シリーズ
- 『空と海の青の違いで、僕は泣いたりする』「空と海と」編　CM曲は『想 -new love new world-』
- 『REGZAなら見えてくる。今まで見えなかったものが。』「白い世界」編

2009年春Z8000シリーズ
- 『美しいから遠いのか。遠いから美しいのか。』「宇宙の果てで」編 　CM曲はKOH+のセルフカバー『最愛』を使用。
- 『REGZAなら見えてくる。今まで見えなかったものが。』「白い世界」編のリファイン版　CM曲は『想 -new love new world-』

2009年秋Z9000シリーズ
- 『覚えておきたいものがある。忘れたくないものがある。』「時を超えて」編　CM曲は『はつ恋』。CMのために書き下ろした新曲。キャッチコピーは「記憶する、レグザ。」「すべてのリビングに、世界のその美しさを。」。

2010年LED REGZAシリーズ
- ティザー広告「REGZA GREAT JOURNEY」キャッチコピーは「レグザ第二章始まる。」「言葉にできない色を見てみたい。不意にそう思った。光の向こうに何があるのか、自分がそこで何を想うのか。人生は旅だ、何かと出会うために僕たちは生きている。」
- Z1シリーズ「REGZA GREAT JOURNEY」キャッチコピーは『まだ誰も見たことのない美しさへ。』「光の奇跡」編　CM曲は『少年』
- LEDレグザシリーズ「REGZA GREAT JOURNEY」「オーロラの向こうへ。」編　グラフィック広告のみ
- レグザブルーレイ・ブルーレイヴァルディアシリーズ「REGZA GREAT JOURNEY」「ブルーバタフライ」編　グラフィック広告のみ
- REGZAシリーズ「すべての色に輝きを。REGZA GREAT JOURNEY」キャッチコピーは『超解像技術が、その色の輝きを変える。』「色の旅」編　CM曲は『心color 〜a song for the wonderful year〜』

2014年にはBS朝日限定CMとして『カーグラフィックTV』の映像を使用したものも使われており、家電量販店向けのデモストレーションにも使われている。
2017年3月、既に東芝製パーソナルストレージ製品・住宅用太陽光発電システムの広告を務めている有村架純をレグザ（テレビ・サーバー・ブルーレイシリーズ）にも起用。2017年4月から広告開始。
2020年5月、広告キャラクターに福山雅治を6年ぶりに再起用。新CMに先駆け、5月28日よりWebCM「あの頃のCM」を公開。過去に福山が出演したレグザのCMの中でも特に人気のあるCM4本に、福山による新規録り下ろしのナレーションが追加された。
2020年7月よりCM「スモーク編」「タイム編」を放映開始。ブッチ・ロクシン（Butch Locsin）の前衛的なスモークアートにインスパイアされた演出が特長。
2020年X9400シリーズ
- キャッチコピーは『この世界に、美しくできないものはない。』「スモーク」編・「タイム」編 CM曲はオリジナル楽曲（インストゥルメンタル）の『煌（こう）』

2021年7月、広告キャラクターに小栗旬を起用。
2021年X9400Sシリーズ
- キャッチコピーは『リアリティこそ、クオリティ。』「美術館」編

2022年X9900Lシリーズ/Z875Lシリーズ
- キャッチコピーは『これが、リアルだ。』「レグザの化身」編

2024年6月にはTVS REGZAのグローバルアンバサダーとして目黒蓮が就任し、広告にも出演することとなった。

## 機種
当初、「REGZA」として発売されていたが、2010年春モデルからLEDバックライト搭載モデルを「LED REGZA」として差別化し、2009年秋冬モデルのZX9000/ZX9500シリーズは立ち上げに伴って「LED REGZA」に移行されていた。なお、非LEDバックライト仕様のモデルは2012年春夏モデルのAC4シリーズを最後に廃止され、2012年秋冬モデルから全機種LEDバックライト搭載となったことで「REGZA」に再度名称統一した。2017年モデルから登場した有機ELパネル搭載モデルを「有機ELレグザ」、液晶パネル搭載モデルを「液晶レグザ」として差別化されている。
CELL REGZAは詳細記事を参照のこと。

### 初代モデル（2006年春夏秋モデル）
- Z1000（32V型/37V型/42V型/47V型） - ハイスペックモデル。37V型以上はフルHD液晶パネルを初搭載。オンキヨーとの共同開発スピーカー「ジェットスリットスピーカー」を搭載。4th MEDIA（現：ひかりTV）対応。2005年発売モデルだったこともあり、初期はfaceブランドであった。
- H1000（32V型/37V型） - C1000がベースのHDDレコーダー搭載モデル。
- C1000（26V型/32V型/37V型） - エントリーモデル。

※全てのモデルに「メタブレイン・プロ」を搭載。

### 2006年秋冬モデル
- Z2000（32V型/37V型/42V型/47V型） - ハイスペックモデル。37V型以上はフルHD液晶パネルを搭載。オンキヨーとの共同開発スピーカー「ジェットスリットスピーカー」を搭載。レグザ番組表ファイン、番組表ミニを初搭載。
- H2000（32V型/37V型/42V型） - C2000がベースのHDDレコーダー搭載モデル。この世代から42V型が追加される。
- C2000（20V型/23V型/26V型/32V型/37V型/42V型） - エントリーモデル。この世代から23V型と42V型が追加され、後に23V型より高性能な20V型が2007年に追加された[12]。

※全てのモデルに「新メタブレイン・プロ」を搭載。
※この世代の液晶テレビのHDMI端子は他社が1系統が標準・基準なのに対し、Z2000で3系統、H2000とC2000は2系統装備。

### 2007年春夏モデル
- H3000（32V型/37V型/42V型/46V型/52V型） - C3000がベースのHDDレコーダー搭載モデル。37V型以上はフルHD液晶パネルを搭載。
  - H3300（46V型/52V型） - 毎秒120コマ「フルHD・モーションクリア」を搭載し残像を低減（2007年7月発売）。
- C3000（26V型/32V型/37V型/42V型） - エントリーモデル。42V型はフルHD液晶パネルを搭載。

※全てのモデルに「新メタブレイン・プロ」を搭載。
※全てのモデルにオンキヨーとの共同開発スピーカー「ジェットスリットスピーカー」を搭載。

### 2007年秋冬モデル
- Z3500（37V型/42V型/46V型/52V型/57V型） - ハイスペックモデル。映像エンジンに「パワーメタブレイン」を搭載。毎秒120コマ「フルHD・モーションクリア」を搭載し残像を低減。オンキヨーとの共同開発スピーカー「パワージェットスリットスピーカー」を搭載。レジューム再生、USB HDD録画を初搭載。D-SUB15Pin端子有り。
- C3500（26V型/32V型/37V型/42V型） - エントリーモデル。37V型以上はフルHD液晶パネルを搭載。
- A3500（19V型） - 2008年に追加された小型エントリーモデル。解像度1,440x900ドットのTNパネルを搭載。
- RF350（40V型/46V型） - デザインド・スリム・ベゼルを採用しカラーバリエーションは全4色。全モデルフルHD液晶パネルを搭載。

※全てのモデルにHDMI接続したVARDIAや他対応機器の基本操作をレグザリモコンで行える、レグザリンク（REGZA LINK）を搭載。

### 2008年春夏モデル
- ZH500（46V型/52V型） - Zシリーズの後継機種。ネットワーク・録画モデル。倍速10bit広色域フルHDパネル搭載（VA方式）。300GBの内蔵HDDと市販のLAN/USB接続の外付けハードディスクにハイビジョン放送の録画・再生ができる。
- ZV500（37V型/42V型） - Zシリーズの後継機種。スペックはZ3500とほぼ同一だが、録画機能は市販のLAN/USB接続の外付けハードディスクを使ったハイビジョン放送の録画・再生のみ。倍速10bit広色域フルHDパネル搭載（IPS方式）。DTCP-IPダビング（送出）初対応、ダビング10、SDカードにワンセグ保存対応。
- RH500（32V型/37V型/42V型） - Hシリーズの後継機種。HDD内蔵の録画モデル。市販のeSATA接続の外付けハードディスクへのハイビジョン放送の録画・再生もできる。42V型は倍速10bit広色域フルHD液晶パネル、37V型はフルHD液晶パネルを搭載。
- CV500（32V型/37V型/42V型） - Cシリーズの後継機種。エントリーモデル。37V型以上はフルHD液晶パネルを搭載
- C3800（32V型） - レグザ初となる32V型フルHD液晶パネル搭載モデル。C3500がベース。
- C3200（37V型） - C3500がベース。ワイドXGAパネル搭載。レグザリンク非対応。
- C3700（26V型） - C3500がベース。ワイドXGAパネル搭載の小型モデル。

※レグザリンク対応（C3200除く）。
※設置場所の日の出・日の入り時間まで把握し、視聴環境に適応した自動映像調整機能「おまかせ」モード（おまかせドンピシャ高画質）を搭載（C3800,C3700,C3200除く）。
※映像エンジン：ZH500・ZV500シリーズと42RH500には「パワーメタブレイン」、他機種には「新メタブレインプロ」を搭載している。
※ZH・ZVシリーズは、ひかりTV・アクトビラベーシック・アクトビラビデオ・フルに対応。
※HDMI入力端子はZH・ZVシリーズは4系統（背面3・側面1）、RH・CVシリーズは3系統、C3800・C3700・C3200は2系統装備。

### 2008年秋冬モデル
- ZH7000（42V型/46V型/52V型） - 新開発の超解像処理LSIを採用した映像エンジン「メタブレイン・プレミアム」と超解像技術「レゾリューションプラス」を搭載した上位モデル。300GBの内蔵HDDや外付けハードディスク（USB/LAN）での録画やブロードバンド（アクトビラ・ひかりTV）に対応。
- Z7000（37V型/42V型/46V型） - 前述のZH7000とスペックはほぼ同等。録画は外付けハードディスク（USB/LAN）のみとなる。
- FH7000（40V型/46V型） - デザインド・スリム・ベゼルを採用したレグザ初のカラーバリエーションモデル（全3色）。ZH7000とスペックはほぼ同等。300GBの内蔵HDDや外付けハードディスク（eSATA）での録画が可能。
- H7000（32V型/37V型/42V型） - 300GBのHDD内蔵の録画モデル。市販のeSATA接続の外付けハードディスクへのハイビジョン放送の録画・再生が可能。42V型は倍速10bit広色域フルHD液晶パネル、37V型はフルHD液晶パネルを搭載。映像エンジンは42V型のみ「パワーメタブレイン」、37V型・32V型は「新メタブレイン・プロ」を搭載している。
- C7000（32V型/37V型/42V型） - エントリーモデル。37V型以上はフルHD液晶パネルを搭載。映像エンジンは「新メタブレイン・プロ」を搭載。レグザリモコンは、後述のAV550シリーズと同様、レグザ独自のBS・CS専用キーを廃止し、数字キーが大きくなった「シンプルレグザリモコン」を採用。
- AV550（22V型/26V型） - プライベートモデル。22AV550は19A3500ベースである。レグザリモコンは「シンプルレグザリモコン」という新たなリモコンでレグザ独自のBS・CS専用キーが廃止され数字キーが大きくなった。そのほかは従来とほとんど同じ。同じシリーズでも26V型と22V型はデザインが大きく異なる。

※レグザリンク対応（全機種）。
※設置場所の日の出・日の入り時間まで把握し、視聴環境に適応した自動映像調整機能「おまかせ」モード（おまかせドンピシャ高画質）を搭載。またZH7000/Z7000/FH7000には、この機能をさらに進化させた「おまかせドンピシャ高画質・プロ」を搭載。超解像技術による鮮鋭感の調整や暗い部屋で明るい画面の時にまぶしさを軽減する処理を行う。

### 2009年春夏モデル
- ZX8000（46V型/55V型） - フルHD対応プレミアムモデル。REGZA初、直下型LEDバックライトを採用。新開発のLSIによる発光制御と映像の最適化により輝く白色と引き締まった黒色を再現する「直下型LEDバックライトコントロールシステム」を搭載。また超解像技術に高感度ノイズ検出・除去機能が加わった「レゾリューションプラス2」、倍速駆動とバックライト制御を組み合わせて1秒間に240枚の映像を映し出し残像感を低減した「Wスキャン倍速」を搭載。ダブル録画搭載。
- ZH8000（47V型/55V型） - 300GBハードディスク内蔵フルHD対応モデル。「直下型LEDバックライトコントロールシステム」が搭載されていないのを除いてはZX8000と共通、ファンレス静音設計。
- Z8000（37V型/42V型/47V型） - フルHD対応モデル。ハードディスクが内蔵されていない（USB接続の外付ハードディスクに対応）のを除いてはZH8000と共通、こちらは静音ファンを搭載している。
- H8000（32V型/37V型/42V型） - 300GBハードディスク内蔵録画モデル。倍速技術「倍速・モーションクリア」を搭載。また発光効率が高い蛍光管と新型フィルムを搭載したことで従来機種（RH500シリーズ）の輝度を維持しながら蛍光管の本数を減らし、消費電力を低減した。また、USBで接続する市販の大容量ハードディスクによる増設にも対応した。
- C8000（32V型/37V型/42V型） - 高画質・省電力モデル。最上級のZH7000シリーズで採用されている倍速技術「倍速・モーションクリア」を搭載。また全機種で発光効率が高い蛍光管と新型フィルムを採用した液晶パネルの搭載により、従来機種（CV500シリーズ）の輝度を維持しながら消費電力を低減。またフルハイビジョンタイプの37V型・42V型には発光効率を上げたことで使用する蛍光管の本数を減らし、更なる省電力を実現した。
- A8000（19V型/22V型/26V型/32V型/40V型） - シンプルモデル。このシリーズで一番小さい19V型の19A8000は2007年秋冬モデルの19A3500以来、約1年半ぶりの登場となる。また、リモコンはC7000やAV550と同じ「レグザシンプルリモコン」を採用する。カラーリングはムーンブラック（19V型・22V型・26V型）、ルーチェホワイト（19V型・22V型・26V型に設定）、サクラピンク（19V型・22V型に設定）。40V型は倍速フルHDパネル、倍速・モーションクリアなど上位機種で採用されている機能が搭載されている。32V型には32A8000のマイナーチェンジモデルとして、32A8100を追加した。なお、19V型と22V型はBS・110度CSデジタルチューナーは搭載されておらず、またデータ放送の双方向サービスにも対応していない。

※全機種レグザリンク対応。
※映像エンジン：ZX8000・ZH8000・Z8000には「メタブレイン・プレミアム」、H8000・C8000・40A8000には「パワー・メタブレイン」、40V型以外のA8000には「新メタブレイン・プロ」を搭載。
※画質自動調整機能：ZX8000・ZH8000・Z8000には「おまかせドンピシャPRO」、H8000・C8000・A8000には「おまかせドンピシャ高画質」を搭載。
※ZX8000・ZH8000・Z8000は、新TVdeナビに対応した最後の機種。これ以降に発売された機種には搭載されていない。

### 2009年秋冬モデル
- ZX9000/ZX9500（46V型/55V型、ZX9500は46V型のみ・LED REGZA） - 従来の「ZX8000」と「ZH8000」を機能統合した、直下型LEDバックライト液晶のハードディスク内蔵のフルHD対応モデル。新たに500GBハードディスクを搭載し独自開発のLSIを搭載した「バックライトコントロールシステム」は発光制御と階調性を向上させ繊細な映像処理を可能にした「バックライトコントロールシステム2」に、超解像技術はアニメーション画像の輪郭部周辺のノイズを低減する機能を追加し「レゾリューションプラス3」になった。また地上デジタルチューナーを3基内蔵し、地上デジタル放送の切替視聴を行いながら2つの裏番組を同時に録画できる「地デジ見ながらW録」も搭載した。またWiiのバーチャルコンソールに対応し、ドットならではのギザギザを再現した「レトロゲームファイン」やPSPでAVケーブルを繋げた際、画面いっぱいに表示できる「ポータブルズーム」も搭載している。46V型のみの設定のZX9500は、2010年4月に家電エコポイント制度の変更に伴って同時期以降対象外となった46ZX9000に替わって発売された新基準の家電エコポイント制度に対応したマイナーチェンジモデルである。
- Z9000/Z9500（37V型/42V型/47V型/55V型、Z9500は37V型のみ） - フルHD対応モデル。直下型LEDバックライト未採用、ハードディスクを内蔵していない（USB接続の外付ハードディスクに対応）を除いては前述のLED REGZA・ZX9000と共通。USB HDD4台同時接続対応。37V型のみの設定のZ9500は、2010年4月に家電エコポイント制度の変更に伴って2010年4月以降対象外となった37Z9000に替わって発売された新基準の家電エコポイント制度に対応したマイナーチェンジモデルである。
- H9000（32V型/37V型/42V型） - ハードディスク内蔵録画モデル。HDD容量を500GBに増量し、新たに超解像技術「レゾリューションプラス2」を搭載した。また、37V型と42V型にはフルHD液晶パネルを採用した（32V型はXGA液晶パネルを採用）。USB接続の外付ハードディスクによる増設にも対応。
- R9000（26V型/32V型/40V型） - 従来のC系列に代わって登場したプレミアムスタンダードモデル。ラインナップも19V型から52V型まで豊富なサイズをそろえている。ハードディスクは内蔵しないものの、USB接続の外付ハードディスクに対応。40V・46V・52V型はフルHD液晶パネルを採用。小型モデルの19V・22V型はブラック・シルバー・レッドの3色から、26V型はブラックとシルバーの2色から選べる。こちらにも超解像技術「レゾリューションプラス2」を搭載。
- 32RX1（32V型） - 32型では珍しいフルHD液晶を搭載した高画質モデル。超解像技術「レゾリューションプラス2」、倍速技術「倍速・モーションクリア」を搭載しており、USB接続の外付ハードディスクによる録画も可能。
- R1BDP（32V型） - 2010年2月に発売されたレグザでは初となるBDプレーヤー内蔵モデル。ブルーレイはもちろん、DVDや音楽CDの再生も可能。超解像技術「レゾリューションプラス2」を搭載しており、USB接続の外付ハードディスクへの録画も可能。
- A9000/A9500（A9000は26V型/32V型/46V型、A9500は22V型/26V型/40V型） - 基本性能を充実し、シンプルで且つ環境にも配慮したエコロジー&エコノミーモデル。46A9000（46V型）と40A9500（40V型）はフルHD液晶パネルを採用。26A9000（26V型）はブラックとホワイトの2色から選べる。なお、2010年4月に発売されたA9000のマイナーチェンジモデルであるA9500はA9000とサイズラインナップが異なる。22A9500 東芝 Regza 2009年秋冬モデル

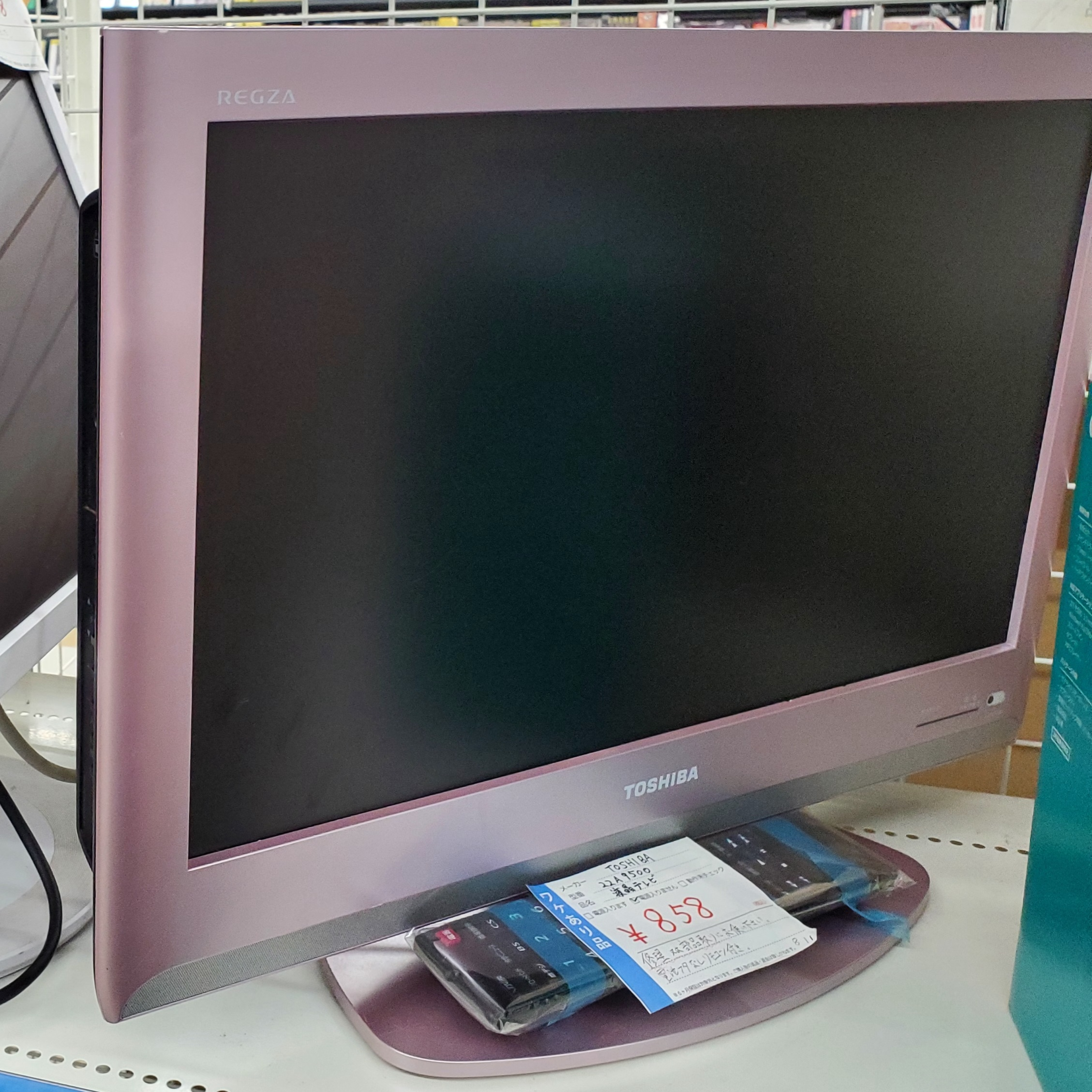
22A9500 東芝 Regza 2009年秋冬モデル

- A900S/A950S/A950L（32V型） - 32A9000よりもさらに機能を絞り込んだシンプルモデル。スタンドの形状が異なるほか、ダイナミックコントラスト比も異なる（A900S/A950Sは40000:1、A950Lは20000:1）。なお、A950Sは2010年4月に家電エコポイント制度の変更に伴って2010年4月以降対象外となったA900Sに替わって発売された新基準の家電エコポイント制度に対応したマイナーチェンジモデル、A950Lは2010年5月発売モデルである。

※レグザリンク対応。
※映像エンジン：ZX9000/ZX9500・Z9000/Z9500には「メタブレイン・プレミアム2」、H9000・R9000（32V型・40V型・46V型・52V型）・32RX1には「メタブレイン・プレミアム」、46A9000/40A9500には「パワー・メタブレイン」、R9000（19V型・22V型・26V型）・R1BDPには「メタブレイン・プロ2」、A9000（46V型を除く）/A9500（40V型を除く）・32A900S/32A950S/32A950Lには「メタブレイン・プロ」を搭載。
※画質自動調整機能：ZX9000/ZX9500・Z9000/Z9500には「おまかせドンピシャ高画質3」、H9000・R9000・32RX1・R1BDPには「おまかせドンピシャ高画質2」、A9000/A9500・32A900S/32A950S/32A950Lには「おまかせドンピシャ高画質」を搭載。
※テレビ本体とは別に、500GBのレグザ純正USBハードディスク（THD-50A1）をオプションとして用意。
※これまでZXやZシリーズに搭載されていたi.Link端子、新TVdeナビは廃止。
※ZX・Z・H・Rシリーズのリモコンは「レグザリモコン2」を採用。キーに透明素材を使用したことで視認性が向上。キートップには傾斜をつけ、高い操作性を実現した。また使用頻度の高いカーソルキーは丸から四角にし、印字を読みやすくするとともにボタンのサイズアップを実現。さらにスライド機構を採用したことで、扉をスライドさせた状態でもリモコン本体から扉がはみ出ることなく快適に操作ができる。レグザを複数台使用時でもリモコン信号が混信することがないリモコンコードにも対応した。なお、A9000シリーズとA900Sは、前機種A8000シリーズと同様「シンプルレグザリモコン」が付属。

### 2010年春夏モデル
- Z1/Z1S（37V型/42V型/47V型/55V型、Z1Sは37V型のみ・LED REGZA） - エッジ型LEDバックライトの「クリアLEDパネル」を搭載。HDDは内蔵しないものの、USB/LANハードディスクによる録画に対応しており、番組を見ながら別の2番組を同時録画できる「地デジ見ながらW録」や同社製HDDレコーダー「VARDIA」で培ってきた自動チャプター機能「マジックチャプター」を搭載。またMicrosoft Windows 7に対応しておりレグザからLAN経由でWindows 7搭載パソコンを起動したり、Windows 7搭載パソコン側でレグザをコントロールできるため、パソコン内の映像・音楽などを大画面で楽しむことができる。H.264のsmb越し直接デコード対応。ゲーム関連機能も充実しておりZX9000/ZX9500の「レトロゲームファイン」、「ポータブルズーム」に加え1080p/720p/480p入力の遅延時間を短縮しながら超解像技術とスケーリング処理を行うことで鮮明でダイナミックな映像と快適な操作性を両立する「ダイレクトモード2」も搭載した。また47V型・55V型には音響にもこだわり、「CELL REGZA」の技術を取り入れた「ハイクオリティユニット」を搭載した。さらに、37V型には2010年12月に37Z1に比べて年間電気消費量を低減し、5つ星となったマイナーチェンジモデル37Z1Sを追加した。
- RE1/RE1S（19V型/22V型/26V型/32V型/37V型/42V型/47V型/55V型、RE1Sは19V型/26V型のみ・LED REGZA） - 「地デジ見ながらW録」・「マジックチャプター」非搭載、Windows 7非対応以外はZ1と共通。サイズも19V型から55V型まで豊富なバリエーションをそろえている。32V型以下はパネルが「LEDパネル」となり「倍速・モーションクリア」が非搭載になるが19V型・22V型は3色（ブラック・ホワイト・カッパーローズ）、26V型・32V型は2色（ブラック・ホワイト）のカラーバリエーションが選べる。また、19V型と26V型には、2010年12月にRE1シリーズに比べ、年間電気消費量を低減したマイナーチェンジモデル19RE1S・26RE1Sを追加。ただし、RE1Sではブラックのみとなる。
- R1（32V型/37V型/42V型） - USB接続の外付ハードディスクへの録画に対応したプレミアムスタンダードモデル。37V・42V型はフルHD液晶パネルを採用し、「倍速・モーションクリア」を搭載している。こちらもCELL REGZAの自己合同性型超解像技術を採用した超解像技術「レゾリューションプラス4」を搭載したほか、内蔵HDDやUSB接続の外付けハードディスクに録画した番組を当社製のHDDレコーダー「VARDIA」やDTCP-IP対応サーバーに無劣化ダビングできる「レグザリンク・ダビング」やDTCP-IP対応サーバーにダビングした録画番組を別の部屋にあるDTCP-IP対応のテレビで視聴したり、パソコンの動画や音楽、写真も再生できるDLNAに対応。またパソコンを使わずにリモコンひとつでインターネットを利用することができ、光ブロードバンド映像配信による多チャンネル放送サービスやハイビジョン映画が楽しめる「ブロードバンド放送」にも対応した（テレビ版Yahoo! JAPAN・アクトビラビデオフル対応）。
- HE1（19V型/22V型/26V型/32V型/37V型/42V型・LED REGZA） - 500GBハードディスク内蔵モデル。サイズは19V型から42V型までそろえている。基本機能やカラーバリエーションはRE1と共通でRE1に内蔵ハードディスクを加えたモデルである。なお、サイズによって発売時期が異なり、当初は19V型と26V型のみだったが、2010年7月に22V型、同年8月に32V型、同年10月に37V型と42V型を順次発売した。RE1はRE1Sのようなマイナーチェンジモデルや後継機種が存在したが、こちらはマイナーチェンジモデルも後継機もなく、1代限りで廃止されている。
- H1/H1S（32V型/37V型、H1Sは32V型のみ） - ハードディスク内蔵録画モデル。HDD容量は500GB、CELL REGZAの自己合同性型超解像技術を採用した超解像技術「レゾリューションプラス4」を搭載した。また37V型にはフルHD液晶パネルを採用（32V型はXGA液晶パネルを採用）し、「倍速・モーションクリア」を搭載している。内蔵HDDの他、USB接続の外付ハードディスクによる録画や増設にも対応。内蔵HDDやUSB接続の外付けハードディスクに録画した番組を当社製のHDDレコーダー「VARDIA」やDTCP-IP対応サーバーに無劣化ダビングできる「レグザリンク・ダビング」やDTCP-IP対応サーバーにダビングした録画番組を別の部屋にあるDTCP-IP対応のテレビで視聴したりパソコンの動画や音楽、写真も再生できるDLNAに対応。またパソコンを使わずにリモコンひとつでインターネットを利用することができ、光ブロードバンド映像配信による多チャンネル放送サービスやハイビジョン映画が楽しめる「ブロードバンド放送」にも対応した（テレビ版Yahoo! JAPAN・アクトビラビデオフル対応）。また、32V型については、2010年12月に32H1よりも年間電気消費量を抑え、5つ星となったマイナーチェンジモデル32H1Sを追加した。
- A1/A1S（19V型/22V型/26V型/32V型/40V型、A1Sは32V型のみ） - CELL REGZAの自己合同性型超解像技術を採用した超解像技術「レゾリューションプラス4」を搭載したコンパクトモデル。26A1（26V型）はブラックとホワイトの2色、22A1（22V型）と19A1（19V型）はブラック・ホワイト・シャンパンピンクの3色からカラーを選べる。また、32V型については2010年12月に32A1よりも年間電気消費量を抑え、5つ星となったマイナーチェンジモデル32A1Sを追加した。

※レグザリンク対応。
※超解像技術：Z1・RE1・RE1S・HE1にはCELL REGZAの自己合同性型超解像技術を採用した「レゾリューションプラス4」を搭載。
※映像エンジン：Z1は「レグザエンジンDuo」、Z1以外のシリーズには「レグザエンジン」を搭載。
※画質自動調整機能：Z1は「おまかせドンピシャ高画質3」、Z1以外のシリーズには「おまかせドンピシャ高画質2」を搭載。
※テレビ本体とは別に、500GBのレグザ純正USBハードディスク（THD-50A1）をオプションとして用意。
※H1/H1S・R1シリーズのリモコンは「レグザリモコン2」を採用。A1/A1Sシリーズには、「シンプルレグザリモコン」が付属。

### 2010年秋冬モデル
- ZG1（42V型/47V型/55V型・LED REGZA） - CELL REGZA XE2に採用されている「ハイスピードクリア4倍速」を搭載した3D対応プレミアムモデル。CELL REGZAの3D対応モデル（X2・XE2）と異なり、レグザ3Dグラスは別売りとなる。スカパーHDのLAN再生に正式対応。基本性能はZ1とほぼ共通である。
- ZS1（32V型/37V型/42V型） - ハイクラスモデル。バックライトやパネルの種類を除けば、後述のLED REGZA Z1シリーズとほぼ同じ機能を備えている。さらに、37V型と42V型には倍速映像とバックライト制御を駆使して1秒間に240コマの映像を描写させて残像感を低減する「Wスキャン倍速」を搭載。また、USBやLANを経由したハードディスク録画に対応する他、地上デジタルチューナーを3基搭載したことで、番組を見ながら別の2番組を同時録画ができる「地デジ見ながらW録」も備える。
- F1（46V型/55V型・LED REGZA） - 業界最薄となる奥行29mmの超薄型パネルを採用。「エコロジカルスタイリッシュモデル」をコンセプトに薄型化による消費電力の低減、最小限の要素に収めたボディ設計、梱包箱のスリム化により梱包緩衝剤を大幅に減らし1回の運搬量アップによりトータルでCO2削減に貢献する。またZG1と同様に「ハイスピードクリア4倍速」を搭載し、3D映像の視聴に対応。USB経由によるHDD録画も可能。こちらもレグザ3Dグラスは別売りである。
- AE1（32V型・LED REGZA） - 機能を厳選した「LED REGZA」のベーシックモデル。Z1と同じく、高画質と低遅延を両立したゲーム機能「ダイレクトモード2」を搭載。
- GL1（12V型/20V型・グラスレス3Dレグザ） - 民生用液晶テレビとしては世界で初めて、専用メガネなしで3D映像を視聴できるモデル。1次元インテグラルイメージング（光線再生）方式を採用しており、視野位置に応じて位置や角度が異なる複数の映像を同時に映し出し、左右それぞれで異なる映像をとらえることで専用メガネがなくても立体映像を認識することが可能となる。この原理を応用し、9つの映像をリアルタイムで生成し、液晶パネルから垂直レンチキュラーシートを通して映し出すことで高画質の3D映像を実現した。また、3D対応モデルでは珍しく、パーソナルサイズをラインナップする。20V型には「CELL REGZA」と同じ高性能プロセッサ「Cell Broadband Engine」と多視差変換LSIを組み合わせた「グラスレス3D専用CELLレグザエンジン」を、12V型には映像処理LSIと多視差変換LSIを組み合わせた「グラスレス3D専用レグザエンジン」をそれぞれ搭載する。

※レグザリンク対応。
※超解像技術：F1・ZG1には3D映像にも対応する「レゾリューションプラス5」を、AE1・ZS1には「レゾリューションプラス4」を搭載。
※映像エンジン：ZS1・ZG1には「レグザエンジンDuo」、AE1・F1には「レグザエンジン」を搭載。
※画質自動調整機能：F1・ZG1には3D映像対応の「おまかせドンピシャ高画質3D」を、ZS1には「おまかせドンピシャ高画質3」を、AE1には「おまかせドンピシャ高画質2」を搭載。

### 2011年春夏モデル
- ZG2（42V型/47V型/55V型・LED REGZA） - メインLSIを2基搭載したことで「レグザエンジン」の約6.8倍の処理能力を実現した「レグザエンジンCEVO Duo（シーボ デュオ）」を搭載。高画質回路と2D3D変換回路も備えており、緻密で色鮮やかな映像を再現する。パネルも「レグザエンジンCEVO Duo」で制御された美しい映像を余すことなく引き出すため、「新IPSパネル」を採用。また、4倍速駆動と8分割バックライトスキャンを同時に行うことで動きの速い映像も残像を効果的に低減する「アクティブスキャン480」も搭載した。また、HDDを2TB、地上デジタルチューナーを9基搭載しているが、このうち、HDD 1.5GBと地上デジタルチューナー6基は「タイムシフトマシンCEVO」専用に用意されているものである。この「タイムシフトマシンCEVO」は最大で6チャンネル・約30時間分の番組を一時保管することが可能で、過去番組表から選ぶことで見たい番組を好きな時に見ることができる。また、チャンネル数・曜日・時間帯を指定することが可能で、チャンネル数に応じて一時保管できる時間も連動され、チャンネル数1つの場合で約180時間分を一時保管することができる。さらに、一時保管した番組から通常録画用のハードディスクや外付けUSBハードディスクへ移動（ムーブ）させることもできる。なお、通常用の地上デジタルチューナーを3基備えているため、番組を見ながら別の2番組を同時に録画できる「地デジ見ながらW録」にも対応している。また、スマートフォンをレグザリモコンとして使用できる「レグザAppsコネクト」、約0.3秒の瞬間起動を可能にした「高速レグザ番組表」、フレームに帯電防止素材を使用し、ほこりの吸着を防ぐ「ホコリクリア」を採用し、Windows 7に対応。低遅延と高画質を両立した「ゲームダイレクト」も3Dゲームに対応し、「3Dゲームダイレクト」に進化した。レグザリンクシェア対応。
- Z2（37V型/42V型/47V型・LED REGZA） - 映像エンジンを「レグザエンジン」の約3.4倍の演算能力がある「レグザエンジンCEVO」に、「アクティブスキャン」を倍速駆動+8分割バックライトスキャンの「アクティブスキャン240」にそれぞれ変更し、「タイムシフトマシンCEVO」非搭載、3D非対応（「ゲームダイレクト」は「ゲームダイレクト3」を搭載）、サイズラインナップが一部変更（55V型がない代わりに37V型を設定）されている点を除いてはZG2シリーズと共通。
- ZP2（26V型/32V型・LED REGZA） - Z2シリーズと同じく高い演算能力を誇る「レグザエンジンCEVO」、フルハイビジョンIPSパネルを搭載。32V型にはZ2シリーズと同じく「アクティブスキャン240」も搭載した3D対応プレミアムパーソナルモデル。3D方式は多くの映画館で採用されている偏光フィルター方式の「シアターグラス3D」を採用しているため、付属の3Dメガネは電源ユニットを省き、軽量化されたことで負担を軽減。ゲーム機能も3Dゲームに対応した「3Dゲーム・ターボ」を搭載した。なお、26V型の3D対応液晶テレビはこの機種（26ZP2）が初めての製品である。
- RB2（26V型/32V型/40V型・LED REGZA） - スロットイン式のBDプレーヤーを搭載したR1BDPシリーズの後継モデル。映像エンジンを「レグザエンジン」に、超解像技術を「レゾリューションプラス4」にそれぞれ更新し、「レグザAppsコネクト」に対応。USB外付けハードディスクへの録画は従来通り対応している。また、26V型と32V型にはIPS方式の液晶パネルを採用。40v型はVA方式のフルハイビジョン液晶パネルを採用しており、「倍速・モーションクリア」が追加される。
- RE2（19V型/22V型/26V型/32V型・LED REGZA） - IPS液晶パネルを搭載したUSBハードディスク録画対応モデル。地上デジタルチューナーを2基搭載しており、録画中に別の番組を視聴できる「ウラ録」に対応。また、フレーム部と卓上スタンドの樹脂部には帯電防止素材を含ませたことで静電気によるほこりの付着を防ぐ「ホコリクリア」を採用。当初は19V型・22V型・26V型の3サイズを発売していたが、2011年11月に追加モデルとして32V型を追加。
- RS2（19V型/22V型/26V型・LED REGZA） - RE2（32V型を除く）にレグザ純正USBハードディスク（500GB、THD-50A2）とUSBハードディスクホルダー（THD-HLD1）を同梱したモデル。買ったその日から録画ができ、専用ホルダーを取り付けることで、USBハードディスクをテレビ背面にすっきりと収めることができる。
- A2（19V型/22V型/26V型/32V型/37V型/40V型/46V型/55V型・LED REGZA） - バックライトをLEDに変更したベーシックモデル。37V型以上のサイズはフルハイビジョン液晶パネルを採用しており、「倍速・モーションクリア」が追加される。A1シリーズに比べてフレームの幅を小さくした「スリムミニマムデザイン」を採用しており、19V型・22V型・26V型はブラックとホワイトの2色展開である。
- AC2（19V型/22V型・LED REGZA） - 液晶パネル方式をTN方式に変更したモデルで機能面は上述のA2シリーズと同等。本体カラーはブラックのみ。
- AS2（32V型/40V型） - レグザエンジンや超解像技術「レゾリューションプラス4」などを搭載した高機能ベーシックモデル。40V型はフルハイビジョンとなっており、「倍速・モーションクリア」が追加される。
- P2（19V型・LED REGZA） - 電力供給が安定しないアセアン地域で発売されている海外向けモデル「PC1」[13]でのノウハウを生かして開発されたバッテリー搭載モデル。「ピークシフト」機能が搭載されており、ワンタッチでAC電源からバッテリー電源に切り替えて視聴でき、満充電状態で約3時間の視聴が可能である。バッテリー充電は電源オフ（スタンバイ時）に行われるが、「夜間充電モード」に設定しておけば電力の需要が比較的少ない夜間から朝の時間帯（午後10時〜午前9時）のみに充電が行われる。さらに、通常時よりも電力消費量を抑える節電機能を搭載しているほか、停電により地上デジタルチューナーが一時的に使えない場合を考慮し、ワンセグチューナーも内蔵している（ワンセグ用アンテナ付属）。本シリーズはパーソナルサイズの19V型のみのラインナップである。当初はブラックのみだったが、2011年11月にホワイトを追加発売した。

※レグザリンク対応。
※超解像技術：ZG2・Z2・ZP2は「レゾリューションプラス6」、RB2・RS2・RE2・A2・AC2・AS2は「レゾリューションプラス4」を搭載。
※映像エンジン：ZG2は「レグザエンジンCEVO Duo」、Z2・ZP2は「レグザエンジンCEVO」、RB2・RS2・RE2・A2・AC2・AS2は「レグザエンジン」を搭載。
※画質自動調整機能：ZG2・ZP2は「おまかせドンピシャ高画質3D」、Z2は「おまかせドンピシャ高画質3」、RB2・RS2・RE2・A2・AC2・AS2は「おまかせドンピシャ高画質2」を搭載

### 2011年秋冬モデル
- X3（55V型・LED REGZA） - 民生用では世界初の4K UHD（3,840x2,160画素）パネル搭載テレビ。フルハイビジョン（1,920x1,080画素）の4倍の解像度であるパネルと「QFHD超解像技術」を搭載したことでこれまでのフルハイビジョンパネルでは表現しきれなかった詳細なテクスチャーまでも映し出すことが可能に。また、毎秒120コマの倍速映像に12分割バックライトスキャンも同時に行うことで躍動感のあるシーン残像を効果的に抑え、毎秒240コマ相当の高い動画応答性を実現した「アクティブスキャン240」も搭載。3D機能もインテグラルイメージング（表示画素数1,280x720ドットの9視差映像）の映像技術を用いたことで専用グラス不要で3D映像を楽しめるグラスレス3Dを大画面（X3は55V型のみ）で実現した。外付けUSB録画に対応しているがトリプル地上デジタルチューナーを備えている為、地デジ番組を自由に視聴しながら2番組を同時に録画できる「地デジ見ながらW録」に対応。3種類の長時間録画モード（AFモード・ANモード・ASモード）を搭載しており、2番組同時の長時間録画にも対応している。また、DTCP-IP対応コンテンツサーバー機能を搭載しており、録画した番組をDTCP-IP対応のテレビやスマートフォンでも楽しめる「レグザリンク・シェア」に対応している。
- ZP3（37V型/42V型・LED REGZA） - 超解像技術を改良し、「レゾリューションプラス7」へ進化。新たに、カラーテクスチャー復元技術を採用しており、元映像がデジタル放送信号へ変換する際に圧縮されて失われた高彩度の色情報を放送画像に含まれる輝度と色差の情報を分析し、色の濃い部分のテクスチャー部を形成する輝度情報を緻密に高めて処理するため、映像本来の美しさを再現。さらに、DTCP-IP対応のコンテンツサーバー機能を新たに搭載したことで、録画した番組をDTCP-IPに対応した別の部屋のテレビやスマートフォンでも楽しめる「レグザリンク・シェア」に対応。シリーズでは初のAVC圧縮録画に対応し、ASモードではDRモード比約4倍と、長時間ハイビジョンW録画できるようになった。「3D超解像技術」と偏光フィルター方式の「シアターグラス3D」を搭載した3D対応モデル。サイズラインナップはZP2シリーズとは異なり、37V型と42V型が設定される。
- Z3（37V型/42V型/47V型・LED REGZA） - ZP3シリーズから3D関連機能を省いたモデルで、3D以外の機能・性能はZP3シリーズと同等。Z3シリーズではサイズラインナップに47V型が追加される。
- B3（19V型/22V型/26V型/32V型/40V型・LED REGZA） - 外付けUSBハードディスクと接続することで外出前に予約録画を設定できる「シングルチューナー留守録」に対応（シングルチューナーのため、録画中は録画中と同じ放送波の他のチャンネルは視聴不可）。BC3のバックライトをLEDに変更している。フルハイビジョンパネルを採用した40V型は「倍速・モーションクリア」も搭載される。19V型・22V型・26V型はブラックとホワイトの2色展開となる。
- BE3（32V型・LED REGZA） - 新半導体「ecoチップ」を開発。AC電源をリレーで切断するため、リモコンで電源を切ってもAC電源を抜いた時と同等の待機電力ゼロワット（約10時間以上待機状態が続くと大容量キャパシター（蓄電装置）を充電するため、約3分間平均0.5W程度の電力を消費する）を実現。また、リモコンでの立ち上げや予約録画も今まで通り使用することができる。機能面はB3シリーズと同等で、「シングルチューナー留守録」にも対応する。カラーはホワイトのみとなる。
- BC3（32V型/40V型） - 外付けUSBハードディスクと接続することで外出前に予約録画を設定できる「シングルチューナー留守録」に対応（シングルチューナーのため、録画中は録画中と同じ放送波の他のチャンネルは視聴不可）。また、超解像技術やIPS方式の高視野角パネルを採用している。

※レグザリンク対応。
※超解像技術：X3は「QFHD超解像技術」、ZP3・Z3は「レゾリューションプラス7」、BE3・B3・BC3は「レゾリューションプラス4」を搭載。
※映像エンジン：X3は「レグザエンジンCEVO Duo」、ZP3・Z3は「レグザエンジンCEVO」、BE3・B3・BC3は「レグザエンジン」を搭載。
※画質自動調整機能：X3・ZP3は「おまかせドンピシャ高画質3D」、Z3は「おまかせドンピシャ高画質3」、BE3・B3・BC3は「おまかせドンピシャ高画質2」を搭載。

### 2012年春夏モデル
- XS5（55V型・LED REGZA） - 4K UHDパネルと複数の超解像技術を駆使した「4K2K超解像技術」により緻密で高精細な映像を実現。さらに、デジタルカメラなどで撮影した画像を美しく再生する「4K2K写真再生」を追加し、ビューワーとしての性能を付加した。外付けUSBハードディスク録画に対応しており、地上デジタルチューナーを3基搭載したことで2番組同時録画中でもさらに別の番組を視聴できる「地デジ見ながらW録」や長時間録画にも対応している（2番組同時録画時にも長時間モードの設定が可能）。本体デザインは最薄部と奥行きがより薄くなり、液晶パネル周囲のベゼル部も極小化した新スリムデザインキャビネットを採用したことで、同じパネルを採用する55X3よりも2.5kg軽量化された。なお、本シリーズはX3シリーズとは異なり、3D関連機能は非搭載。
- ZT3（42V型/47V型・LED REGZA） - 最大6チャンネル・約30時間分の番組を内蔵HDDに一時保管できる「タイムシフトマシン」を搭載。チャンネル数の設定や時間帯・曜日などの細かな設定も可能で、チャンネル数や曜日などに応じて一時保管可能時間も変動される。なお、本体に内蔵されている1.5TBの大容量HDDは「タイムシフトマシン」専用となっているが、外付けUSBハードディスクによる録画にも対応しており、「タイムシフトマシン」で録画した番組のダビングができるほか、タイムシフトマシン用とは別にもう3つの地上デジタルチューナーが備わっているため、2番組同時録画中にさらに別の番組を視聴できる「地デジ見ながらW録」に対応。また、「レグザエンジンCEVO」が制御する精密な映像を引き出すために、IPSパネルを採用し、毎秒120コマの倍速稼働と8分割バックライトスキャンにより効果的に残像を抑える「アクティブスキャン240」を搭載している。
- G5（40V型/50V型・LED REGZA） - デジタルダブルチューナー搭載により、外付けUSBハードディスクによる番組録画中でも別番組を視聴できる「ウラ録」を搭載。また、「マイフォルダ」により、録画した番組をフォルダごとに整理できるほか、録画予約時にフォルダを指定しておくことも可能。さらに、ゴルフ番組に対応した専用の高画質化処理を行う「ゴルフモード」やジャンルがあらかじめゴルフに設定してあるため録画予約の際にゴルフ番組を素早く検索できる「ゴルフ番組検索」を搭載。極限まで余分な部分を削った「ナローベゼル」の採用により、50V型の場合、9年前の37V型（37L4000、幅118cm）よりも幅が4.2cm短くなったため、今と同じスペースのままでサイズアップすることも可能である。当初は50V型のみだったが、2011年9月に40V型を追加発売した。
- S5（32V型/40V型・LED REGZA） - 画面直下にLEDを配置した「ダイレクトLEDバックライト」により高コントラストを実現。さらに、32BC3の約2.5倍に拡大した開口部を持ち、高性能フルレンジユニットを搭載した「ダイナミックフロントスピーカー」を搭載し、明瞭度が高く歯切れが良い高音質も実現。外付けUSBハードディスクと接続することで外出前に予約録画ができる「シングルチューナー留守録」に対応。G5シリーズ同様に「ナローベゼル」を採用しており、32v型の場合、9年前の26V型（26L4000、幅82cm）よりも幅が8.7cm短くなったため、今と同じスペースのままサイズアップすることも可能である。
- R3（22V型/26V型/32V型・LED REGZA） - 高コントラストが特徴のLEDバックライトと広視野角が特徴のIPSパネルを採用し、快適な視聴を実現。外付けUSBハードディスク録画に対応しており、デジタルダブルチューナー搭載により番組録画中でも別の番組を視聴できる「ウラ録」に対応。さらに、別の部屋にある「レグザブルーレイ」やDTCP-IPサーバーにダビングした番組を視聴できる「レグザリンク・シェア」に対応した。
- HB2（32V型/40V型・LED REGZA） - 500GBハードディスクとブルーレイディスクドライブを搭載したREGZA初のオールインワンモデル。これ1台で内蔵ハードディスクや外付けUSBハードディスクへ録画し、さらに、録画した番組をブルーレイディスクやDVDにダビングして残すことができる（ブルーレイディスクやDVDへ直接録画することはできない）。ダビングの際は「ぴったりダビング」により、ディスク1枚にぴったり収まるように画質レートを自動変換してダビングされる。また、地上デジタルチューナーを2基搭載しているので、録画中も別の番組を視聴できる「ウラ録」に対応。32V型は広視野角のIPSパネルを採用。40V型は「倍速・モーションクリア」を搭載している。
- B5（19V型/24V型・LED REGZA） - 外付けUSBハードディスクと接続することで外出前に予約録画ができる「シングルチューナー留守録」に対応したパーソナルモデル。G5シリーズ・S5シリーズ同様に「ナローベゼル」を採用しており、24V型の場合、7年前の20V型（20LC100、幅53.8 cm）よりも幅が3cm大きくなった程度なので、今と同じスペースのままサイズアップすることが可能である。
- AC4（32V型） - レグザエンジンや超解像技術「レゾリューションプラス4」などを搭載し、番組表やカーソルキーなど、使用頻度の高いボタンの配色を変え、文字やボタンを大きくして使いやすくした「ラージフォントリモコン」を採用した高画質ベーシックモデル。録画関連機能は搭載しない。

※レグザリンク対応。
※超解像技術：XS5は「4K2K超解像技術」、ZT3は「レゾリューションプラス6」、G5・S5・R3・HB2・B5・AC4は「レゾリューションプラス4」を搭載。
※映像エンジン：XS5・ZT3は「レグザエンジンCEVO Duo」、G5・S5・R3・HB2・B5・AC4は「レグザエンジン」を搭載。
※画質自動調整機能：XS5・ZT3は「おまかせドンピシャ高画質3」、G5・S5・R3・HB2・B5・AC4は「おまかせドンピシャ高画質2」を搭載。

### 2012年秋冬モデル
この世代からはLEDが通常なものになったためLED REGZAの表記はない。
- Z7（42V型/47V型/55V型） - 外付けUSBハードディスク録画モデルでありながら「タイムシフトマシン」に対応。さらに、一時保管した番組からユーザーの好みに合わせてピックアップすることで好きな番組だけスマートに楽しめる「ざんまいプレイ」を新搭載。また、バッファロー製「レコロング」対応外付けUSBハードディスクに対応し、長時間録画も可能にした。また、液晶パネルに照明の映り込みを抑えて高コントラストでメリハリのある画質を実現した「アドバンスド・クリアパネル」を、3D方式は電源不要の偏光フィルター方式の3Dメガネを用いる「シアターグラス3D」を採用。ネットワーク機能も強化しクラウドコンピューティングを用いた新サービス「TimeOn」に対応した。デザイン界の巨匠であるヤコブ・イェンセンとのコラボレーションにより、ガラス素材のスタンドやヘアライン処理のアンダーベゼル、アルミのマテリアルを使用したナローベゼル等を採用してよりスタイリッシュなデザインとなり、スリムミニマムデザインの採用により、2007年モデルのZ3500シリーズよりも横幅が短くなったことで今のスペースのままでサイズアップも可能である。
- J7（32V型/40V型/50V型/65V型） - クラウドサービス「TimeOn」に対応したインテリジェント高画質モデル。外付けUSBハードディスク録画に対応しており、「地デジ見ながらW録」や「Wマジックチャプター」などの豊富な録画機能を備えており、Z7シリーズ同様、バッファロー製「レコロング」対応外付けUSBハードディスクに対応し、長時間録画も可能にした。スリムミニマムデザインの採用により、2009年モデルの47Z9000やR9000シリーズよりも横幅が短くなったことで今のスペースのままでサイズアップも可能である。

※レグザリンク対応。
※超解像技術：「レゾリューションプラス7」を搭載。
※映像エンジン：Z7は「レグザエンジンCEVO Duo」、J7は「レグザエンジンCEVO」を搭載。
※画質自動調整機能：Z7は「おまかせドンピシャ高画質3D」、J7は「おまかせドンピシャ高画質2」を搭載。

### 2013年春夏モデル
- Z8X（58V型/65V型/84V型） - 大画面と高画質を実現した映像エンジン「レグザエンジンCEVO 4K」と「高精細4Kパネル」により、大画面テレビの課題であった映像の粗さを克服するとともに、4Kへのアップコンバート時に行う超解像処理を5種類（既存の自己合同性・カラーテクスチャー復元に加え、微細テクスチャー復元・輝き復元・絵柄解析 再構成型を追加）に増やしたことで繊細な映像を実現させる「4K超解像技術」、4Kカメラで撮影・編集又はフィルム撮影を4Kリマスターした映画等のブルーレイソフトをありのままに再現させる「高解像度シネマ」モード、ブロックノイズやモスキートノイズを低減し、文字もくっきり描写する「デジタル放送アップコンバートノイズクリア」等で構成された「シネマ4Kシステム」を採用した4K UHD対応モデル。録画機能はZ7と同等で、「タイムシフトマシン」・「ざんまいプレイ」にも対応する。ナローベゼルの採用により、例えば65V型なら2002年モデルの50P2700より幅を2.7cm短縮したため、今のスペースのままでサイズアップが可能である。
- S7（23V型/29V型/32V型/39V型） - 画面直下にLEDを配置したことで高コントラストを実現する「ダイレクトLEDバックライト」を採用（29V型以上で採用、23V型はエッジ型LEDバックライト）。また、それぞれのアニメに適した映像処理を行う「テレビアニメ」モード、「レトロアニメ」モードを搭載するほか、G5で採用しているゴルフ中継などに適した映像処理を行う「ゴルフモード」にも対応。USBハードディスク録画に対応しており、外出時などに簡単に録画ができる「シングルチューナー留守録」に対応。画面いっぱいにグラフィカルな時計を表示する「アートクロック」を新たに搭載し、スマートフォンの映像や画像を大画面で楽しめ、充電までできるMHLに対応した。ナローベゼルの採用により、例えば39V型なら2011年モデルの37ZP3より幅を1.6cm短縮したため、今のスペースのままでサイズアップが可能である。

※レグザリンク対応。
※超解像技術：Z8Xは「4K超解像技術」と「レゾリューションプラス7」、S7は「レゾリューションプラス4」を搭載。
※映像エンジン：Z8Xは「レグザエンジンCEVO 4K」、S7は「レグザエンジン」を搭載。
※画質自動調整機能：Z8Xは「おまかせドンピシャ高画質3D」、S7は「おまかせドンピシャ高画質2」を搭載。

### 2013年秋冬モデル
- Z8（42V型/47V型/55V型） - パネルに高輝度・広色域の「ダイレクトカラーパネル」を採用してパネルの有効画素数の面積を拡大するとともに、LEDバックライトを広色域タイプに変更したことで、Z7シリーズに比べてダイナミックコントラスト・色域の向上を実現。さらに、LEDバックライトを高速で明滅させることでスポーツなど躍動感のあるシーンの残像感を低減するとともに、映像の前後フレームから動きを高精度に予測して元映像のフレーム間に新たな補間映像を加えることでより効果的な動画応答性を実現させた「ダイレクトモーション480」も搭載。画質を自動調整する「おまかせドンピシャ高画質」は新たに、画面サイズに応じてホワイトバランスやバックライトの明るさを自動調整する機能を加え、「おまかせオートピクチャー」に進化。この機能では視聴する際に目が影響を受けやすい事由の1つである背景色にも着目し、24色のカラーパレットから視聴環境に近い背景色を選ぶことで壁紙やカーテンの色にも配慮した画質の自動調整も可能である。音質にもこだわり、迷路状の特殊構造としたことで低音を増強した「ラビリンスバスレフ型スピーカー」と、低音域における周波数分解能を高めたことで緻密な低音制御を可能にする「レグザ サウンド イコライザープロ」を組み合わせた「レグザパワーオーディオシステム」を搭載。また、「タイムシフトマシン」の機能が強化され、これまでの地上デジタル放送6チャンネル分に加え、USBハブと対応の外付けハードディスクを用いることで、もう1チャンネル分追加でタイムシフト録画できる「タイムシフトプラス1」を新搭載。「タイムシフトプラス1」ではこれまでの「タイムシフトマシン」ではできなかったBS・110度CSデジタル放送を設定することも可能で、専門チャンネルの丸ごと録画も可能となった。タイムシフト録画した番組の中からテレビが自動でお勧めの番組を提案する「ざんまいプレイ」も同様にBS・110度CSデジタル放送に対応し、専門チャンネルごとに異なるカテゴリに自動分類して選びやすくし、カラーボタンの操作で今見ている番組に関連する番組が表示され、好みの番組を次々に楽しめる「ざんまいプレイプラス1」も搭載した。ナローベゼルの採用により例えば55V型の場合、2003年モデルの42P4000に比べて幅を7.7cm短縮したため、今のスペースのままでサイズアップすることも可能である。
- J8（42V型/47V型/55V型） - Z8同様に「ダイレクトカラーパネル」を採用し、LEDバックライトを広色域タイプに変更したことでダイナミックコントラスト・色域の向上を実現。LEDバックライトを高速で明滅させることでスポーツなど躍動感のあるシーンの残像感を低減する「ダイレクトモーション120」も搭載している。また、音質に関してもZ8同様、「レグザパワーオーディオシステム」を搭載している。ナローベゼルの採用により例えば55v型の場合、2003年モデルの42P4000に比べて幅を7.7cm短縮したため、今のスペースのままでサイズアップすることも可能である。

※レグザリンク対応。
※超解像技術：「レゾリューションプラス7」を搭載。
※映像エンジン：Z8は「レグザエンジンCEVO Duo」、J8は「レグザエンジンCEVO」を搭載。
※画質自動調整機能：「おまかせオートピクチャー」を搭載。

### 2014年春夏モデル
- Z9X（50V型/58V型/65V型/84V型） - 直下型広色域LEDを採用した「4Kダイレクトピュアカラーパネル」を搭載したことで輝度・色域を向上し、メリハリのある色彩豊かな画質を描き出すとともに、LEDバックライトの点灯領域を高精細に制御するとともに画面の明るい部分のピーク輝度を復元することで画面全体のダイナミックレンジを拡大し、明るいシーンと暗いシーンのコントラストをくっきりと再現できる（84V型は「高輝度エッジ型4Kパネル（IPSパネル）」と「LEDエリアコントロール」を搭載）。また、デジタル放送の色域に圧縮された色を最明色（物質色の限界）を考慮した64軸の色座標軸を用いて6,144項目に及ぶ広色域復元データベースで復元してパネルの最大色域まで拡大し、広色域映像入力（ITU-R BT.2020）にも対応したことでより自然で鮮やかな色再現ができる「4K広色域復元」を搭載。自動調整機能は2013年秋冬モデルから採用されている「おまかせオートピクチャー」となり、部屋の明るさ・コンテンツの種類・画面サイズを認識し、設定した照明の種類（蛍光灯 or 電球）や背景色に応じて、色温度・ダイナミックガンマ・明るさ・色の濃さ・シャープネス・超解像技術・カラーマネジメントを自動調整するため、自分で調整することなく視聴環境やコンテンツの種類に応じた画質に調整してくれる。「4Kゲーム・ターボ」も進化し、歴代「レグザ」の倍速モデルで最速となる約0.6フレーム（約10msec）の低遅延表示を実現するとと同時に、民生用液晶デジタルテレビで初めて、HDMI 2560×1440 60pの入力に対応したことで高精細なPCゲームも緻密な映像で楽しめるほか、ゲームカラオケ向けの音声超低遅延モードも搭載し、約0.9フレーム（約15ms、HDMI入力 60Hz映像 LPCM48kHz音声時）の低遅延で音声のズレを気にすることなく快適に楽しめるようになった。「タイムシフトマシン」や「ざんまいプレイ」には4Kグラフィックスを採用してより見やすくなり、Z8シリーズ同様にBS/110度CSデジタル放送対応の「タイムシフトプラス1」と「ざんまいプレイプラス1」も搭載。アルミ素材を用いた狭額ベゼル（84v型を除く）を採用したことで、例えば65V型の場合、2002年モデルの50P2700に比べて幅を2.9cm短縮したため、今のスペースのままでサイズアップも可能である。また、幅広いニーズに対応するため50v型が新設された。
- J9X（40V型） - 4K UHD対応「レグザ」で最小の40V型モデル。録画機能はUSB外付けハードディスク録画（「地デジ見ながらW録」対応）のみだが、「レグザエンジンCEVO 4K」、「4Kダイレクトピュアカラーパネル」、「4K広色域復元」、「4Kゲーム・ターボ（ゲームカラオケ向けの音声超低遅延モードは非搭載）」など、Z9Xシリーズで備わっている4K高画質の主要機能を搭載している。ナローベゼルの採用により、2003年モデルの32L4000に比べて幅を14.6cm短縮したため、今のスペースのままでサイズアップも可能である。Z9XとJ9X（2014年秋までに、Z8Xも無償基板交換サービスにより対応）は4K放送などに対応するHDMI端子を備えている（4K/60p、HDCP 2.2）。
- G9（32V型/40V型/50V型） - 自動調整機能がG5シリーズの「おまかせドンピシャ高画質2」から「おまかせオートピクチャー」となり、部屋の明るさやコンテンツの種類を認識して、色温度・ダイナミックガンマ・明るさ・色の濃さ・シャープネスを細かく自動コントロールするため、買ったその日から自分で調整することなく、視聴環境や映像の種類に応じた画質に自動調整してくれる。また、G5シリーズに搭載されていた「ゴルフモード」が「コンテンツモード」に発展し、ゴルフだけでなく、サッカーといった芝をフィールドしたスポーツを美しくする「ゴルフ/サッカー」モードを備えるほか、アニメ専用の「テレビアニメ/レトロアニメ」モードも備え、コンテンツの種類に応じた最適な映像処理を行うことで高画質な映像を楽しめる。また、新機能として、独自の音声分離技術を活用し、リモコンのボタン一つで音声を再構築することで、映画やドラマではセリフが明瞭に、バラエティ番組では背景音を抑えることで音声がクリアに、深夜などで音量を低くしているときでもはっきり音声が聞き取りやすくなる「クリア音声」を搭載。また、約0.3秒で瞬間起動する「高速レグザ番組表」も搭載された。USBハードディスク録画に対応しており、「ウラ録」や「マイフォルダ」もG5シリーズから引き続き搭載されている。挟額縁フレームの「ナローベゼル」もG5シリーズから継続採用しているため、例えば、50V型の場合、2004年モデルの42P4000に比べて幅を19.6cm短縮したため、今のスペースのままでサイズアップすることも可能である。また、従来からの40V型・50V型に加え、ハイビジョンパネルを採用した32V型が新設されて3サイズとなった。
- S8（23V型/32V型/40V型） - G9シリーズ同様、自動調整機能がS7シリーズの「おまかせドンピシャ高画質2」から「おまかせオートピクチャー」となり、部屋の明るさを認識して、色温度・ダイナミックガンマ・明るさを細かく自動コントロールするため、買ったその日から自分で調整することなく視聴環境に応じた画質に自動調整してくれる。また、電子番組表の起動時間を約0.3秒に高速化した「高速レグザ番組表」を新たに搭載した。ナローベゼルを継続採用しており、例えば、40V型の場合、2003年モデルの32L4000に比べて幅を13.7cm短縮したため、今のスペースのままでサイズアップすることも可能である。なお、S7シリーズで搭載されていた超解像技術「レゾリューションプラス」が非搭載となったほか、「レグザAppsコネクト」も非対応になっており、また、UIはパナソニックのビエラに酷似している部分（アンテナレベル表示など）がある。サイズラインナップも、S7の39V型から40V型に変更し、29V型を非設定にした3サイズとなった。

※レグザリンク対応。
※超解像技術：Z9X・J9Xは「絵柄解析 再構成型超解像技術」と「レゾリューションプラス7」を搭載。
※映像エンジン：Z9X・J9Xは「レグザエンジンCEVO 4K」、G9・S8は「レグザエンジン」を搭載。
※画質自動調整機能：「おまかせオートピクチャー」を搭載。

### 2014年秋冬モデル
Z10X・J10Xは2015年6月に新スペック追加のバージョンアップを行うことが発表され、後述のG20X・J20X同様にHDR入力フォーマットにも対応（2015年12月より対応）するほか、レグザクラウドサービス「TimeOn」には2015年9月末から「みるコレ」サービスが新たに追加された（なお、「みるコレ」サービスの追加に関しては2015年7月に「TimeOn」対応の全機種に拡大して適応されることが発表された）。
- Z10X（50V型/58V型/65V型） - デジタル液晶テレビで初めて、4K試験放送の規格に対応したスカパー!プレミアムサービスチューナーを内蔵し、HEVCデコーダーを搭載したことで、Channel 4KとスカパーJSATが2015年3月開局した4K専用チャンネルの視聴に対応。さらに、2015年春のソフトウェアアップデートにより、USBハードディスクへの4K画質の録画と「ひかりTV 4K」の視聴に対応。また、液晶パネル背面全体にLEDを配した全面直下型LEDを採用することで明暗のエリアごとに発光をコントロールし、輝きと引き締まった黒を同時に実現するとともに、広色域パネルを採用したことで色表現範囲を拡大した「全面直下LEDパネル」を採用。既存の超解像技術に加え、エッジ部や平坦部の詳細な特徴を検出し、ノイズが発生するエリアを高精細に検出することで平坦部に発生しがちなブロックノイズを低減し、文字まわりのモスキートノイズを抑えることで映像全体の鮮明さと文字の読みやすさを実現する「2K/4K放送ノイズエリア解析超解像技術」と4K映像の特性を解析して適切な超解像処理を加える「4K放送映像周波数解析オートピクチャー」を組み合わせた「4Kマスターリファイン」を新たに搭載し、「タイムシフトマシン」は膨大な番組の中から、リモコン操作・会話・スマートフォンやタブレットの「TimeOn番組シーン検索」アプリを駆使して観たい番組に素早くたどり着ける「ざんまいスマートアクセス」を新たに搭載。「レグザサーバー」と接続することで、Z10Xの過去番組表と「レグザサーバー」の過去番組表が一元化され、1つの過去番組表としてより探しやすくなる「タイムシフトリンク」も備えた4K UHDモデル。
- J10X（43V型/49V型/55V型） - Z10X同様、全面直下LEDパネルを採用し「4Kリマスターファイン」を搭載した4K UHDモデル。本機そのものには「タイムシフトマシン」を搭載しないが、「レグザサーバー」や「タイムシフトマシン」対応「レグザブルーレイ」とLAN経由で接続することでテレビのリモコンで「タイムシフトマシン」を操作できる「タイムシフトリンク」を備え、リモコン操作のみながら「ざんまいスマートアクセス」にも対応する。

※レグザリンク対応。
※映像エンジン：「レグザエンジンCEVO 4K」を搭載。
※画質自動調整機能：「おまかせオートピクチャー」を搭載。

### 2015年春夏モデル
- J20X（43V型/49V型/55V型） - 4K UHDモデルのJ10Xに「タイムシフトマシン」を新たに搭載したモデル。「タイムシフトマシン」の1つである「ざんまいスマートアクセス」はレグザクラウドサービス「TimeOn」やYouTubeなどからも検索できる「新ざんまいスマートアクセス」に進化。また、純正ハードディスク（THD-250D2/500D2/250V2/300V2）の接続時に限り、「タイムシフトマシン」用にUSBハードディスクをもう1台増設することができるようになった。J10Xから継続採用する全面直下LEDに加え、映像エンジンにはG20Xで初搭載した「4KレグザエンジンHDR」を搭載し、2016年2月実施のソフトウェアップデートによりHDR入力フォーマットにも対応する。HEVCデコーダー内蔵により「ひかりTV 4K」・「NETFLIX」・「4Kアクトビラ」といった4Kネット配信サービスや「SeeQVault」に対応した。また、BS・110度CSデジタルチューナーを3基に増やしたことで「見ながらW録（2番組同時録画をしながら別の番組の視聴が可能）」が地上デジタルだけでなくBS・110度CSデジタルでも可能となり「BSも地デジも見ながらW録」に進化した。挟額縁のナローフレームや「リアルメタルスタンド」に加え、ケーブルの配線をキレイに整理するスタンドネックカバーも装備された。
- G20X（43V型/49V型/55V型） - Z10X・J10X同様、全面直下LEDパネルを搭載した4K UHDモデル。「4Kマスターリファイン」に加え、映像送信の際に圧縮された色域を復元して色表現領域を拡大する「広色域復元」、HDRフォーマットの映像だけでなく、従来の映像も撮影するカメラによって異なる高輝度領域の圧縮特性を精度高く推定して復元し、明るく輝くシーンの中の白い部分を立体的に再現する「インテリジェント・ハイダイナミックレンジ復元」、4K高画質処理を行いつつ、画像処理の遅延時間をHDMI 1080p/60Hz入力で画面サイズ「ネイティブ」又は「フル（ジャスト）」選択時、HDMI 4K/60Hz入力で画面サイズ「4Kフル」選択時で歴代レグザ内最速の約0.05フレーム（約0.83msec）に短縮した「4K瞬速ゲームダイレクト」で構成された「4KレグザエンジンHDR」を搭載。2016年2月実施のソフトウェアアップデートにより、HDR入力フォーマットにも対応する。HEVCデコーダーを内蔵しているため、「ひかりTV 4K」・「NETFLIX」・「4Kアクトビラ」といった4Kネット配信サービスも対応するほか、対応のUSBハードディスクやSDメモリーカードに録画した番組を別の対応機器で再生したり、対応のUSBハードディスクを対応レコーダーと接続してダビングできるほか、将来テレビを買い替える場合でも対応テレビならUSBハードディスクをつなぎ直して視聴ができる「SeeQVault」、「タイムシフトマシン」に対応した「レグザサーバー」とHDMI接続することで、テレビのリモコンで「タイムシフトマシン」の機能を操作できる「タイムシフトリンク」に対応している。ラインナップは43v型・49v型・55v型の3サイズを設定する。
- J10（43V型/49V型/55V型） - 4K UHDモデルのJ10X同様に全面直下LEDパネルを搭載したフルハイビジョンモデル。新たに、映像のテクスチャー部やエッジ部などをピクセルごとに分類し、テクスチャー部には精細感を高める処理を、エッジ部はフィルター効果の処理を行いモスキートノイズを抑制する「マスターリファイン」を搭載したほか、映像エンジンを「NEWレグザエンジンCEVO」に変更したことで、撮影時に圧縮された高輝度領域を復元し、全面直下LEDパネルを活かして白側の質感を正確に再現する「ハイダイナミックレンジ（HDR）復元」や新アルゴリズムの搭載により暗部と明部を正確に再現して立体感の表現を向上させる「質感リアライザー」を追加。機能面では「レグザサーバー」とHDMIで接続することで、テレビのリモコンで「タイムシフトマシン」の過去番組表を操作できる「タイムシフトリンク」に対応。動画配信サービスはYouTube・DMM.com・TSUTAYA TV・U-NEXT・スカパー!オンデマンド・Yahoo! JAPAN・アクトビラ ビデオ・フル・T's TV レンタルビデオに加え、日本では2015年9月に開始された動画配信サービス・NETFLIXに日本国内用テレビでいち早く対応した。既存の「ゲームダイレクト」も進化し、1080p入力「Dot By Dot」「フル（ジャスト）」表示時で遅延時間を約0.05フレーム（その他条件では約0.2フレーム）に短縮した「瞬速ゲームダイレクト」となり、「映像メニュー」の「ゲーム」メニューに、ゲームやゲーム機の種類に応じてテレビ側で映像モードを自動切換する「オート」を新設した。また、このシリーズから東芝が長らく使用してきたminiB-CASカードではなく、通常のB-CASカードへと変更された。
- S10（32V型/40V型/50V型） - スタンダードモデル。既搭載の「ゲームダイレクト」を改良し、1080p入力時における遅延時間がS8シリーズの約1.7フレーム（約29msec）から半分以下の約0.75フレーム（約12.5msec）に低遅延化し、快適性と映像美を両立した。「ゲームダイレクト」の性能向上以外の点はS8シリーズと同等である。ラインナップは当初、32V型と40V型の2サイズだったが、2015年11月に50V型が追加された。S8同様にUIはパナソニックのビエラに酷似している部分（アンテナレベル表示など）があり、リモコンにサブメニュー（通常ならクイックボタンがある位置）ボタンがある。

※レグザリンク対応。
※映像エンジン：G20X・J20Xは「4KレグザエンジンHDR」、J10は「レグザエンジンCEVO」、S10は「レグザエンジン」を搭載。
※画質自動調整機能：「おまかせオートピクチャー」を搭載。

### 2015年秋冬モデル
- Z20X（50V型/58V型/65V型） - 4K放送対応スカパー!プレミアムサービスチューナーを内蔵した4K UHDハイエンドモデル。既採用の全面直下型LEDは高輝度・広色域LEDを採用し、外光と映像の拡散光を低減した新開発パネル「ハイコントラストブラックパネル」を組み合わせた「レグザパワーディスプレイシステム」を採用し、映像エンジンもエリアごとのバックライト制御をよりきめ細かく行う「直下型LEDハイブリッドエリアコントロール」、カメラ撮影時に圧縮される高輝度映像を新アルゴリズムを用いて輝度ヒストグラムから圧縮特性を高輝度に推定して復元する「アドバンスドHDR復元プロ」、ハイビジョン方式スタジオ規格によって圧縮された色域を復元して色表現領域を拡大するとともに、低彩度の色補正を強化したことで淡い色の繊細なニュアンスなども再現できる「4K広色域復元プロ」、複数フレーム超解像処理とノイズ低減処理を組み合わせた「ノイズリダクション連携 複数フレーム超解像」を搭載するとともに、さまざまな角度の斜めエッジに対応した「マルチアングル自己合同性超解像」やエッジ周辺に発生しやすいモスキートノイズを抑える「絵柄構造適応型MPEG-NR」で構成された「4KマスターリファインPRO」を備え、HDMIのHDRフォーマット入力に対応した「4KレグザエンジンHDR PRO」に進化。音質面もラビリンスバスレフ型BOXスピーカーにテレビ前面のスリットにドームツィーターを搭載し、効率的にピークカラーを供給するスマートパワーオプティマイザーを採用したマルチアンプによって総合出力46Wを実現した「レグザパワーオーディオシステム」も採用した。「タイムシフトマシン」も搭載するほか、ゲーム機能は1080p/120Hz入力時に約0.83msec（約0.05フレーム）の超低遅延（1080p/60Hz、1440p/60Hz、4K/60Hz）入力時でも約10msec（約0.6フレーム）の低遅延）を実現した「4Kゲーム・ターボプラス」を搭載した。四辺がすべて同じ幅のナローフレームの採用により、65V型の場合、2002年モデルの50P2700よりも幅が2.9cm短縮しているため、今のスペースのままでサイズアップも可能である。

※レグザリンク対応。
※映像エンジン：「4KレグザエンジンHDR PRO」を搭載。
※画質自動調整機能：「おまかせオートピクチャー」を搭載。

### 2016年モデル
- Z700X（43V型/49V型/55V型） - 高画質4K UHDプレミアムモデル。全面直下LEDバックライトと直下型LEDエリアコントロールを採用し、液晶パネルには拡散層の前面に映り込みを低減する反射防止層を配した広視野角のIPSパネルを採用。映像エンジンにはZ20Xシリーズ同様に「アドバンスドHDR復元プロ」・「4K広色域復元プロ」・「4KマスターリファインPRO」で構成され、HDMIのHDRフォーマット入力に対応した「4KレグザエンジンHDR PRO」を搭載する。音質面は合計出力20Wの「レグザパワーオーディオシステム」を搭載しており、スピーカーには前面から見えないように配置したラビリンスバスレフ型BOXスピーカーを、イコライザーは2013年春夏モデルのZ8Xシリーズ比4倍の周波数分解能で補正する「レグザサウンドイコライザー アドバンス」を採用。「クリア音声」も搭載する。動画配信サービスでは新たにdTVが対応となり、既対応済みのNETFLIXとひかりTV 4Kは4K HDRコンテンツの視聴に対応した。「タイムシフトマシン」に対応しており、低遅延[注釈 5]と高画質を両立する「4Kゲーム・ターボ」を搭載。新機能として、放送や録画番組を見ながら、放送中の地上デジタル放送の番組を最大6チャンネルまでを順次間欠的に更新しながら表示できる「まるごとチャンネル」を搭載し、「タイムシフトマシン」で録画中の番組ならチャンネルを選んでリモコンの「始めにジャンプ」ボタンを押すことで番組冒頭から視聴できる。なお、Z20Xシリーズとは異なり、4K放送対応スカパー!プレミアムサービスチューナーは内蔵しない。
- M500X（40V型/50V型/58V型） - 4K UHDスタイリッシュモデル。映像エンジンにはJ20Xシリーズ・G20Xシリーズ同様に「インテリジェント質感リアライザー」と「アドバンスドHDR復元」で構成された「4KレグザエンジンHDR」を搭載し、HDMIのHDRフォーマット入力に対応。音質面では後述のV30シリーズ同様にテレビ前面下部に配置したフロントスピーカー「クリアダイレクトスピーカー」とZ700Xシリーズ同様に採用する「レグザサウンドイコライザー アドバンス」で構成された「レグザダイレクトオーディオシステム」を搭載。動画配信サービスはZ700X同様にdTVの対応並びにNETFLIX・ひかりTV 4Kの4K HDRコンテンツ対応となった。また、外付けUSBハードディスク録画や「タイムシフトリンク」にも対応している。40V型にはブラックに加え、4K UHDテレビでは初となるホワイトを加えた2色展開となる。
- V30（32V型/40V型） - 高画質&高音質モデル。「NEWレグザエンジンCEVO」の搭載により、映像のテクスチャー部・エッジ部をピクセルごとに分類し、テクスチャー部には精細感を高め、エッジ部にはフィルター効果によりモスキートノイズを低減する「マスターリファイン」を採用したほか、USBハードディスク録画に対応し、トリプルチューナーの搭載により、視聴しながら別の2番組の同時録画が可能な「BSも地デジも3チューナーW録」に対応。また、スピーカーをテレビ前面下部に配置したフロントスピーカー「クリアダイレクトスピーカー」を採用し、リモコン操作一つで独自の音源分離技術によって音声を再構築して人の声を聞き取りやすくする「クリア音声」を搭載。ゲーム機能においても、HDMI 1080p/60Hz入力で、画面サイズが「Dot by Dot」又は「フル（ジャスト）」選択時で約0.05フレーム（約0.83msec）の低遅延を実現した「瞬速ゲームダイレクト」を搭載。付属のレグザリモコンも改良が施され、チャンネルキーはキートップに傾斜をつけて指の押す力の方向を考慮したキーストローク方式の採用、「タイムシフトリンク」・「クリア音声」・「NETFLIX」はそれぞれ専用ボタンを設け、録画関連のボタンは中央にまとめて配置して色を変更し、指先の感覚だけでの直感操作を可能にするため、ドーム型カーソルボタンの形状や素材を変え、赤外線発光部はそれぞれ異なる方向を向いた2つを配置した。
- S20（32V型/40V型） - 高画質スタイリッシュモデル。上位シリーズのV30同様に「マスターリファイン」、「クリアダイレクトスピーカー」、「クリア音声」、「タイムシフトリンク」を搭載するほか、壁面の影響により音質が変化する壁掛け設置時に音質を整えて自然なサウンドを再現する「壁掛けモード」を搭載した。なお、サイズラインナップは前機種のS10では設定されていた50V型が無くなり、32V型と40V型の2サイズとなった。
- S11（19V型/24V型） - 高画質シンプルモデル。S系のシリーズでは2013年春夏モデルのS7シリーズ以来となる超解像技術「レゾリューションプラス4」が搭載されたほか、USBハードディスク録画に対応しており、「シングルチューナー留守録」にも対応（地上デジタルとBS・110度CSデジタルを分けたシングルチューナーのため、録画中は同一放送波で録画している番組のチャンネル及び異なる放送波でのみ視聴可能）。また、あらかじめ設定したニュース番組を自動録画（過去に自動録画したニュース番組がある場合、新しいニュース番組の自動録画が完了すると自動消去する上書き録画設定）し、リモコンのワンボタン操作でいつでもニュース番組を視聴できる「今すぐニュース」を搭載した。サイズラインナップは2012年春夏モデルのB5シリーズ以来となる19v型と24v型の2サイズをラインナップする。2系統あるHDMI端子は入力1のみARCに対応しており、入力1端子に繋ぐ場合に限り2010年以降製造のレグザリンク及びARC対応ホームシアター・ラックシアター・AVアンプとの組み合わせが可能（但し光デジタル出力端子は非搭載。アナログオーディオ機器と組み合わせる場合は市販のオーディオケーブルを本機のヘッドホン出力端子に繋ぐ。光デジタルケーブル接続が併せて必要な2009年以前製造のARC非対応シアターとは組み合わせ不可）。アナログAV入力端子は1系統のみ搭載。B-CASカードは従来のフルサイズ型から（ポータブルTVに採用されている）切手サイズの「mini B-CASカード」に変更された。本モデルは海外での生産が多いパーソナルモデルでは珍しく、テレビ本体が青森県三沢市に拠点を持つグループ会社の東芝メディア機器で製造される日本製となる。

※レグザリンク対応。
※映像エンジン：Z700Xは「4KレグザエンジンHDR PRO」、M500Xは「4KレグザエンジンHDR」、V30は「NEWレグザエンジンCEVO」、S11・S20は「レグザエンジン」を搭載。
※S11のみ超解像技術は「レゾリューションプラス4」を搭載。
※画質自動調整機能：「おまかせオートピクチャー」を搭載。

### 2017年モデル
- X910（55V型/65V型・4K有機ELレグザ） - 「レグザ」初の4K UHDフラッグシップ有機ELモデル（4K放送対応スカパー!プレミアムサービスチューナー搭載）。局所的な黒つぶれや白とび（色飽和）の箇所を抽出して陰影部分と骨格部分に分離し、陰影部分に対して質感リアライザー連動制御とつぶれた陰影部分を復元する処理を行う「ローカルコントラスト復元」、映画や音楽など24フレーム/秒のコンテンツに対して超解像処理とノイズリダクションをそれぞれ2回（1周目で4Kへアップコンバートした後でもう一度同じ処理を行う）行う「熟成超解像」、映像の種類でフレーム数を判別して参照フレームを選別し、最大5フレーム（4Kの場合は3フレーム）のノイズリダクションを行う「アダプティブフレーム超解像」、肌色の輝度ヒストグラム解析・顔の明部チェック・階調特性制御を行う「美肌リアライザー」などで構成された映像エンジン「OLEDレグザエンジンBeauty PRO」を搭載。音質面では大容量バスレフ型ボックス2ウェイスピーカーシステムを正面から見えない場所に配置し、総合出力46Wのマルチアンプを採用。さらに、低域から高域まで714分割ものの帯域補正も行う「有機ELレグザオーディオシステム」を搭載。そのほか、「タイムシフトマシン」、「まるごとチャンネル」、「みるコレ」も搭載されている。
- Z810X（50V型/58V型/65V型） - 4K UHDハイエンド液晶モデル（4K放送対応スカパー!プレミアムサービスチューナー搭載）。X910シリーズに搭載されている「OLEDレグザエンジンBeauty PRO」と同等の機能を備える映像エンジン「レグザエンジンBeauty PRO」を搭載。また、全面直下LEDバックライトに加え、LEDの点灯値をZ20Xシリーズの2倍のきめ細かさで制御する「直下型LEDハイブリッドエリアコントロール」を搭載し、暗部輝度を緻密にコントロールすことで黒の中の僅かな輝度の違いまで再現が可能となった。音質面では正面から見えないように配置されたラビリンスバスレフ型BOXスピーカーとツィーターを搭載し、総合出力46Wのマルチアンプ方式を採用したほか、低域から高域まで714分割ものの帯域補正を行う新機能を加えた「レグザパワーオーディオシステム」を搭載。X910シリーズ同様に、「タイムシフトマシン」、「まるごとチャンネル」、「みるコレ」も搭載されている。
- BZ710X（49V型/55V型） - 4K UHD高音質液晶モデル（4K放送対応スカパー!プレミアムサービス/プレミアムサービス光チューナー搭載）。本シリーズは後述するブラウン管テレビ「BAZOOKA（バズーカ）」の最終モデルであるDW7XBシリーズ（1997年発売）から20年ぶりに復活し、東芝製液晶テレビでは初採用となる「重低音バズーカ」搭載モデルで、オンキヨーと共同開発した「重低音バズーカウーファー」とテレビ前面に配した「大容量バスレフボックス2ウェイスピーカー」を総合出力66Wの高出力マルチアンプで稼働し、音響補正を行う「レグザサウンドイコライザーアドバンス」を備え、迫力の重低音と精細で明瞭な高音質を再現する「バズーカオーディオシステム」を搭載。そのほか、Z810Xシリーズと同様に映像エンジン「レグザエンジンBeauty PRO」を搭載しているが、本シリーズでは「美肌リアライザー」や複数の超解像技術（アダプティブフレーム超解像・絵柄構造適応型MPEG-NR・2段再構成型超解像・絵柄解析 再構成型超解像・マルチアングル自己合同性超解像）を組み合わせることで地上デジタル放送をノイズの少ない自然で精細感ある映像で再現する「地デジビューティPRO」、「熟成超解像」などで構成されている。録画機能では、地上デジタル放送用、BS・110度CSデジタル放送用チューナーをそれぞれ3機搭載することで、地上デジタル放送やBSデジタル放送を視聴中に2番組の同時録画が可能な「BSも地デジも3チューナーW録」を搭載し、リモコンの専用ボタンを押すだけで視聴中の番組の出演者を録画番組から抽出して表示したり、「おまかせ録画」で録画した番組やYouTubeの動画などをリストで表示して次に見るコンテンツを選択可能な「次みるナビ」を搭載。新たに「スカパー!プレミアムサービス光」チューナーを搭載した。
- M510X（40V型/50V型/58V型） - 4K UHDスタイリッシュ液晶モデル。映像エンジンには、BZ710Xシリーズ・Z810Xシリーズ・X910シリーズにも搭載されている「美肌リアライザー」と複数の超解像技術（地デジ精細感復元・カラーテクスチャー復元・地デジノイズクリア）を組み合わせることで地上デジタル放送などの映像を自然で精細感ある映像に再現する「地デジビューティ」で構成された「レグザエンジンBeauty」を搭載し、液晶パネルには「クリアブラックパネル」を採用。音質面ではオンキヨーと共同開発したスピーカーをテレビ前面に配置し、人の声などを聞き取りやすくする「クリア音声」を備えた「レグザクリアダイレクトオーディオシステム」を搭載。そのほか、BZ710Xシリーズと同じく、「BSも地デジも3チューナーW録」や「次みるナビ」を搭載。40V型はホワイトフレーム仕様の「ホワイトエディション（40M510XW）」もラインナップする。
- C310X（43V型/49V型） - 4K UHD高画質シンプル液晶モデル。映像エンジンはM510Xと同じく「レグザエンジンBeauty」を搭載するが、「地デジビューティ」のみの構成。音質面ではバスレフボックスの剛性を強化して明瞭で厚みのある高音質を再現するとともに、1700バンドを超えるイコライザーによって音質補正を行うことでクリアな高音と豊かな低音再生を実現する「レグザパワーオーディオシステム」を搭載。ゲーム機能ではHDMI 1080p/60Hz入力で、画面サイズ「ネイティブ」又は「フル（ジャスト）」選択時、HDMI 4K60p入力で画面サイズ「4Kフル」を選択した場合、画像処理の遅延時間を「レグザ」の4K UHDモデルで最速となる約0.83msecに低遅延化する「4K瞬速ゲームダイレクト」を搭載。そのほか、BZ710Xシリーズ・M510Xシリーズ同様に「BSも地デジも3チューナーW録」を搭載する。
- V31（32V型/40V型） - 高画質&高音質液晶モデル。映像エンジンを「レグザエンジンファイン」に変更したことで、4K UHDモデルのC310XやM510Xと同じ「地デジビューティ」を追加。40V型は年間消費電力量が更に低減された（40V30：52kWh/年 → 40V31：51kWh/年）。

※レグザリンク対応。
※映像エンジン：X910は「OLEDレグザエンジンBeauty PRO」、Z810X・BZ710Xは「レグザエンジンBeauty PRO」、M510X・C310Xは「レグザエンジンBeauty」、V31は「レグザエンジンファイン」を搭載
※画質自動調整機能：「おまかせオートピクチャー」を搭載。

### 2018年モデル
4K UHDモデル4シリーズ（X920・Z720X・BM620X・M520X）には、日本国内のテレビで初となるBS4K/110度CS4Kチューナーが搭載された（X920とZ720Xには4K放送対応スカパー!プレミアムサービスチューナーも搭載される）。BS4K/110度CS4K放送を視聴する際には10月以降に無償で別送される「BS/CS 4K視聴チップ」が必要で、テレビ本体に同梱される案内チラシから登録申し込みを行う（現行のBSデジタル放送が正常に受信できる場合はNHK BS4K及びBS民放局5局（ただし、開始当初はBS朝日・BS-TBS・BSテレ東・BSフジの4局のみで、BS日テレの4K放送は2019年9月1日に開始）の4K放送が、BS/110度CSアンテナなどの設備を「SHマーク」付に入れ替えた場合は有料チャンネルを含めた全てのBS4K/110度CS4K放送が視聴可能となる）。また、以前搭載されていた二画面機能「ダブルウィンドウ」が復刻され、新たに搭載された。
- X920（55V型/65V型・4K有機ELレグザ） - X910後継の4K UHDフラッグシップ有機ELモデル。映像エンジンが「BS/CS 4KビューティX PRO」・「地デジビューティX PRO」・「HDRリアライザーPRO」などで構成された「レグザエンジンEvolution PRO」に変更された。「有機ELレグザオーディオシステム」・「タイムシフトマシン」・「まるごとチャンネル」・「みるコレ」はX910から引き続き搭載されている。
- Z720X（49V型/55V型） - 4K UHDフラッグシップ液晶モデル。映像エンジンをX920と同じ「レグザエンジンEvolution PRO」に変更されたほか、BZ710Xに搭載されている「バズーカオーディオシステム」は「バスレフボックス2ウェイスピーカー」が新型に改良され、フルレンジスピーカーとシルクドームツィーターをそれぞれ独立したデジタルアンプ駆動に変更したことで2.1chから4.1chに強化。「レグザ サウンドイコライザー」は全体域から中高音域に絞り、低音域を「オーディオ オプティマイザー」でカバーする「レグザ サウンドイコライザー・ハイブリッド」に変更した「重低音バズーカオーディオシステムPRO」となり、壁面の影響により過度に強調されやすい低音域のバランスを整える「壁掛けモード」が搭載された。
- BM620X（43V型/50V型/55V型） - 4K UHD「重低音バズーカ」搭載ミドル液晶モデル。映像エンジンに「BS/CS 4KビューティX」・「地デジビューティX」・「HDRリアライザー」で構成された「レグザエンジンEvolution」が搭載されている。「重低音バズーカオーディオシステム」はBZ710Xとは仕様が異なり、左右スピーカーを「クリアダイレクトスピーカー」に変えた総合出力40W仕様で、音質補正機能は、全体域をカバーしていた「レグザ サウンドイコライザー」が中高音域に絞られ、低音域を「オーディオ オプティマイザー」でカバーするハイブリッド構成の「レグザ サウンドイコライザー・ハイブリッド」を備えている。
- M520X（43V型/50V型/55V型/65V型） - M510X後継の4K UHDスタイリッシュミドル液晶モデル。映像エンジンをBM620Xと同じ「レグザエンジンEvolution」に変更されたことで、M510Xに搭載されていた「地デジビューティ」が「地デジビューティX」に改良されるとともに、「BS/CS 4KビューティX」と「HDRリアライザー」が追加されている。オーディオシステムはスピーカーをバスレフ型のフルレンジに変え、イコライザーはBM620Xと同じ「レグザ サウンドイコライザー・ハイブリッド」に変更され、「レグザパワーオーディオシステム」となった。サイズラインアップが変わり、40V型を43V型にサイズアップ、58V型を55V型にサイズダウンされ、新たに65V型を追加した4サイズとなった。
- S22（19V型/24V型/32V型） - S20後継の高画質シンプル液晶モデル。後述するS12同様、映像エンジンが「レグザエンジンファイン」に変更されたことで、4K UHDモデルにも備わっている「地デジ精細感復元」や「カラーテクスチャー復元」を追加。録画機能ではチューナーが2基に増えたことで裏番組録画が可能となった「2チューナーウラ録」となった。一方、S20に搭載されていた「おまかせオートピクチャー」、「クリアダイレクトスピーカー」、「クリア音声」が非搭載となったほか、「タイムシフトリンク」が非対応となり、「レグザリンク」は外部機器操作の「レグザリンク・コントローラ」のみ対応となった。サイズは40V型が無くなる代わりに、19V型と24V型が追加され、3サイズとなった。
- S12（24V型） - S11後継の高画質小型スタイリッシュシンプル液晶モデル。映像エンジンが「レグザエンジンファイン」に変更されたことで、4K UHDモデルにも備わっている「地デジ精細感復元」や「カラーテクスチャー復元」、1シーンごとにヒストグラムを作成して映像信号の補正を行う「質感リアライザー」が追加された。録画機能ではチューナーが2基に増えたことで裏番組録画が可能となった「2チューナーウラ録」となり、「マジックチャプター」が新たに搭載された一方、S11に搭載されていた「おまかせオートピクチャー」や「今すぐニュース」は非搭載となった。前機種のS11同様、テレビ本体は日本製となる。サイズは24V型のみとなった。

※レグザリンク対応。
※映像エンジン：X920・Z720Xは「レグザエンジンEvolution PRO」、BM620X・M520Xは「レグザエンジンEvolution」、S22・S12は「レグザエンジンファイン」を搭載
※画質自動調整機能：「おまかせオートピクチャー」は4K UHDモデル全シリーズ（X920・Z720X・BM620X・M520X）に搭載

### 2019年モデル
2019年モデルでは4K UHDモデルにおいて、BS4K/110度CS4Kチューナーがダブルチューナーとなり、BS4K/110度CS4K放送を視聴しながら別のBS4K/110度CS4K放送を外付けUSBハードディスクに録画（裏番組録画）が可能な「4Kダブルチューナーウラ録」が追加搭載された。
また、X930・Z730X・RZ630Xの3シリーズは2019年7月31日（X930シリーズは同年9月10日）から実施されたソフトウェアダウンロードによるバージョンアップにより、リモコンの「ボイス」ボタンを押して番組名やシーン名を話しかけるだけですぐに再生可能な「レグザボイス」機能とAlexa機能が内蔵されるようになり、X930シリーズは同年10月28日のソフトウェアダウンロードにより、「レグザボイス」と「Alexa」機能のテレビ本体のマイクへの音声操作にも対応した。
- X930（55V型/65V型・4K有機ELレグザPro） - X920後継の4K UHDタイムシフトマシン搭載フラッグシップ有機ELモデル。映像エンジンを「AI超解像技術 深層学習超解像」・「AI超解像技術 バリアブルフレーム超解像」・「AI機械学習HDR復元」を備えた「レグザエンジンProfessional」に変更。本機種では、色温度センサーを搭載し、視聴環境の照度や照明色の違いに応じて自動でホワイトバランスや輝度をコントロールする「リビングAIピクチャー」も備えている。また、HDRフォーマットはHDR10+とドルビービジョンに対応して4規格対応となったほか、映像制作者向けに映像分析情報や設定機能を備えた「プロユース映像分析・設定機能」を新たに搭載。音質面では既存の「有機ELレグザオーディオシステム」が改良され、ボックスを対向型パッシブラジエーター方式に変えるとともにスピーカーも新方式に合わせて最適化され、ツィーターは耐久力を向上させたシルクドームに変更し、アンプの総合出力を50Wに向上した「有機ELレグザオーディオシステムPRO」となり、音質補正機能は全体域補正を行う「VIRイコライザー」と放送などの音声圧縮時に失われた微小信号を復元する「レグザサウンドリマスター」で構成された「レグザサウンドプロセスVIR」に変更された。「みるコレ」にはクラウドに蓄積された視聴データに基づいて機械学習をはじめとする複数のアルゴリズムでユーザーの関心や視聴パターンを推定するAIレコメンドシステムが搭載されたほか、「おまかせ録画」は、よく視聴する番組を機械学習で解析し、解析に基づいて番組を自動録画する「みるコレAIのおすすめ!」パックが搭載された。また、端子類を充実させており、ハイスピード18Gbps対応HDMI入力端子を7系統[注釈 6]搭載するほか、同軸デジタル音声出力端子も1系統ずつ搭載されている。
- X830（55V型/65V型・4K有機ELレグザPro） - 4K UHDハイエンド有機ELモデル。「有機ELレグザ」で初めて「タイムシフトマシン」非搭載のシリーズで、オーディオシステムはX920と同じ「有機ELレグザオーディオシステム」となるものの、X930同様にシルクドームツィーターが搭載されたほか、スピーカーはサイズによって異なり、55V型にはフルレンジを、65V型にはダブルフルレンジがそれぞれ搭載される。端子類はHDMI入力端子が4系統となり、同軸デジタル音声出力端子は搭載されない（光デジタル音声出力端子は搭載）。そのほかの主要機能はX930に準じる。
- Z730X（43V型/49V型/55V型/65V型） - Z720X後継の4K UHDタイムシフトマシン搭載フラッグシップ液晶モデル。映像エンジンをX930・X830同様に「レグザエンジンProfessional」に変更され、「レグザ重低音バズーカオーディオシステムPRO」は従来の「バスレフボックス2ウェイスピーカー」のシルクドームツィーターを13mmに大型化した「大型バスレフ2ウェイスピーカー」となり、ダブルウーハーと4個のパッシブラジエーターの搭載により総合出力が80Wに向上。音質補正機能はX930・X830同様に「レグザサウンドプロセスVIR」に変更されたほか、X930・X830同様に「みるコレ」にAIレコメンドシステムが搭載され、「おまかせ録画」に「みるコレAIのおすすめ!」パックが追加された。サイズバリエーションは43V型と65V型が追加され、4サイズとなった。2019年7月31日のソフトウェアダウンロードによるバージョンアップによりHDRフォーマットのHDR10+に対応し3規格対応となった[16]。
- RZ630X（43V型/50V型） - 4K UHDタイムシフトマシン搭載ミドル液晶モデル。本シリーズでは2TBのタイムシフトマシン対応USBハードディスクが付属品として同梱され、あらかじめテレビに接続された状態で出荷されるため、購入後すぐに「タイムシフトマシン」を使用することが可能である。映像エンジンには「レグザエンジンEvolution」の機能（4KビューティX・地デジビューティX・HDRリアライザー）に「美肌リアライザー」を追加した「レグザエンジンEvolution-S」を搭載。「レグザパワーオーディオシステム」はイコライザーをX930・X830・Z730X同様、「レグザサウンドプロセスVIR」に変更。その他、X930・X830・Z730X同様に「みるコレ」にAIレコメンドシステムが搭載され、「おまかせ録画」に「みるコレAIのおすすめ!」パックが追加された。
- M530X（43V型/49V型/55V型/65V型） - M520X後継の4K UHDミドル液晶モデル。タイムシフトマシンや「みるコレ」の非搭載やサイズラインナップの違いを除いてはRZ630Xに準じており、映像エンジンを「レグザエンジンEvolution-S」に改良、「レグザパワーオーディオシステム」のイコライザーを「レグザサウンドプロセスVIR」に変更、「おまかせ録画」に「みるコレAIのおすすめ!」パックが追加された。
- S22（40V型） - 2018年モデルの高画質シンプルモデルS22に、発売時には設定されていなかった40V型が追加設定され、4サイズとなった。

※「レグザリンク」に対応
※映像エンジン：X930・X830・Z730Xは「レグザエンジンProfessional」、RZ630X・M530Xは「レグザエンジンEvolution-S」、S22は「レグザエンジンファイン」を搭載
※画質自動調整機能：X930・X830は「リビングAIピクチャー」、Z730X・RZ630X・M530Xは「おまかせオートピクチャー」を搭載

### 2020年モデル
2020年モデルでは、有機ELパネル搭載モデルの型番法則が2019年モデルまで使用されていた3桁（X900/X800）から4桁（X9000/X8000）に変更された。
- X9400（48V型/55V型/65V型/77V型・4K有機ELレグザ） - X930後継の4K UHDタイムシフトマシン搭載フラッグシップ有機ELモデル。映像エンジンにはZ740Xと同じ「レグザエンジンCloud PRO」に、高精細化や低ノイズ化を図るエンジンを連携させたダブルエンジン構成の「ダブルレグザエンジンCloud PRO」を搭載。「地デジAIビューティPRO」や「ネット動画ビューティPRO」が搭載されたほか、補完フレームを生成して倍速変換するとともに、パネルで複数ラインごとに黒映像を挿入し、表示輝度もアップさせることで動きの速いシーンでの残像を抑制する「インパルスモーションモード」も搭載された。パネルの改良に加え、55V型と65V型はパネルとメタルバックカバーの間に高放熱インナープレートが搭載された。音質面では前面にダブルフルレンジスピーカー・ハードドームツィーター・対向型パッシブラジエーターのダイレクト6スピーカー、裏側は上部にシルクドームツィーター・下部に重低音バズーカユニット（ダブルウーファー・対向型パッシブラジエーター）の10スピーカー構成、アンプの総合出力を142W（非同時駆動）に向上した「レグザパワーオーディオX-PRO」となった[注釈 7]。また、20W+20W（6Ω）の外部スピーカー専用高効率デジタルアンプも搭載されており、外部スピーカー出力端子を用いて市販のスピーカーと接続してホームシアターの構築が可能なほか、接続するスピーカーに合わせた適切なイコライジングが可能なプリセットイコライジング機能も搭載され、リモコン操作によるスピーカーの音質調整も可能となる。なお、X930シリーズで搭載されていた4K放送対応スカパー!プレミアムサービスチューナーが非搭載となり、「レグザスマートリモコン」はZ740Xと同じボタン配列に変更された。「ハイスピード18Gbps対応HDMI入力端子7系統[注釈 6]」・「同軸デジタル音声出力端子」はX930シリーズから引き続き搭載されている。48V型は2021年春発売予定だったが発売中止され、後述の48X9400Sに代替された[17]。
- X8400（48V型/55V型・4K有機ELレグザ） - X830後継の4K UHDハイエンド有機ELモデル。映像エンジンはZ740Xと同じ「レグザエンジンCloud PRO」を搭載。55V型は有機ELパネルとメタルバックカバーの間に高放熱インナープレートを搭載。音質面では前面にインビジブル配置されたダブルウーファー・ハードドームツィーター・対向型パッシブラジエーターの6スピーカー構成、アンプの総合出力を72Wに向上した「レグザパワーオーディオX」となった。また、X830では非搭載だったレグザボイス機能とAlexa機能、内蔵マイクが搭載され、「レグザスマートリモコン」にもマイクが内蔵された。そのほかの主要機能はX9400に準じる。
- Z740X（50V型/55V型/65V型） - Z730X後継の4K UHDタイムシフトマシン搭載フラッグシップ液晶モデル。映像エンジンは「レグザエンジンCloud PRO」を搭載。詳細ジャンルやコンテンツごとの画質特性をクラウドから取得し、視聴中のコンテンツに適切なパラメーターを用いて高画質処理を行う「クラウドAI高画質テクノロジー」を採用[注釈 8]したほか、「美肌リアライザー」は明るいシーンでの肌の色飽和を高精度検出して自然な階調に再現する「美肌リアライザーPRO」となり、複数の超解像処理を組み合わせることで地上デジタル放送における様々なノイズや、動きのある映像で発生する動きボケを低減する「地デジAIビューティPRO」やネット動画を動画配信サービスごとの画質特性や圧縮方式、解像度に合わせて適切なパラメーターで高画質化するとともに、4K超解像処理も行う「ネット動画ビューティPRO」を追加。「おまかせオートピクチャー」は色温度センサーが搭載されたことで「おまかせAIピクチャー」へ進化。液晶パネルに外光の反射を抑える低反射高コントラストパネルを採用した。「レグザ重低音バズーカオーディオシステムPRO」は総合出力80Wかつ前モデルのZ730Xシリーズに搭載されている「大型バスレフ2ウェイスピーカー」のシルクドームツィーターを25mmに大型化した「クリアダイレクト2ウェイスピーカー」となり、「クワッドパッシブ重低音バズーカウーファー」は振動板にセルロースナノファイバーをコーティングしたダブルウーファーと対向配置したパッシブラジエーター4個を搭載。デザイン変更に合わせて、前面グリルのフィルターを外し開口率を向上した。なお、Z730Xシリーズで搭載されていた4K放送対応スカパー!プレミアムサービスチューナーが非搭載となり、「レグザスマートリモコン」に備わっている動画配信サービスのダイレクトボタンのうち、dTVがPrime Videoに変更された。サイズバリエーションは43V型と49V型を統合した50V型が追加され、3サイズとなった。
- M540X（43V型/50V型/55V型/65V型/75V型） - M530X後継の4K UHDミドル液晶モデル。映像エンジンは「レグザエンジンCloud」を搭載。Z740X同様に「クラウドAI高画質テクノロジー」が採用[注釈 8]されたほか、ネット動画を動画配信サービスごとの画質特性や圧縮方式、解像度に合わせて適切なパラメーターで高画質化する「ネット動画ビューティ」を追加。「おまかせオートピクチャー」はZ740Xと同じく色温度センサーの搭載により「おまかせAIピクチャー」に進化した。また、Z740X同様、「レグザスマートリモコン」に備わっている動画配信サービスのダイレクトボタンのうち、dTVからPrime Videoに変更された。サイズラインナップは49V型が50V型に変更されたほか、2020年5月28日に75V型の追加が発表（同年6月19日に発売）され、5サイズとなった。
  - M540X（B）（65V型/75V型） - M540Xの法人向けモデル。クラウド型コンテンツの作成・配信サービスを付帯しており、1日あたり16時間までの運用条件が付いた3年保証が付くモデルとなっている。縦型設置には非対応。
- C350X（43V型/50V型/55V型） - C340X後継の4K UHDスタンダード液晶モデル。映像エンジンはV34と同じ「レグザエンジン Power Drive」を搭載。新たに「ネット動画ビューティLE[注釈 9]」が追加された。チューナー数はC340Xと比べ、地上・BS・110度CSデジタルチューナーが3基から2基に変更され「2チューナーウラ録」となった。
- C340X（43V型/50V型/55V型） - C310X後継の4K UHDスタンダード液晶モデル。映像エンジンを「レグザエンジンG」に変更したことで、「地デジビューティ」は動きのある映像で発生する動きボケを抑える機能を加えた「地デジビューティX」に、ノイズクリアや精細感復元は地上デジタル放送に加えて4K放送や4K動画配信にも対応した「4K/地デジノイズクリア」・「4K/地デジ精細感復元」にそれぞれ機能強化され、4K放送をブロックごとの映像の種類を検知して絵柄に応じた適切な復元処理を行う「4KビューティX」や「美肌リアライザー」が追加された。また、HDR10とHLGの2つのHDR規格に対応し、「アドバンスドHDR復元」と「HDRリアライザー」で構成された「HDRオプティマイザー」が搭載された。音質面では音質補正機能がZ740Xや「4K有機ELレグザPro」と同じ「レグザ サウンドプロセスVIR」へ変更。録画機能はC310Xでは非対応だった4K放送の外付けUSBハードディスク録画に対応した[注釈 10]。リモコンはM540Xと同型の「レグザスマートリモコン」となり、上部に「BS/CS 4K」ボタンが配置されたほか、NETFLIXのダイレクトボタンが下部に移り、AbemaTV（現：ABEMA）、hulu、U-NEXT、YouTube、Prime Videoのダイレクトボタンを新たに配置。背面にはくぼみが設けられた。サイズラインナップは49V型が50V型となり、55V型を追加した3サイズとなった。
  - C340X（B）（43V型/50V型/55V型） - C340Xの法人向けモデル。M540X（B）と同じくクラウド型コンテンツの作成・配信サービスを付帯しており、1日あたり16時間までの運用条件が付いた3年保証が付くモデルとなっている。縦型設置には非対応。
- V34（24V型/32V型/40V型） - V31後継の高画質&高音質液晶モデル。映像エンジンを「レグザエンジン Power Drive」に変更したことで、4K UHDモデルのM540Xに搭載されているネット動画ビューティをHDモデル向けにチューニングした「ネット動画ビューティHD」が追加され、映像エンジンの刷新により動画配信サービスの動作やコンテンツ切り替えなどが高速化された。音質はバスレフ型ボックススピーカーシステムとデジタルサウンドプロセッサーで構成された「レグザパワーオーディオHD」と「レグザ サウンドプロセスVIR」を搭載。リモコンもNETFLIX、ABEMA、hulu、U-NEXT、YouTube、Prime Videoのダイレクトボタンを新たに配置した「レグザスマートリモコン」に変更された。
- S24（19V型/24V型/32V型） - S22後継の高画質シンプル液晶モデル。スタンドの形状が変更となり、32V型はセパレートスタンドとなった。主要機能はS22から踏襲されるが、「ゲームダイレクト」は「瞬速ゲームモード」となる。2020年12月9日に19V型の追加が発表（同年12月18日→12月25日[18]に発売）され、3サイズとなった。本機が「TOSHIBA」ブランドで発売された薄型テレビ最終モデルとなり、後継機種は「REGZA」ブランドに統一された。

※「レグザリンク」に対応
※映像エンジン：X9400は「ダブルレグザエンジンCloud PRO」、X8400・Z740Xは「レグザエンジンCloud PRO」、M540Xは「レグザエンジンCloud」、C340Xは「レグザエンジンG」、C350X・V34は「レグザエンジン Power Drive」、S24は「レグザエンジンファイン」を搭載
※画質自動調整機能：X9400・X8400・Z740X・M540Xは「おまかせAIピクチャー」、C350X・C340X・V34は「おまかせオートピクチャー」を搭載

### 2021年モデル
X9400SとZ740XSはレグザ15周年記念モデルとして発売。
- X9400S（48V型/55V型/65V型・4K有機ELレグザ） - X9400後継の4K UHDタイムシフトマシン搭載フラッグシップ有機ELモデル。X9400に搭載されていた「美肌リアライザーPRO」が進化し、人の肌をリアルタイムで検出しながら、人肌の立体感や質感を向上させ、自然なトーンにコントロールさせる「ナチュラル美肌トーン」が搭載され、「ネット動画ビューティPRO」は「ナチュラル美肌トーン」が適用された「ネット動画ビューティPRO II」へ進化。「地デジAIビューティPRO」はクラウド上に構築された番組ごとのパラメータを利用して高画質処理を行う「クラウドAI高画質テクノロジー」と連携した「地デジAIビューティPRO II」となった（パラメータの利用にはインターネット接続が必要）。「おまかせAIピクチャー」は夜間視聴環境時にブルーライトを低減するブルーライト制御を加えた「おまかせAIピクチャーII」となり、55V型と65V型は「高コントラスト有機ELパネル」の輝度を向上。HDRフォーマットはHDR10+に明るさ連動機能を追加した「HDR10+ ADAPTIVE」に対応した。音質面では「レグザパワーオーディオX-PRO」にスピーカーユニットに発生する周波数帯の谷間を補正して音域のつながりを向上させる「高遮断クロスオーバーフィルター」を搭載した「レグザパワーオーディオX-PRO II」となった[注釈 11]。ボイス機能はAlexa機能が非搭載となり「ハンズフリーレグザボイス」のみとなった（2021年4月のバージョンアップにより対応）。「レグザスマートリモコン」は「タイムシフトマシン」や自動録画した番組をジャンルごとにサムネイル表示されたリストを呼び出す「おすすめ番組」ボタンが配置され、カラーもテレビ本体と連動したガンメタリックカラーとなった。18Gbps対応HDMI入力端子7系統[注釈 6]、同軸デジタル音声出力端子、外部スピーカー出力端子はX9400シリーズから引き続き搭載されている。なお、48V型は発売中止となった48X9400の代替モデルとして設定され、55V型・65V型を含めた3サイズとなる。
- X8900K（48V型/55V型/65V型・4K有機ELレグザ） - 新設定となる4K UHDハイエンド有機ELモデル。映像エンジンに5年ぶりの刷新となる「レグザエンジンZR I（ゼットアールワン）」が搭載され、「地デジAIビューティ」はクラウドAI高画質テクノロジーを最新のデータベースに更新された「地デジAIビューティZR I」に、「ネット動画ビューティ」は「ナチュラル美肌トーン」のチューニングも加えた「ネット動画ビューティZR I」に、画質自動調整機能の「おまかせAIピクチャー」はブルーライト制御をプラスした「おまかせAIピクチャーZR I」となった。低反射有機ELパネルを搭載し、55V型と65V型はパネルとメタルバックカバーの間に高放熱インナープレートが搭載されている。HDRフォーマットはHDR10+に明るさ連動機能を追加した「HDR10+ ADAPTIVE」、ドルビービジョンに明るさ連動機能を追加した「ドルビービジョンIQ」に両対応した。ゲーム機能では1080p/120Hz入力の場合、画像処理の遅延時間をレグザの有機ELモデルで最速となる約0.83msecに低遅延化する「有機EL瞬速ゲームモード」を搭載。音質面では、実用最大出力合計値72Wのマルチアンプに、ダブルパッシブラジエーターを組み合わせたダブルレンジスピーカー、クリアツィーターなど6個のスピーカーを備え、「高遮断クロスオーバーフィルター」を備えた「レグザ重低音立体音響システムXP」を搭載し、立体音響技術のドルビーアトモスに対応。レグザ初となる「Android TV」を搭載し、音声アシスタントはGoogle アシスタントに対応した。Bluetooth対応機器と接続してワイヤレススピーカーやワイヤレスヘッドホンなどと接続して音声出力ができるようになった。「レグザスマートリモコン」は上部に配置されたABEMA・Hulu・U-NEXT・YouTube・Prime Videoのダイレクトボタンに加え、ネット配信サービスやHDMI入力を登録可能な「My.Choice」ボタン（2021年秋のソフトウェアダウンロードによるバージョンアップにて対応）、チャンネルキーと音量キーの間にNet.TVダイレクトボタンが搭載された。なお、OSがCE LinuxからAndroid TVに変更されたことにより「映像分析情報表示（輝度分布、質感特性、輝度推移、周波数ヒストグラムのリアルタイム表示）」や「レグザ家電リンク」、二画面機能「ダブルウィンドウ」など一部機能が削除されている。
- Z740XS（50V型/55V型/65V型） - Z740X後継の4K UHDタイムシフトマシン搭載フラッグシップ液晶モデル。X9400S同様に「美肌リアライザーPRO」が進化した「ナチュラル美肌トーン」が搭載され、「ネット動画ビューティPRO」は「ナチュラル美肌トーン」が適用された「ネット動画ビューティPRO II」へ進化。「地デジAIビューティPRO」は「クラウドAI高画質テクノロジー」と連携した「地デジAIビューティPRO II」となり、「おまかせAIピクチャー」はブルーライト制御を加えた「おまかせAIピクチャーII」となった。HDRフォーマットはHDR10+に明るさ連動機能を追加した「HDR10+ ADAPTIVE」に対応した。音質面ではZ740Xの「レグザ重低音バズーカオーディオシステムPRO」に「高遮断クロスオーバーフィルター」を追加した「レグザ重低音バズーカオーディオシステムPRO II」となり、スピーカーグリルの素材をパンチングメタルに変更されたことで剛性の向上や振動の抑制、付帯音が軽減され、開口率も改善。サウンドバー（英語版）のグリルはメッシュ素材のメタリックカラーとなった。ボイス機能はZ740Xに搭載されていたAlexa機能が非搭載となり、「レグザボイス」のみとなった[注釈 12]。「レグザスマートリモコン」はX9400S同様に「おすすめ番組」ボタンを新たに設置したほか、テレビ本体のスタンドプレートのカラーに合わせてガンメタリックカラーに変更された。50V型は発表時4月に発売が予定されていたが、一部関連部品の入手に遅れが生じたため発売が延期となり、5月21日に発売された[19][20]。
- Z670K（43V型/50V型/55V型/65V型/75V型） - 新設定となる4K UHDハイエンド液晶モデル。X8900Kと同じく映像エンジンに「レグザエンジンZR I」が搭載され、「地デジAIビューティZR I」・「ネット動画ビューティZR I」・「おまかせAIピクチャーZR I」を備える。液晶パネルは高コントラストパネル・直下型高輝度LEDバックライト・倍速駆動を組み合わせたスリム直下型高輝度倍速パネルを採用した。HDRフォーマットはHDR10+に明るさ連動機能を追加した「HDR10+ ADAPTIVE」、液晶モデルでは初対応となる「ドルビービジョン」・ドルビービジョンに明るさ連動機能を追加した「ドルビービジョンIQ」に対応した。音質面では、実用最大出力合計値60Wのマルチアンプに2Wayバスレフボックススピーカー、重低音バズーカ、トップツィーターなど9個のスピーカーを備え[注釈 13]、「高遮断クロスオーバーフィルター」で構成された「レグザ重低音立体音響システムZP」を搭載し、立体音響技術のドルビーアトモスに対応。X8900Kと同じく「Android TV」を搭載し、音声アシスタントはGoogle アシスタントに対応、また液晶モデルでは初めてテレビ本体にマイクが搭載された。Bluetooth対応機器と接続してワイヤレススピーカーやワイヤレスヘッドホンなどと接続して音声出力ができるようになった。「レグザスマートリモコン」はX8900K同様にダイレクトボタンを上部に移設し、ネット配信サービスやHDMI入力端子を登録可能な「My.Choice」ボタン（2021年秋のソフトウェアダウンロードによるバージョンアップにて対応）、チャンネルキーと音量キーの間にNet.TVダイレクトボタンが搭載された。画面周りの枠を無くしたフレームレスで、画面下は金属素材を用いて極小化したボトルベゼルを採用。スタンドはメタル仕様で、左右水平15度の角度調節が可能な回転式とした。2021年7月20日に75V・85V型の追加が発表[21]されたが、85V型については適切な時期に市場への導入ができないことが判明し、ラインナップの見直しが行われた関係で、同年9月10日に発売中止を発表[22]。75V型は85V型の発売中止から1週間後の同年9月17日に発売され、5サイズ展開となった。75V型に搭載されている「レグザエンジンZR I」は一般的なサイズのレグザよりもノイズ低減を強めに、そして高精細処理をやや弱めにカスタマイズされた大画面向けの「大画面専用画質チューン」を施している。
- Z570K（43V型/50V型/55V型/65V型） - 新設定となるZ670KとM550Kの間に位置する4K UHDミドル液晶モデル。M550Kの基本性能・デザインをベースとしながら、直下型LEDバックライトを搭載した倍速パネルを搭載し、HDMI端子はHDMI 2.1規格でサポートされる4K/120p入力・eARC・ALLM・VRRに対応した[23]。
- M550K（55V型/65V型/75V型） - 新設定となる4K UHDスタンダード液晶モデル。Z670Kとの違いとして、直下型LEDバックライトを搭載した液晶パネルを搭載し、HDRフォーマットは「HDR10+」・「ドルビービジョン」・「ドルビービジョンIQ」に対応。レグザ重低音立体音響システムZPがトップツィーターを省略された「レグザ重低音立体音響システム」に、HDMI端子はHDMI 2.1規格でサポートされるeARCとALLMのみ対応となる。75V型はZ670Kの75V型と同じく「レグザエンジンZR I」に大画面モデル向けの「大画面専用画質チューン」を施している。2021年8月5日に55V・65V型の追加が発表（同年8月27日発売）され[24]、3サイズとなった。

※「レグザリンク」に対応
※映像エンジン：X9400Sは「ダブルレグザエンジンCloud PRO」、Z740XSは「レグザエンジンCloud PRO」、X8900K・Z670K・Z570K・M550Kは「レグザエンジンZR I」を搭載
※画質自動調整機能：X9400S・Z740XSは「おまかせAIピクチャー II」、X8900K・Z670K・Z570K・M550Kは「おまかせAIピクチャーZR I」を搭載
※音響システム：X9400S（55V型/65V型）は「レグザパワーオーディオX-PRO II」、X9400S（48V型）は「レグザパワーオーディオXD」、Z740XSは「重低音バズーカオーディオシステムPRO II」、X8900Kは「レグザ重低音立体音響システムXP」、Z670Kは「レグザ重低音立体音響システムZP」、Z570K・M550Kは「レグザ重低音立体音響システム」を搭載

### 2022年モデル
本モデルでテレビ本体（一部）及びリモコンから「TOSHIBA」ロゴが削除された。
また、2022年モデルで2022年12月6日から実施されたソフトウェアダウンロードによるバージョンアップにより、iOS端末やiPadOS端末などのApple社製デバイスから音楽、動画、静止画などをストリーミングできる「AirPlay2」とApple社製デバイスを使ってスマートホーム機器を設定、通信、制御できる「HomeKit（現Apple Home）」機能に対応した。
- X9900L（55V型/65V型・4K有機ELレグザ） - X9400S後継の4K UHDタイムシフトマシン搭載フラッグシップ有機ELモデル。映像エンジンはディープニューラルネットワーク（DNN）を駆使したハードウェアAIエンジンを搭載した「レグザエンジンZRα」となり、映像のエリアごとに分析を行い、被写体と遠景を識別してそれぞれに適切な超解像処理を行う「AI ナチュラル フォーカス テクノロジー」を追加するとともに、既存機能も映像エンジンの進化に合わせてアップデートされ、「ナチュラル美肌トーン」はAIにより肌の色がカラーシフトしているか判定し、照明などの影響により不自然に映し出される肌の色を自然な色に補正し、人物に対する適切な超解像処理も行う「美肌AIフェイストーンZRα」に、「ネット動画ビューティ」は背景など広範囲に発生するバンディングノイズを低減する「バンディングスムーサー」を追加した「ネット動画AIビューティZRα」に、「地デジビューティ」は超解像処理をリアルタイムで複数回行うとともに、情報番組などのテロップなどのノイズを抑える「ロゴ検出モスキートNR」技術や色彩を鮮やかに再現する「3次元カラーリマスター」も行う「地デジAIビューティZRα」となった。X9400Sの「広色域復元PRO」は「レグザエンジンZRα」により色表現階調のなめらかさが向上され、反射色を発光色に誤変換することなく本来の色に復元する「3次元カラーリマスターZRα」に、「64色軸カラーイメージコントロール」はデータベースの項目を7168に増やし、映像調整用と色彩表現用の2つの制御にすることで色再現性を向上させる「64色軸リッチカラーイメージコントール」となった。超解像技術も進化し、5層のニューラルネットワークによってぎらつきが目立つシーンを判別して映像に合わせた処理を行う深層学習を追加するとともに、再構成型はX9400Sの2段から4段に強化され、マルチアングル自己合同性はさらに多様な角度エッジに対応したことで4倍拡大に対応した新マルチアングル自己合同性となった。「プロユース映像分析・設定機能」の中にある映像分析情報は輝度推移に替わり、入力RGB最大値推移/分布と色相ヒストグラムを加えた6項目に変更された。有機ELパネルはレグザ専用高コントラスト有機ELパネルのインナープレートを高冷却仕様にしたことでX9400Sよりも輝度をアップした新世代型となり、映像エンジンにより緻密に画素ごとにコントロールする「ディープブラックコントロールPRO」を搭載。音質面では下側のメインスピーカーを2Wayバスレフボックスに変更、センターにスクリーンスピーカーを新たに配置し、重低音バズーカユニットを中央に移動、実用最大出力合計値90Wとした「重低音立体音響システムXHR」へ変更。立体音響技術「ドルビーアトモス」に対応し、更にレグザで初となるハイレゾ音源に対応した[注釈 14]。テレビから発するテストトーンをリモコンのマイクで測定し、音響特性を補正するオーディオキャリブレーション機能も搭載された。リモコンは「新レグザリモコン」となり、X9400Sの「レグザスマートリモコン」では下部に配置されていたネット動画ダイレクトボタンを上部に移動し、Disney+・TVer[注釈 15]・dTV及び「4K」ボタンと「まるごとch」ボタンの間に配置したNet.TVを追加して10種類に拡充するとともに、ダイレクトボタンにないネット配信サービスのアプリを追加で登録可能な「My.Choice」ボタンを2つ搭載。チャンネルと音量の間に配置されているダイレクトボタンはX9400Sの「みるコレ」・「おすすめ番組」が「レグザナビ」・「シーン/出演者」に変更された。ゲーム機能では4K/120Hz入力（HDMI入力端子の入力1/2で対応）、ALLM、バリアブルリフレッシュレート（VRR）に対応するとともに、「有機EL瞬速ゲームモード」が進化し、映像遅延時間が4K/120Hz、1080p/120Hz入力時で約0.83msec[注釈 16]に低遅延化。ゲーム機を接続したときに自動で機器を判別し、ALLM・コンテンツタイプ連動・RGBゲーム・VRRを自動設定する「オートゲームアジャスト」を搭載し、対応ビデオカード及び対応ゲーム機接続時に低遅延かつティアリングのないスムーズなゲームプレイ体験ができる「AMD FreeSync Premium認証」を取得。本体アップデートで毎秒120Hzの倍速表示を毎秒60Hzに切り替え、4K/60Hz・1080p/60Hz入力時での映像遅延が2.4msecに高速化された「オリジナルフレーム駆動」を搭載。なお、OSはGoogle TV（Android TV）ではなくLinuxを引き続き搭載し、X9400シリーズ及びX9400Sシリーズに搭載されていたHDMI入力端子7系統は4系統[注釈 17]に削減され、同軸デジタル音声出力端子、外部スピーカー出力端子、二画面機能「ダブルウィンドウ」は非搭載となった。
- X8900L（48V型/55V型/65V型・4K有機ELレグザ） - X8900K後継の4K UHDハイエンド有機ELモデル。映像エンジンが「レグザエンジンZR II」となり、X8900Kの「ナチュラル美肌トーン」は「美肌フェイストーンZR II」に進化するとともに、「ネット動画ビューティ」や「地デジAIビューティ」も映像エンジンの進化に合わせて「ネット動画ビューティZR II」・「地デジAIビューティZR II」へアップデート。画質自動調整機能の「おまかせAIピクチャー」は周囲の色温度にも合わせて画質調整される改良型の「おまかせAIピクチャーZR II」となり、色域復元機能は高輝度領域の圧縮特性を高精度に推定して復元させ、明るく輝くシーンの中の白い部分を立体的に再現するとともに、オーバーホワイト領域の階調を適切に復元させる「3次元カラーリマスター」へ強化。音質面ではX9900L同様にオーディオキャリブレーション機能が搭載された。録画機能では「ざんまいスマートアクセス」が進化し、タイムシフトマシンやおまかせ録画で録画した番組を16万以上あるタレントやジャンルに自動で分類するとともに、ユーザーがよく視聴する番組をAIが学習して番組を提案する「新 ざんまいスマートアクセス」となった。リモコンは「新レグザリモコン」となり、上部に配置しているネット動画ダイレクトボタンがX8900Kから拡充し、NETFLIX・Disney+・TVer・dTVを追加し、X8900Kでは上段中央にあった「My.Choice」ボタンを最下段に移動して2つに増やし、「アプリ」ボタンを追加。「Net.TV」のダイレクトボタンを「4K」ボタンの右隣に移動し、その右隣に「字幕」ボタンを配置。「消音」ボタンを「レグザナビ」ダイレクトボタンの上に、「設定」ボタンを下段にそれぞれ配置換えされた。なお、OSがX8900KのAndroid TVからLinuxへ変更された。
- Z875L（65V型/75V型・4K Mini LED液晶レグザ） - 4K UHDタイムシフトマシン搭載フラッグシップ液晶モデル。映像エンジンは有機ELモデルのX9900Lと同じく「レグザエンジンZRα」を搭載。液晶パネルにはLEDバックライトを緻密に配列したブルーの「Mini LEDバックライト」とし、パネルとバックライトの間に広色域量子ドットシートを挟むことで高輝度化と純度の高い色表現を可能にする「Mini LED広色域量子ドット液晶パネル」が採用され、仮想細分割点灯値生成と高コントラスト映像補正を行うバックライト制御「Mini LEDエリアコントロールZRα」を搭載。音質面では下部のメインスピーカーを2Wayバスレフボックスとし、重低音バズーカを中央に、上部にトップツィーターをそれぞれ配置した実用最大出力合計値70W・7スピーカーの「重低音立体音響システムZP」を採用。X9900Lシリーズ同様に立体音響技術「ドルビーアトモス」に対応し、オーディオキャリブレーション機能も搭載された。リモコンやゲーム機能、OSはX9900Lシリーズと同等。HDMI入力端子は4系統を備えている[注釈 17]。
- Z870L（55V型・4K Mini LED液晶レグザ） - 4K UHDタイムシフトマシン搭載プレミアム液晶モデル。映像エンジンは有機ELモデルのX8900Lと同じ「レグザエンジンZR II」を搭載し、バックライト制御は点灯エリアの緻密な制御を行う「MiniLED エリアコントロールZR II」を搭載する。なお「映像分析情報」と「高画質処理デモ」が非搭載な点以外はZ875Lシリーズと共通である。
- Z770L（55V型/65V型/75V型） - Z740XS後継の4K UHDタイムシフトマシン搭載ハイエンド液晶モデル。映像エンジンはZ870Lと同じ「レグザエンジンZR II」、液晶パネルは直下型LEDバックライトにブルーLEDと広色域量子ドットシートを採用した「スリム直下型高輝度量子ドット倍速パネル」となり、「広色域復元PRO」はパネルの色域の広さとバックライトの輝度レンジによる相乗効果で色の表現範囲が拡大された「カラーリマスター」となった。音質面では2Wayバスレフボックススピーカー・重低音バズーカ・トップツィーターなどで構成された実用最大出力合計値60W・9スピーカー（75V型は11スピーカー）の「重低音立体音響システムZ」を採用し、Z875L/Z870L同様に立体音響技術「ドルビーアトモス」に対応し、オーディオキャリブレーション機能も搭載された。リモコンはX9900L・Z875L・Z870Lと同型となり、Z740XSの「レグザスマートリモコン」では下部に配置されていたネット動画ダイレクトボタンを上部に移動し、Disney+・TVer・dTV及び「4K」ボタンと「まるごとch」ボタンの間に配置したNet.TVを追加して10種類に拡充され、「My.Choice」ボタンを2つ搭載。チャンネルと音量の間に配置されているダイレクトボタンはZ740XSの「みるコレ」・「おすすめ番組」が「レグザナビ」・「シーン/出演者」に変更された。ゲーム機能ではZ875L/Z870L同様に4K/120Hz入力（HDMI入力端子の入力1/2で対応）、ALLM、VRRに対応するとともに、「瞬速ゲームモード」が4K/120Hz出力時やVRR出力時でも約0.83msecの低遅延を実現。「オートゲームアジャスト」を搭載し、「AMD FreeSync Premium」に対応した。スタンドは左右水平15度の角度調節が可能な回転式（スイーベル機構）となった。サイズラインナップはZ740XSの50V型に代わり、75V型を新設。75V型では、スタンドの形状がバータイプとなり、外側と内側から選べる2wayスタンドとなる。
- Z670L（43V型/50V型） - Z670K後継の4K UHDミドル液晶モデル。サイズラインナップは43V型と50V型の2種類に集約。映像エンジンはZ870L・Z770Lと同じ「レグザエンジンZR II」となり、液晶パネルは直下型LEDバックライトにブルーLEDと広色域量子ドットシートを採用した「直下型高輝度量子ドット倍速パネル」となり、エリアコントロール（リアルブラックエリアコントロール）は50V型のみの搭載となる。これらの点とタイムシフトマシン非搭載、リモコンがX8900Lと同型である点以外の特徴はZ770Lに準じる。なお、OSはZ670Kに搭載されていたAndroid TVからLinuxに変更された。
- Z570L（43V型/50V型/55V型/65V型） - Z570K後継の4K UHDスタンダード液晶モデル。映像エンジンはZ870L・Z770L・Z670Lと同じ「レグザエンジンZR II」へ変更。液晶パネルはZ570Kと同じ「直下型倍速パネル」を採用するが、映像エンジンによるバックライト制御「グローバルディミング」が搭載された。リモコンはX8900L・Z670Lと同型となった。ゲーム機能は「AMD FreeSync Premium」に対応した。なお、OSはZ670L同様、Z570Kに搭載されていたAndroid TVからLinuxに変更された。
- M550L（43V型/50V型/55V型/65V型/75V型） - M550K後継の4K UHDシンプル液晶モデル。映像エンジンはZ870L・Z770L・Z670L・Z550Lと同じ「レグザエンジンZR II」へ変更され、Z550L同様に映像エンジンによるバックライト制御「グローバルディミング」を搭載。音響システムは重低音バズーカ非搭載の「レグザパワーオーディオシステム」へグレードダウンされ、「ドルビーアトモス」が非対応となったが、オーディオキャブリレーション機能を搭載。リモコンはX8900L・Z670L・Z550Lと同型となる。なお、OSはZ670L・Z550L同様、M550Kに搭載されていたAndroid TVからLinuxに変更された。発表当初は65V型と75V型のみだったが、2022年8月に55V型及びM550Kでは未設定だった43V型・50V型の3サイズが追加発表され、5サイズでの発売となった。

※「レグザリンク」に対応
※映像エンジン：X9900LとZ875Lは「レグザエンジンZRα」、X8900L・Z870L・Z770L・Z670L・Z570L・M550Lは「レグザエンジンZR II」を搭載
※画質自動調整機能：X9900LとZ875Lは「おまかせAIピクチャーZRα」、X8900L・Z870L・Z770L・Z670L・Z570L・M550Lは「おまかせAIピクチャーZR II」を搭載
※音響システム：X9900Lは「重低音立体音響システムXHR」、X8900L・Z875L・Z870Lは「重低音立体音響システムZP」、Z770LとZ670Lは「重低音立体音響システムZ」、Z570Lは「重低音立体音響システム」、M550Lは「レグザパワーオーディオシステム」を搭載

### 2023年モデル
- X9900M（55V型/65V型/77V型・4K有機ELレグザ） - X9900L後継の4K UHDタイムシフトマシン搭載フラッグシップ有機ELモデル。日本国内での民生用テレビで初めて「レグザセンシング」と呼ばれる、ミリ波レーダーを用いて視聴者の位置を検出するセンシング技術が搭載され、画質面では「レグザエンジンZRα」により視聴距離に基づいた画質へ自動調整を行う「ミリ波レーダー高画質」、音質面では左右のスピーカーそれぞれから出力する音の到達時間の調整を行う「ミリ波レーダー高音質」を備え、視聴者がテレビの前から一定時間離れた時からテレビの前に戻るまでの間、スクリーンセーバーが自動で起動することで消費電力の削減を図る「ミリ波レーダー省エネ（離席時省エネモード）」も備える。「レグザエンジンZRα」はDNN AIエンジンの進化により第2世代に進化、「AI ナチュラル フォーカス テクノロジー」はAIによる構図の推定が可能となり、構図全体の中の人物（被写体）の位置や体勢などを正確に把握して高画質化を行う「AI ナチュラル フォーカス テクノロジーPRO」に、「美肌AIフェイストーンZRα」は映像の中から人物を探し出す制度が向上された「ナチュラルフェイストーンPRO」に、「ネット動画AIビューティZRα」はコンテンツの種類や特徴をAIで判別する「AIコンテンツ判別」やアニメキャラクターにも検知可能となった顔検出「アニメ顔検出」を追加した「ネット動画ビューティPRO」となった。「ざんまいスマートアクセス」が改良され、用意されているタレントやジャンルの数がX9900Lの16万以上から18万以上に増え、選択したタレントの出演シーンだけを一覧表示することが可能となり、ネット動画別への切り替えも可能となった。ゲーム関連機能にはジャンルに合わせて「スタンダード」・「ロールプレイング」・「シューティング」の3つの画質モードから選択可能な「ゲームセレクト」を追加。「レグザリモコン」は動画配信サービスへのダイレクトボタンのうち、「dTV」は「WOWOWオンデマンド」に、「アプリ」は「NHK+」にそれぞれ変更されたほか、その下の段にある「Net-VISION（旧「Net.TV」）」の左隣に配置していた「4K」ボタンがその下の段の右側に移動（それにともなって、X9900Lでは独立して配置されていた「BS」と「CS」のボタンが1つにまとめられた）。「4K」ボタンがあった位置にはネット動画サービスやアプリの一覧を表示するための「ホーム」ボタンが配置された。サイズラインナップは77X9400以来となる77V型を追加して3サイズとなった。
- Z970M（65V型/75V型/85V型/100V型・4K Mini LED液晶レグザ） - Z875L後継の4K UHDタイムシフトマシン搭載フラッグシップ液晶モデル。有機ELモデルのX9900M同様に「レグザセンシング」と第2世代「レグザエンジンZRα」が搭載されたほか、Mini LEDバックライトが高密度化され、「Mini LEDエリアコントロールZRα」はLEDの点灯エリアをZ875Lの約10倍に分割数が増やされたことで「Mini LEDエリアコントロールPRO」へ強化。液晶パネルモジュールは広視野角ワイドアングルシートが追加され、表面に「低反射ARコート」が施された。「重低音立体音響システム」はスピーカーをトップとサイドにも配置されたことで65V型・75V型は11個、85V型は10個にそれぞれ増やし、アンプの音声実用最大出力合計値を65V型・75V型は112W、85V型は82Wにそれぞれパワーアップした「重低音立体音響システムZHD」へ強化。「ざんまいスマートアクセス」やレグザリモコンの改良、「ゲームセレクト」の追加も行われた。サイズラインナップは85V型が追加され3サイズとなったが、2023年11月に歴代レグザ内で最大サイズとなる100V型の追加が発表され、4サイズとなった。100V型は「重低音立体音響システムZHD」のスピーカー数が9個、音声実用最大出力合計値が60Wとなる（100V型は12月発売）。
- Z870M（55V型/65V型/75V型・4K Mini LED液晶レグザ） - Z870L後継の4K UHDタイムシフトマシン搭載プレミアム液晶モデル。映像エンジンが第3世代「レグザエンジンZR」に変更され、エリアコントロールの数がZ875Lから約3倍に増やした。「重低音立体音響システム」はアンプの音声実用最大出力合計値を60Wとした「重低音立体音響システムZ」に変更。「ざんまいスマートアクセス」やレグザリモコンの改良も行われた。サイズラインナップは65V型と75V型が追加され3サイズとなった。
- M550M（43V型/50V型/55V型/65V型/75V型） - M550L後継の4K UHDエントリー液晶モデル。映像エンジンがZ870Mと同じ第3世代「レグザエンジンZR」に変更。「ざんまいスマートアクセス」がネット動画にも対応、「レグザリモコン」はX9900M・Z970M・Z870Mでの変更点に加え、動画配信サービスのダイレクトボタンの「My.Choice」ボタンが1つに減らされ、その右隣に「DAZN」を追加。入力切替は選択肢にメディアプレーヤー、スクリーンミラーリング、AirPlayが追加された。映像を解析してコンテンツのシーンに応じたバックライト制御と液晶パネルを適切に階調補正する技術が採用されたことにより、高画質を保持したままで省エネ性能が向上され、M550Lに比べて年間消費電力量が削減された。
- E350M（43V型/50V型/55V型/65V型/75V型） - C350X後継の4K UHDシンプル液晶モデル。映像エンジンがZ870M・M550Mと同じ第3世代「レグザエンジンZR」に変更。LEDバックライトは全面直下型となった。音質面ではC350Xの「おまかせサウンド」がAIで番組のジャンルを判別する「おまかせAIサウンド」となり、C350Xでは非搭載だったBluetooth機能を搭載。BS/CS4Kチューナーが2基に増強されたことでBS/CS4K放送の裏番組録画（4Kダブルチューナーウラ録）が可能となった。C350Xには非搭載だった「ざんまいスマートアクセス」がネット動画にも対応した改良型で搭載され、「みるコレ」は過去に視聴した番組を学習し、録画番組の中からその時に適した番組の表示やこれから放送される番組からユーザーの好みに合った番組や人気のある番組を提案する「AIレコメンドシステム」を備えた最新型となった。リモコンはM550Mに準じた仕様となり、動画配信サービスのダイレクトボタンはC350Xの下部から上部に移り、C350Xの6つにDisney+・TVer・WOWOWオンデマンド・DAZN・NHK+を加えた11に増やされ、DAZNの左隣に「My.Choice」ボタンを追加。C350Xでは独立して配置していた「BS」と「CS」のボタンが「BS/CS」ボタンとして一つにまとめられ、その隣に「4K」ボタンを配置。その上に配置している「字幕」ボタンが右側に移り、「字幕」ボタンがあった位置には「Net-VISION」ボタン、「4K」ボタンがあった位置には「ホーム」ボタンがそれぞれ配置された。ゲームモードはALLM設定・コンテンツタイプ連動・RGBゲーム設定を接続したゲーム機器を判別して自動設定を行う「オートゲームアジャスト」に変更された。M550M同様に映像を解析してコンテンツのシーンに応じたバックライト制御と液晶パネルを適切に階調補正する技術が採用されたことにより、高画質を保持したままで省エネ性能が向上され、C350Xに比べて年間消費電力量が削減された。サイズラインナップは発売当初、C350Xの3サイズに65V型が追加され、4サイズとなったが、2024年6月に75V型が追加発売され5サイズとなった（11月10日発売。75V型は2024年6月24日発売）。

※映像エンジン：X9900MとZ970Mは「レグザエンジンZRα（2023）」、Z870M・M550M・E350Mは「レグザエンジンZR（2023）」を搭載
※画質自動調整機能：X9900MとZ970Mは「おまかせAIピクチャーPRO」、Z870MとM550Mは「おまかせAIピクチャー」、E350Mは「おまかせオートピクチャー」を搭載
※音響システム：X9900Lは「重低音立体音響システムXHR」、Z970Mは「重低音立体音響システムZHD」、Z870Mは「重低音立体音響システムZ」、M550MとE350Mは「レグザパワーオーディオシステム」を搭載

### 2024年モデル
- X9900N（55V型/65V型・4K有機ELレグザ） - X9900M後継の4K UHDタイムシフトマシン搭載フラッグシップ有機ELモデル。パネルモジュールが刷新され、有機ELパネルにマイクロレンズアレイ層が組み込まれ、背面の冷却プレートを「3層ハイブリッド高冷却システム」呼ばれる厚みの異なるアルミの3層構造となった「マイクロレンズアレイ有機ELパネルモジュール」へ変更。映像エンジンの「レグザエンジンZRα」は2024年版となり、DNN AIエンジンによって夜景、花火/星空、リング競技（ボクシングなど）、サッカー/ゴルフの4つの特徴的なシーンを判別して、シーンに応じて映像信号やパネル駆動の処理を行う「AIシーン高画質PRO」が搭載された。「重低音立体音響システム」はスピーカーの数を増やしてアンプの最大出力がアップ（55V型は14スピーカー・最大出力170W、65V型は18スピーカー・最大出力180W）された「重低音立体音響システムXIS」となり、オーディオポストプロセッサーによって5.1.2ch出力に対応し、アンプは2ch〜5.1.2chに合わせたマルチアンプとなり、チャンネルに応じた周波数特性や音圧、タイミングを緻密に制御してそれぞれのスピーカーを細かくイコライジングする「マルチスピーカークオリティーマネージメント」に対応した「イマーシブサウンド360 PRO」も搭載された。ゲーミング機能は4K/144p入力に対応するとともに、「144Hz VRRゲームモード」を搭載。入力切替メニューをテキスト表字からアイコンタイプのGUIに変え、暗部ガンマ調整や照準調整機能（照準の色・大きさ・デザインの変更が可能）を備えた「ゲーミングメニュー」も搭載され、「ゲームセレクト」はドット映像重視のゲーム向けに表示を設定する「レトロ」が追加された。スタンドの形状が変わり、左右水平15度のスイーベル機構を備えた回転式となった。サイズは55V型と65V型の2サイズとなった。
- X8900N（48V型/55V型/65V型・4K有機ELレグザ） - X8900L後継[26]の4K UHDハイグレード有機ELモデル。映像エンジンが第4世代「レグザエンジンZR」へ変更され、「ネット動画ビューティZR II」はネット動画のバンディングスムーサー処理が追加され「ネット動画ビューティ」に変更するとともに、「美肌フェイストーンZR II」や「地デジAIビューティZR II」も映像エンジンの変更に合わせて「ナチュラルフェイストーン」、「地デジAIビューティ」へ変更。低反射有機ELパネルの変更により輝度が向上された。「番組ガイド」は推しの芸能人やジャンルを登録することで自動検索し、グループ名で登録されている場合はグループの個別メンバーの出演番組までまとめて検索・リスト化して表示する「推し活リスト」を追加した「みるコレ 番組ガイド」へ強化され、番組の配信先を表示可能な「番組こねくと」も搭載された（Prime VideoとHuluのみ対応）。リモコンは入力切替の選択肢にメディアプレーヤー、スクリーンミラーリング、AirPlayが追加され、動画配信サービスのダイレクトボタンは「dTV（現：Lemimo）」を「FOD」に差し替え、「My.Choice」のボタン数を1つに減らす代わりに「DAZN」が追加。その下の段にある「Net-VISION（旧「Net.TV」）」の左隣に配置されていた「4K」ボタンがその下の段の右側に移動（それにともなって、X8900Lでは独立して配置されていた「BS」と「CS」のボタンが1つにまとめられた）。「4K」ボタンがあった位置にはダイレクトボタンがない動画配信サービスやアプリの一覧を表示するための「ホーム」ボタンを配置。さらに、電源オフの状態からネット動画ダイレクト・数字・チャンネルアップダウンのいずれかのボタンを押して電源をオンにすることが可能となった。ゲーム機能では「ゲーミングメニュー」が搭載された。
- Z970N（65V型/75V型・4K Mini LED液晶レグザ） - Z970M後継の4K UHDタイムシフトマシン搭載フラッグシップ液晶モデル。「Mini LED液晶パネルモジュール」はMini LEDの点灯電流と点灯時間を更に高精度制御化。「レグザエンジンZRα」はX9900N同様に第3世代となり、「AIシーン高画質PRO」を搭載。「重低音立体音響システム」は最大出力が122Wに向上された「重低音立体音響システムZIS」となり、有機ELモデルのX9900N同様にオーディオポストプロセッサーによって5.1.2ch出力に対応し、「マルチスピーカークオリティーマネージメント」に対応した「イマーシブサウンド360 PRO」も搭載された。ゲーミング機能は4K/144p入力に対応するとともに、「144Hz VRRゲームモード」や「ゲーミングメニュー」が搭載され、「ゲームセレクト」に「レトロ」が追加された。ラインナップは65V型と75V型の2サイズとなった。
- Z870N（55V型/65V型/75V型・4K Mini LED液晶レグザ） - Z870M後継[27]の4K UHDタイムシフトマシン搭載液晶ハイグレードモデル。「レグザエンジンZR」がX8900Nと同じ第4世代となったことで「ネット動画ビューティ」にバンディングスムーサー処理が追加され、「Mini LED液晶パネルモジュール」は改良により輝度を向上。X8900N同様に「番組ガイド」が「推し活リスト」付の「みるコレ 番組ガイド」となり、「番組こねくと」を追加。ゲーム機能は「ゲーミングメニュー」の搭載に加え、VRRゲームモードでは65V型と75型のみ4K/144Hz入力に対応した（55V型は4K/120Hz入力まで対応）。リモコンはネット動画ダイレクトボタンの「WOWOWオンデマンド」がX8900Nと同じ「FOD」へ変更。入力切替メニューがアイコンタイプのGUIへ変更された。
- Z770N（85V型/100V型・4K Mini LED液晶レグザ） - Z770L後継の4K UHDスタンダード大画面液晶モデル。映像エンジンがX8900N・Z870Nと同じ第4世代「レグザエンジンZR」へ変更。Z770Lに採用されていた広色域粒子ドットシートが無くなり、Mini LED液晶パネルとなった。X8900N・Z870N同様に「番組ガイド」が「推し活リスト」付の「みるコレ 番組ガイド」となり、「番組こねくと」を追加。ゲーミング機能はゲームセレクトを搭載。リモコンはネット動画ダイレクトボタンの「dTV」がX8900N・Z870Nと同じ「FOD」へ変更。「My.Choice」ボタンを1つに減らす代わりに「DAZN」が追加され、「アプリ」は「NHKプラス」へ変更された。その下の段にある「Net-VISION（旧「Net.TV」）」の左隣に配置されていた「4K」ボタンがその下の段の右側に移動（それにともなって、Z770Lでは独立して配置されていた「BS」と「CS」のボタンが1つにまとめられた）。「4K」ボタンがあった位置にはダイレクトボタンがない動画配信サービスやアプリの一覧を表示するための「ホーム」ボタンが配置された。また、「タイムシフトマシン」が非搭載化された。ラインナップはZ770Lよりも大型化され、85V型と100V型の2種類となった。100V型では85V型に搭載されている「144Hz VRRゲームモード」と「ゲーミングメニュー」が非搭載、「AMD FreeSync Premium」が非対応となる一方、「オートゲームアジャスト」にVRR設定が追加される。
- Z670N（43V/50V/55V型/65V型/75V型） - Z670L後継の4K UHD液晶スタンダードモデル。映像エンジンがX8900N・Z870N・Z770Nと同じ第4世代「レグザエンジンZR」へ変更。また、Z670Lで採用されていた広色域粒子ドットシートが無くなり、全面直下型広色域LEDパネルとなった。X8900N・Z870N・Z770N同様に「番組ガイド」が「推し活リスト」付の「みるコレ 番組ガイド」となり、「番組こねくと」を追加。リモコンはX8900N同様に変更され、電源オフの状態からネット動画ダイレクト・数字・チャンネルアップダウンのいずれかのボタンを押して電源をオンにすることが可能となった。ゲーム機能は「ゲーミングメニュー」の搭載に加え、4K/144Hz入力に対応した144Hz VRRゲームモードも搭載された。サイズラインナップは55V型・65V型・75V型が追加され、5サイズとなった（5月17日発売）。
- M550N（85V型） - 4K UHDエントリー液晶モデル。「番組こねくと」が追加されている点を除いてはM550Mに準じる。また、M550Mにラインナップされていない85V型のみの大画面仕様となる。
- V35N（24V型/32V型/40V型） - V34後継[28]の液晶スタンダードモデル。24V型と32V型はハイビジョン、40V型はフルハイビジョンとなり、REGZAにおける4K UHD未満の新機種発売は約3年5ヶ月ぶりとなる。映像エンジンが「レグザエンジンHR」へ変更となり、V34では「地デジビューティHD」・「地デジノイズクリア」・「地デジ精細感復元」と分かれていた3つの機能が「地デジビューティ」として統合された。「みるコレ」は「みるコレパック」の関連コンテンツにDAZNが追加され、「AIレコメンドシステム」か組み込まれたことでネット動画対応の「ざんまいスマートアクセス」も追加された。Apple AirPlay 2の対応やスクリーンミラーリング機能の搭載により、スマートフォンのミラーリングやApple社製デバイスのストリーミングが可能となり、ゲームモードには4K UHDモデルに採用されている「オートゲームアジャスト」を追加。リモコンは動画配信サービスのダイレクトボタンをV34の下部から上部に移り、V34の6つにDisney+・TVer・WOWOWオンデマンド・DAZN・NHK+を加えた11に増やされ、DAZNの左隣に「My.Choice」ボタンを追加。その下のボタンはV34では電源ボタンの真下に配置していた「字幕」ボタンが右側に移り、「字幕」ボタンがあった位置には「Net-VISION」ボタン、「時計」ボタンがあった位置には「ホーム」ボタンがそれぞれ配置された。4K UHDのM550MやE350M同様に映像を解析してコンテンツのシーンに応じたバックライト制御と液晶パネルを適切に階調補正する技術が採用されたことにより、高画質を保持したままで省エネ性能が向上され、V34に比べて年間消費電力量が削減された。

※映像エンジン：X9900N・Z970Nは「レグザエンジンZRα（2024）」、X8900N・Z870N・Z770N・Z670N・M550Nは「レグザエンジンZR（2024）」、V35Nは「レグザエンジンHR」を搭載
※画質自動調整機能：X9900N・Z970Nは「おまかせAIピクチャーPRO」、X8900N・Z870N・Z770N・Z670N・M550Nは「おまかせAIピクチャー」、M35Nは「おまかせオートピクチャー」を搭載
※音響システム：X9900Nは「重低音立体音響システムXIS」、X8900Nは「重低音立体音響システムXP」、Z970Nは「重低音立体音響システムZIS」、Z870N・Z770N・Z670Nは「重低音立体音響システムZ」、M550N・V35Nは「レグザパワーオーディオシステム」を搭載

### 2025年モデル
- X9900R（55V型/65V型・4K有機EL液晶レグザ） - X9900N後継の4K UHDタイムシフトマシン搭載有機ELフラッグシップモデル。パネルモジュールはARコートをアドバンスド低反射に、有機EL発光層を4層構造の「RGB4スタック発光層」にそれぞれ変更した「RGB4スタック有機パネル」を採用。既存の機能も改良され、「AIシーン高画質PRO」はライブシーンにも対応。「アニメビューティPRO」はキャラクターを検出してコントラスト強調とキャラクター部分の階調ノイズ除去を行うアニメキャラクター検出を追加。絵柄の精細さに応じて適切な超解像をかける「AI超解像PRO」が搭載された。「レグザセンシング」も機能強化され、タイムシフトマシン・通常番組の録画中や録画番組再生時に視聴者がテレビの前から離席した時に自動で一時停止したり、離席時のシーンを3つまで記憶し、記憶したシーンを選んで再生する「スマートちょっとタイム」が搭載された。リモコンによる音声認識機能はGoogleの生成AIであるGeminiと連携した対話形式の「レグザAIボイスナビゲーター（2025年夏に実施されるソフトウェアアップデートにて利用可能）」となり、AIでコンテンツの音声部分を認識して音声と環境音のバランスを調整する「レグザAI快適リスニング」を追加。後述する「BAZOOKA」で採用されていた「ダブルウィンドウ」が2画面表示機能として復活し、放送番組の2画面表示に加えて「決定」ボタンの切換により左側は外部入力を、右側はYouTube、AirPlay、スクリーンミラーリングをそれぞれ表示させることが可能。テレビ本体のスピーカーとヘッドホン・Bluetoothオーディオからテレビ音声を同時に出力し、音量もそれぞれ個別に設定可能な「親切ヘッドホン」も搭載された。「レグザリモコン」も改良され、ボタンを傾斜形状に変更するとともに、「My.Choice」ボタンが電源ボタンの左側へ、「DAZN」を4段目左側へ、従来は独立配置となっていた「Net-VISION」を4段目中央へ、入力切替ボタンとホームボタンはドーム型カーソルボタンの下にそれぞれ移動した。タイマー機能も改良され、オンタイマー/オフタイマーが時刻設定式となり、設定も「1回」・「毎週」・「毎日」から選択が可能な上、「毎週」選択時は曜日指定も可能となった。なお、X9900Nのオフタイマーにあたる時間設定式のタイマーは「スリープタイマー」として引き続き搭載される。
- X8900R（48V型/55V型/65V型/77V型・4K有機EL液晶レグザ） - X8900N後継の4K UHD有機ELハイグレードモデル。有機ELが高輝度化され、55V型以上のサイズには低反射ARコートも施され、VRR144Hzにも対応した「高コントラスト有機EL」を採用。映像エンジンは「レグザエンジンZRα」となり、それに伴って「AIシーン高画質PRO」（夜景・花火・星空対応）・「AIコンテンツ判別」・「AI超解像」・「AIナチュラルフォーカステクノロジーPRO」・「アニメビューティPRO」が追加され、「ネット動画ビューティ」は地上デジタル放送やHDMI入力映像にも対応する「ネット動画バンディングスムーサーPRO」を備えた「ネット動画ビューティPRO」に、「ナチュラルフェイストーン」は「ナチュラルフェイストーンPRO」に、「地デジAIビューティ」は「地デジAIビューティPRO」に、「おまかせAIピクチャー」が「おまかせAIピクチャーPRO」にそれぞれ強化された。「重低音立体音響システム」はスピーカーの数を55V型と65V型は7個、48V型は8個、77V型は9個にそれぞれ増強し、77V型はマルチアンプの実用最大出力合計値を100Wに向上（65V型以下は60W）された「重低音立体音響システムX」を搭載。X9900R同様にリモコンによる音声認識機能は「レグザAIボイスナビゲーター（2025年夏に実施されるソフトウェアアップデートにて利用可能）」となり、「レグザAI快適リスニング」・「ダブルウィンドウ」・「親切ヘッドホン」を追加し、レグザリモコンとタイマー機能も改良された。サイズラインナップは77V型が追加され、4サイズとなった。
- Z990R（110V型・4K Mini LED液晶レグザ） - 4K UHDタイムシフトマシン搭載液晶フラッグシップモデル。Z970Nの「Mini LEDエリアコントロールPRO」がエリアコントロールを約4万分割に増やした「Mini LEDファインエリアコントロール」へ強化。「Mini LED高コントラストテクノロジー」は高いピーク輝度と引き締まった黒表現を可能にするため、Z970Nに比べて明部では電流を上げ、暗部では電流を下げて明暗で電流の差を拡大する改良が施された。「重低音立体音響システムZIS」はトップ・サイド・センターのスピーカーをすべて2wayとしたことでスピーカーを20個に増強。これらの追加点を除いての主要機能はZ970Nに準じる。2025年3月時点におけるレグザ内最大サイズの110V型のみとなる。
- Z970R（65V/75V/85V型・4K Mini LED液晶レグザ） - Z970N後継の4K UHDタイムシフトマシン搭載液晶フラッグシップモデル。パネルモジュールはMini LEDバックライトを高輝度ファインへ、液晶パネルを4K倍速広視野角へそれぞれ強化した「高輝度ファインMini LED液晶パネル」を採用。「重低音立体音響システムZIS」はサイドスピーカーが2Wayとなったことでスピーカーの数を13個に増強、音声実用最大出力合計値が150Wに向上された。有機ELモデルのX9900R同様に「AIシーン高画質PRO」・「アニメビューティPRO」・レグザリモコン・タイマー機能が改良され、「AI超解像PRO」・「スマートちょっとタイム」・「レグザAI快適リスニング」・「ダブルウィンドウ」・「親切ヘッドホン」を追加。リモコンによる音声認識機能は対話形式の「レグザAIボイスナビゲーター（2025年夏に実施されるソフトウェアアップデートにて利用可能）」となった。サイズラインナップは85V型が追加され、3サイズとなった。
- Z875R（55V/65V/75V/85V型・4K Mini LED液晶レグザ） -  Z870N後継の4K UHDタイムシフトマシン搭載液晶ハイグレードモデル。パネルモジュールはMini LEDバックライトを高輝度化するとともに、液晶パネルを広視野角対応にするとともに、低反射コートと広視野角ワイドアングルシートも施された「高輝度Mini LED液晶」を採用。映像エンジンはZ990Rと同じ「レグザエンジンZRα」となった。「重低音立体音響システムZ」はフロントスピーカーシステムを採用し、マルチアンプの音声実用最大出力合計値を70Wに向上。リモコンによる音声認識機能は対話形式の「レグザAIボイスナビゲーター（2025年夏に実施されるソフトウェアアップデートにて利用可能）」となり、「レグザAI快適リスニング」・「ダブルウィンドウ」・「親切ヘッドホン」を追加し、レグザリモコンとタイマー機能も改良された。サイズラインナップは85V型が追加され、4サイズとなった。
- Z870R（43V/50V型・4K Mini LED液晶レグザ） - 4K UHDタイムシフトマシン搭載液晶ハイグレードモデル。Z875Rから映像エンジンをZ870Nと同じ「レグザエンジンZR」へグレードダウンし、「重低音立体音響システムZ」はボトムスピーカーとなり、マルチアンプの音声実用最大出力合計値を50V型はZ870Nと同じ60Wに、43V型は50Wにダウンしたモデル。それ以外はZ875Rに準じる。サイズは43V型と50V型の2種類となり、後述するZ670Rの上級モデルとなる。
- Z770R（55V/65V/75V型・4K Mini LED液晶レグザ） - 4K UHD大画面液晶スタンダードモデル。Z970N同様にレグザリモコンとタイマー機能が改良され、「AI超解像」・「スマートちょっとタイム」・「レグザAI快適リスニング」・「親切ヘッドホン」が追加され、リモコンによる音声認識機能は対話形式の「レグザAIボイスナビゲーター（2025年夏に実施されるソフトウェアアップデートにて利用可能）」となった。それ以外の機能は85Z750Nに準じる。なお、サイズラインナップはZ770Lと同じ55V・65V・75Vの3サイズとなり、Z670Nの55V型以上のサイズを引き継ぐ形となる。
- Z670R（43V型/50V型） - Z670N（43V型/50V型）後継の4K UHD液晶スタンダードモデル。Z770R同様に「AI超解像」・「スマートちょっとタイム」・「レグザAI快適リスニング」・「親切ヘッドホン」が追加され、レグザリモコンとタイマー機能を改良。リモコンによる音声認識機能は対話形式の「レグザAIボイスナビゲーター（2025年夏に実施されるソフトウェアアップデートにて利用可能）」となった。
- E350N（85V型） - 4K UHD液晶エントリーモデル。「番組こねくと」が追加されている点を除いてはE350Mに準じる。また、E350Mにラインナップされていない85V型のみの大画面仕様となる。
- S25R（32V型/40V型） - S24後継の液晶エントリーモデル。32V型はハイビジョン、40V型はフルハイビジョンとなる。映像エンジンがV35Nと同じ「レグザエンジンHR」へ変更となり、「地デジ精細感復元」はノイズ抑制処理が追加された「地デジビューティ」へ強化。画質自動調整機能の「おまかせオートピクチャー」が搭載された。液晶パネルは全面直下型LEDパネルモジュールとなった。音響システムの「レグザパワーオーディオシステム」が搭載され、「おまかせサウンド」・「クリア音声」・「レグザ サウンドプロセスVIR」も搭載されたことで音質面を強化。ゲーミング機能では「オートゲームアジャスト」とALLM設定を搭載した。タイマー機能はS24で可能だったオフタイマーに加えてオンタイマーも可能となった。また、映像を解析してコンテンツのシーンに応じたバックライト制御と液晶パネルを適切に階調補正する技術の採用により、特に暗いシーンではバックライト輝度のコントロールと液晶パネル側の明るさ補正により高画質を保持しながらの省電力化が可能となった。

※映像エンジン：X9900R・Z970Rは「レグザエンジンZRα（2025）」、X8900R・Z990R・Z875RはレグザエンジンZRα（2024）」、Z770R・Z670Rは「レグザエンジンZR（2025）」、Z870R・E350Nは「レグザエンジンZR（2024）」、S25Rは「レグザエンジンHR」を搭載
※画質自動調整機能：X9900R・X8900R・Z990R・Z970R・Z875Rは「おまかせAIピクチャーPRO」、Z870R・Z770R・Z670R・E350Nは「おまかせAIピクチャー」、S25Rは「おまかせオートピクチャー」を搭載
※音響システム：X9900Rは「重低音立体音響システムXIS」、Z990R・Z970Rは「重低音立体音響システムZIS」、X8900Rは「重低音立体音響システムX」、Z875R・Z870R・Z770R・Z670Rは「重低音立体音響システムZ」、E350N・S25Rは「レグザパワーオーディオシステム」を搭載

## 関連商品
2010年から「レグザ」を冠した関連製品が登場している。

### レグザブルーレイ（レグザサーバー/レグザタイムシフトマシン）
従来、東芝製レコーダーは「VARDIA」という別ブランドで用いていたが2010年8月発売の3D対応ブルーレイプレーヤーから従来ブランド名を用いなかったBD/DVDプレーヤーを含めて「レグザ」にブランド名が統一された。なお、ブルーレイディスクドライブを搭載したRDシリーズは「レグザブルーレイ」が初である。その為、最初のモデルは自主生産ではなく船井電機からのOEM供給で発売した。その後2011年からは自主生産とOEM供給を併売して対応している。
また、従来のRDシリーズで録画された「HD Rec」のディスク再生もバージョンアップにより対応。さらに、他メーカーに先駆けてUSBハードディスクによる増設に対応した（USBハードディスク増設は品番が"RD-"の機種のみ対応）。
2011年秋冬モデルから品番が新しくなり、ブルーレイレコーダーは"DBR-"に、ブルーレイプレーヤーは"DBP-"にそれぞれ変更された。なお、4K/8Kチューナーを内蔵した東芝BDレコーダーは2021年10月まで発売されず・同年11月に国内大手メーカーで最後発となる「4Kチューナー内蔵レグザブルーレイ1号機（Z200/400/600シリーズ）」がようやく発売された（これまではBD非搭載モデルのD-4KWH209のみが生産され、2020年限りで販売終了）。HDMIケーブルの自社生産はしておらず、「4Kハイスピードに対応した市販品を別途購入する」よう指示されている。
全機種「同軸アンテナ線が1本付属」されているが径が細いため、取説では「付属アンテナ線は地デジ専用としてBDレコーダー・レグザ相互間の地デジアンテナ入出力端子をつなぐためだけに用い、BDレコーダーとレグザ相互間をつなぐBS・110度CSアンテナ線と・壁面アンテナコンセントと本機をつなぐアンテナ線およびBS/地デジ分波器については、4K/8K対応の市販品を別途用意する」よう指示されている（アンテナ線接続器具は「外れにくく外来ノイズや振動にも強い金属製のF型接栓またはプラグ」を推奨。アナログ時代の樹脂製アンテナプラグは外来ノイズや振動に弱く外れやすいため、画面や音声が途切れる場合あり。かつて自社生産されていた東芝ブランドのアンテナ・アンテナ線・アンテナプラグ・分波器・ブースター類は2016年限りで生産終了。旧東芝テクノネットワークのアンテナ事業は日本アンテナへ譲渡されたため、東芝ストアーではマスプロ電工・日本アンテナ・DXアンテナなどの他社製アンテナパーツを販売）。また、ヘッドホン端子は全機種非搭載なので、ヘッドホンはTV受像機やアンプなどを経由してつなぐ。
アナログAV入力端子は2021年秋冬以降発売モデル（4Kチューナー内蔵機種）より全廃され、従来型アナログ再生機器からのダビングはできなくなっている。また、シングルチューナーモデルの生産は2018年限りで終了となり、現行モデルは上位機種がトリプルチューナーを、下位機種がWチューナーをそれぞれ搭載している。光・同軸デジタル音声出力端子は2020年モデルを最後に全廃された。
320GBと500GB容量のHDD搭載機種とシングルチューナー機種は2020年までに生産終了となり、現行モデルは下位機種でもWチューナーおよび1TB容量HDDを搭載している。
4Kチューナー搭載モデルは「ACASチップ」を本体に内蔵しているためB-CASカード不要。4Kチューナー非搭載モデルに付属のB-CASカードはフルサイズではなく、切手およびSDカード大の「mini B-CASカード」であるため、カードの紛失・誤飲・損傷に十二分注意する必要がある。
4Kチューナー非搭載レコーダーは2024年限りで生産終了。現行モデルは4Kチューナー内蔵のDBR-4KZ200/4KZ400/4KZ600のみとなっており、録画機を業界で初めて「4Kチューナー内蔵機種へ一本化」させた。また再生専用モデル（BD/DVDプレーヤー）も2024年限りで生産終了となり、「従来型RCA端子を搭載したビジュアルレコーダー/プレーヤー生産から完全撤退」した。
- 2010年秋冬モデル - このモデルでは全機種「デジタル3波チューナーのみ搭載」となっており、大手BDレコーダーメーカーでは最も早く録画機より地上アナログチューナーを廃止した。そのため大手メーカーのBDレコーダーとしてはエントリーモデルは2012年現在でも最も安価な価格を実現している。
  - RD-X10 - 「VARDIA」のフラッグシップモデルであったRD-X9の後継機種。高精細技術の「XDE」に再構成型高解像技術が組み合わされ、超解像技術「レゾリューションプラスXDE」に進化。ブルーレイ3Dディスクに対応している。また、12倍録画に対応しており、大容量2TB HDDにより最大2,153時間にも及ぶ長時間録画を可能にした。RD-Styleで培った本格的な編集機能を備えると共に、「ネットdeダビングHD」も搭載。RD-X9/S304K/S1004Kとならハイビジョン映像を無劣化でダビングできる他、「i.LINKダビング」も過去に録り貯めたD-VHSからのダビングに対応しており、i.LINK経由で一旦HDDにダビングし、さらに本機でディスクにダビングさせることが可能。さらに容量の少ないAVC（MPEG4AVC）に変換するトランスコーダーも進化を遂げ、録画時間と同じ実時間かかっていたHDD内の変換時間が約半分の時間に高速化された「高速トランスコーダー」も備えた（2010年11月下旬発売）。
  - RD-BZ700/RD-BZ800 - こちらも高精細技術の「XDE」に再構成型高解像技術が組み合わされた超解像技術「レゾリューションプラスXDE」が搭載され、12倍録画に対応。高速トランスコーダーも備える。ダブルチューナー搭載で見たい番組が重なってもハイビジョン画質のまま2番組同時録画できる「ハイビジョンW録（ダブろく）」を搭載する。HDDの容量はBZ700は500GB、BZ800は1TB。また、ソフトウェアのバージョンアップにより、ブルーレイ3Dディスクの再生に対応する（2010年9月下旬発売）。
  - RD-BR600 - シングルチューナーモデル。HDDの容量は500GB。「ハイビジョンW録」など一部の機能が非搭載であるのを除いてはBZ700/BZ800と同一である（2010年10月中旬発売）。
  - D-BZ500 - ダブルチューナーを搭載しており「ハイビジョンW録」や8倍録画に対応するが余計な機能は搭載せず、シンプルな使い勝手を重視したモデルである。HDDの容量は320GB。このため、品番は従来の「ブルーレイVARDIA」と同じくD-から始まっている（2010年9月下旬発売）。
  - SD-BDT1 - ブルーレイ3Dディスクはもちろん、DVDやAVCREC/AVCHD方式で記録されたディスクの再生にも対応するブルーレイプレーヤー。なお、東芝製では初めて、プレーヤーにブランド名がついた製品でもある（2010年8月下旬発売）。
  - SD-BD2 - 横幅360mmのコンパクトサイズを実現したブルーレイプレーヤー（ブルーレイ3Dディスク再生非対応）。SD-BDT1と同様に、AVCREC/AVCHD方式で記録されたディスクも再生可能（2010年11月上旬発売）。
- 2011年春夏モデル
  - RD-BZ710/BZ810 - 「フルハイビジョン長時間W録」ができるダブルチューナーモデル。前機種（BZ700/BZ800）から対応している外付けUSBハードディスクの対応容量が1台につき最大4TBまでにアップ。また、HDD内でAVC変換する高速トランスコードも性能を上げ最大3倍速になった。使い勝手もさらによくなっており、ブルーレイディスクにダビングしたタイトルをHDDへ高速ムーブする「録画番組書き戻し機能」、2番組同時に「マジックチャプター（本編と本編以外を自動でチャプター分割する機能）」ができる「Wマジックチャプター」を新たに搭載したほか、動作制限も緩和され、HDDへ2番組同時録画中でもブルーレイディスクの再生ができたり、HDDからブルーレイディスクへの高速ダビング中でもHDDに録画した別の番組の再生もできる。前機種と同様に、500GB HDD搭載のBZ710と1TB HDD搭載のBZ810の2機種をラインナップする（2011年5月下旬発売）。
  - RD-BR610 - シングルチューナーモデル。「フルハイビジョン長時間W録」や「Wマジックチャプター」などの一部機能が搭載されていない点を除いてはBZ710と同等（2011年5月下旬発売）。
  - D-BW500 - ブルーレイ+HDD+VHSの3in1モデル。撮りためたVHSテープをHDD・DVD・ブルーレイディスクにダビングできるほか、HDD・DVD・ブルーレイディスクからVHSへの逆方向ダビングも可能。基本機能はD-BZ500と同等で、HDD容量は320GBである（2011年2月発売）。
  - D-BZ510 - BZ500後継のシンプルモデル。従来機種（D-BZ500）より、厚さは6mm、奥行は突起物込みで33mm縮小され、薄型・コンパクト設計となった。また、後述の「レグザハイビジョンレコーダー」に付属されている子リモコン「シンプルリモコン」を付属品として追加した（2011年4月下旬発売）。
  - SD-BD3 - BD2後継のシンプルBDプレーヤー。従来機種（SD-BD2）より厚さを11.5mm縮小し薄型設計となる。また、USBメモリに記録されたJPEG・MP3を再生できるUSBメモリ端子を新設した（2011年5月中旬発売）。
- 2011年秋冬モデル
  - DBR-M180/M190 - X10に替わるシリーズ最高峰のフラッグシップモデル。「レグザサーバー」の名称を冠し、液晶テレビ「レグザ」ZG2シリーズと同じ機能・操作性を備える「タイムシフトマシン」を搭載。専用の地上デジタルチューナー6基を備えており、最大6チャンネル分の番組をM180は最大8日分、M190は最大15日分を一時保管することが可能で、放送時間に縛られることなく、好きな時間に番組を視聴することができ、気に入った番組は通常録画用の内蔵HDDもしくは外付けUSB HDDにダビングし、ディスクへ保存することができる。また、本機で録画した番組を別の場所の液晶テレビ「レグザ」や携帯電話・タブレット端末でも視聴できる「レグザリンク・シェア（一部機能は今後提供されるバージョンアップが必要）」やDLNAに対応したことでパソコンに保存した音楽データをレグザブルーレイで再生できる。また、M190には無線LANも搭載している。HDD容量も大きく、M180は合計2.5TB（通常録画用500GB+タイムシフトマシン録画用2TB）、M190は合計5TB（通常録画用1TB+タイムシフトマシン録画用4TB）搭載されており、タイムシフトマシン録画とW録とスカパー!HD録画は同時に使用可能なため、最大9チャンネルの同時録画も可能。外付けUSB HDDによる通常録画用のHDDを増設する事が可能。タイムシフトマシン録画用のHDDは増設出来ない。さらに、液晶テレビ「レグザ」の上位機種に搭載されている映像処理エンジン「レグザエンジンCEVO」も搭載されたことで、超解像技術「レゾリューションプラス6」を制御し、高画質再生を実現するとともに、並外れた高い処理能力により録画機能の向上や多彩な機能も持つようになり、アクトビラやひかりTVなどの6種類のブローバンド放送の再生対応、同じ「レグザエンジンCEVO」を備える液晶テレビZ3/ZP3/X3シリーズと組み合わせることで機能を分担し、さらなる高品位映像を再現できる「レグザコンビネーション高画質」も備える（2011年12月中旬発売）。
  - DBR-Z150/Z160 - BZ710/BZ810後継のダブルチューナー搭載ハイスペックモデル。HDD容量を倍増（500GB→1TB、1TB→2TB）。「レグザリンク・シェア」に対応（一部機能は今後提供されるバージョンアップが必要）するとともに、「瞬速起動」を搭載し従来機種で不評だった電源ONからの起動待ち時間を改善。さらに、基本操作のみに特化した「シンプルリモコン」を新たに同梱した（2011年10月20日発売）。
  - DBR-Z110 - BZ510後継のダブルチューナーモデル。基本操作に絞った「シンプルリモコン」も引き続き同梱されている。新たに「瞬速起動」を搭載した（2011年10月下旬発売）。
  - DBR-C100 - 新たに設定されたシングルチューナー搭載のシンプルモデル。徹底的にシンプルにこだわり、録画モードは放送波を生かした「DRモード」のみ、ディスクへのダビングは容量が大きく、フォーマットを選ぶ必要がないブルーレイディスクのみ（DVD・音楽CDの再生は可能）、接続の時に迷わないように、背面の端子類はHDMI出力端子や映像・音声出力端子など必要最低限にとどめ、外部入力端子をすべて省略（AVCHDカメラを取り込むための前面USB端子は搭載）、時間やチャンネル等の情報表示に必要な本体前面の表示管をなくし（主な動作状態は本体上面のインジケーターで確認可能）、容量320GBの内蔵HDDは低消費電力でコンパクト設計の2.5インチハードディスクを用いることで幅360mm×奥行199mm（突起物を含まず）×高さ50mmと更なるコンパクト化を実現。これにより、店頭で購入後気軽に持ち帰れるほか、高い省電力性能（動作時消費電力17W、待機時消費電力0.2W）も実現している。さらに、シンプルモデルでは非対応となっていた外付けUSB HDDの増設に対応し、「瞬速起動」も搭載された（2011年11月中旬発売）。
  - DBP-T200 - BDT1後継の3D対応BDプレーヤー。従来搭載されていた映像・音声アナログ出力端子をなくし、デジタル音声同軸出力・HDMI出力・LAN・USB端子の4種類のみに絞ったことで、従来よりもシンプルに接続できるようになった（2011年12月15日発売）。
  - DBP-S100 - BD3後継のシンプルBDプレーヤー。T200同様に、映像・音声アナログ出力端子をなくし、HDMI出力などの4種類のみに絞ったことで、従来よりもシンプルに接続できるようになった（2011年12月15日発売）。
- 2012年春夏モデル
  - DBR-Z250/Z260 - Z150/Z160後継のダブルチューナー搭載ハイスペックモデル。Z150/Z160に比べ、奥行126mm、高さ33mm短縮して大幅にコンパクト化され、ディスクドライブはディスクイン方式となった（2012年8月上旬発売）。
  - D-BR1 - ブルーレイディスクプレーヤーライター。ブルーレイ3D対応のBDプレーヤーとしての用途はもちろんのこと、書き込み型ドライブの搭載により、「レグザリンク・ダビング」対応のレグザ内蔵HDDやAVCHDビデオカメラからブルーレイディスク・DVDへダビングすることが可能。録画モードは「標準」「3時間モード」「4時間モード」「6時間モード」の4種類だけであり、「ぴったりダビング」対応テレビやAVCHDビデオカメラと接続した場合、「標準」は入りきらない場合にディスク1枚に収まるように記録レートに自動選択する「オート」に切り替わる。「ネットdeダビングHD」に対応した東芝製ハイビジョンレコーダーからのダビングも可能。スロットイン方式のドライブを採用するためコンパクト設計となっている（2012年1月27日発売）。
- 2012年秋冬モデル
  - DBR-T350/T360 - レグザブルーレイ初のトリプルチューナー搭載モデル。予約録画なら3番組同時録画ができ、さらに、スカパー!プレミアムサービスLink（旧：スカパー!HD録画）に対応したチューナーを接続することでスカパー!プレミアムサービスとの同時録画も可能である。外付けUSB HDDは市販のUSBハブを利用して最大4台まで同時接続できるようになり、1台につき4TB、最大16TBまで増設できるようになり、外付けUSB HDDから直接ブルーレイディスクにダビングできるようになった。新GUIを採用して操作画面を一新し、スタートメニューは「通常モード」と基本操作に特化した「簡単モード」を切り替えることが可能である。リモコンは新型となり、USBのダイレクトボタンを新設する代わりに10キーの操作切換やフタなどを廃止、テーブルに置いたままでの操作もしやすい逆楔形となった。徹底的なエコ設計によりエコマーク認定を取得している（2012年11月9日発売）。
  - DBR-Z310/Z320 - T350/T360をベースにしたダブルチューナーモデル。チューナーの数とHDD容量が異なる（Z310:500GB、Z320:1TB）点以外はT350/T360と同等である（2012年11月9日発売）。
- 2013年春夏モデル
  - DBR-M490 - M190後継のフラッグシップモデル「レグザサーバー」。「タイムシフトマシン」に改良を加え、6つの専用チューナーの内の3つをBS・110度CSデジタルに対応した3波チューナーに変更。また、「タイムシフトマシン」で録画した膨大な番組の中から「ざんまいボタン」を押すだけでレコーダーが自動で検索し、ユーザーにおすすめ番組をリストアップしてくれる「ざんまいプレイ」も新たに搭載された。さらに、M190では不可だった外付けUSB HDDの「タイムシフトマシン」への増設ができるようになり、最大2チャンネルまでを外付けUSB HDDへ割り振ることで1チャンネルあたりの録画時間を拡大することができるようになった。通常録画用チューナーは3つに増やしたことで予約録画なら3番組同時録画ができるほか、チューナーは最大2つまで、HDD容量は250GB・500GB・750GBのいずれかをそれぞれ「タイムシフトマシン」へ割り当てることができるようになった。なお、タイムシフトマシン（タイムシフトマシン用6チューナー+通常録画用2チューナー）・通常録画・スカパー!プレミアムサービスLinkは同時に使用可能なため、最大で10番組同時録画を実現させた。さらに、待機時の消費電力を抑える省エネモードが搭載された（2013年6月発売）。
  - DBP-R500 - D-BR1後継のブルーレイディスクプレーヤーライター。BDXLやブルーレイディスク3D再生に対応したほか、ディスク記録時に設定した時間に等間隔でチャプターを自動作成する「チャプター自動作成」機能を追加した（2013年6月発売）。
  - DBP-S300 - S100後継のシンプルBDプレーヤー。新たに「ネットアプリ」を搭載し、インターネットと接続することでYouTubeやHuluの動画やコンテンツの視聴ができるようになり、また、録画対応レグザやレグザブルーレイで録画した番組を別の部屋で視聴できる「レグザリンク・シェア」に対応（別売りの無線LANアダプターを使うことで無線LANによる接続にも対応）。リモコンの電源ボタンのみで素早く起動できる「高速起動モード」も搭載した（2013年2月発売）。
- 2013年秋冬モデル - 以下のモデルは新たに「タイムシフトマシン」を搭載したため、既存のDBR-M490と同じく「レグザサーバー」を名乗る。
  - DBR-T450/T460 - T350/T360後継のトリプルチューナーモデル。内蔵HDD容量はT450は1TB、T460は2TB。新たに搭載された「タイムシフトマシン」は最大3チャンネルまで設定ができ、BS・110度CSデジタル放送も設定可能（例えば、WOWOWが提供している「WOWOWプライム」・「WOWOWライブ」・「WOWOWシネマ」をそれぞれ設定して、3チャンネルすべてまるごと録画することも可能）。一度設定しておけば、T450は最大7.5日分、T460は最大15日分一時保存することができ、気に入った番組は自動削除される前に通常録画用の内蔵HDD、外付けUSB HDD、BD・DVDへダビングすることができ、最大10番組まで指定できるダビング予約機能も備える。さらに、「タイムシフトマシン」で一時保存された膨大な番組の中から「ざんまいプレイ」ボタンを押すだけでレコーダーが検索し、ユーザーに番組をリストアップしてくれる「ざんまいプレイ」も搭載する。また、タイムシフトマシン用と通常録画用のHDDの割合を5段階で可変することができ、内蔵HDDをすべて通常録画用に割り当てることもできる。このほか、外付けUSB HDDの「タイムシフトマシン」への増設にも対応しており、1チャンネル分を外付けUSB HDDに割り振ることで丸ごと録画できる日数を増やすことができる。また、3チューナーをすべて通常録画用に設定することで3番組同時録画も可能で、3番組すべてを長時間モードに設定したり、自動でチャプターを作成する「マジックチャプター」を録画する3番組すべてに設定することが可能。また、通常録画時には登録したジャンルやキーワードから対象となる番組を自動的に検索して自動録画する「おまかせ自動録画」も備える。外付けUSB HDDでの3番組同時録画や「おまかせ自動録画」の保存先指定ができるようになり、内蔵ハードディスクへの負担を軽減することができる（2013年10月下旬発売）。
  - D-M470 - ブルーディスクドライブを無くしたことで、幅361mm×奥行217mm（突起部含む）×高さ50mmのコンパクト設計でより手軽に「タイムシフトマシン」が利用できる「レグザサーバー」のコンパクトモデル。内蔵HDD容量は2TB。地上デジタルチューナーを6基搭載しており、地上デジタル6チャンネル分を最大7.5日間分一時保存することができ、気に入った番組は自動削除される前に通常録画用の内蔵HDDか外付けUSB HDDにダビングすることができる。T450/T460同様にダビング予約や「ざんまいプレイ」も搭載されている。タイムシフトマシン用と通常録画用のHDDの割合を4段階で可変できるほか、外付けUSB HDDの「タイムシフトマシン」への増設にも対応しており、2チャンネル分を外付けUSB HDDに割り振ることで丸ごと録画できる日数を増やすことができる。また、タイムシフトマシン専用地上デジタルチューナーと別に地上・BS・110度CSデジタルチューナーも内蔵しており、このチューナーは通常録画用とタイムシフトマシン用を切り替えることができ、タイムシフトマシン用に設定した場合、BS・110度CSデジタル放送も1チャンネル分をタイムシフト録画することができる（2013年10月下旬発売）。
- 2014年春夏モデル
  - D-M430 - 既存のD-M470からタイムシフトマシン・通常録画兼用チューナーを省いてタイムシフトマシン専用地上デジタルチューナー6基のみとし、内蔵HDD容量も1TBに半減した「レグザサーバー」のコンパクト&シンプルタイプ。内蔵HDDのうちの875GBはタイムシフトマシン用に割り当てられており、地上デジタル6チャンネル分を最大3.5日間分一時保管することができる（ゴールデンタイムを含めた6時間だけに指定することも可能）。残りの125GBは保存領域に割り当てられているため、気に入った番組は自動削除される前に内蔵HDDの保存領域に移すか、保存用として増設した外付けUSB HDDに保存することができる。また、外付けUSB HDDの「タイムシフトマシン」への増設にも対応しており、3チャンネル分を外付けUSB HDDに割り振ることでまるごと録画できる日数を増やすことができる。「ざんまいプレイ」も搭載。なお、本モデルは前述のとおり、通常録画用チューナーを省いてタイムシフトマシン専用に特化したHDDレコーダーのため、既存の録画環境（外付けUSB HDD録画対応テレビやブルーレイディスクレコーダーなど）に「タイムシフトマシン」を導入可能なエントリーモデルの位置づけとなる（2014年2月発売）。
  - DBP-S450 - S300後継のネットワーク機能対応BDプレーヤー。「レグザリンク・シェア」は「タイムシフトマシン」対応の「レグザ」や「レグザサーバー」で録画した番組を本機のリモコンにある「タイムシフト」ボタンで過去番組表を呼び出すことができる過去番組表形式表示に対応。ブロードバンド放送はYouTubeのみとなり、Huluは非対応となった（2014年5月30日発売）。
  - DBP-S400 - S450から「レグザリンク・シェア」やYouTube再生といったネットワーク関連機能を省いてBDプレーヤーの基本機能に特化し、横幅は270mmとS450よりもさらにコンパクトになったシンプルBDプレーヤー（2014年5月23日発売）。
- 2014年秋冬モデル - 本機以降モデルよりアナログAV入出力端子は全廃され、TV受像機とはHDMIケーブルでしか繋げなくなっている（BDレコーダー国内大手ではソニー・パナソニック・シャープに次いで4番目の実施。従来型アナログTV受像機における外付けデジタルチューナーとしては使えず、さらに普及モデルはビデオデッキなど従来型アナログ再生機器からのダビングも不可。上位モデルはアナログAV入力端子を1系統搭載）。
  - DBR-T550/T560 - T450/T460後継の「タイムシフトマシン」搭載トリプルチューナーモデル。内蔵HDDはT550は1TB、T560は2TB。「タイムシフトマシン」は改良を施し、3チューナー全てをタイムシフト録画に割り当てても、タイムシフト録画の設定時間外では番組表から予約録画を行うことで通常録画が可能となった。「ざんまいプレイ」も改良され、液晶テレビ「レグザ」J10X/Z10XやDMP再生に対応したレコーダーへの配信に対応したことで、別室からでも「ざんまいプレイ」が利用できるようになった。さらに、他のレグザサーバーやZ7シリーズ以降の「タイムシフトマシン」対応レグザとHDMI+LAN接続することで他の機器の過去番組表を統合して1つの画面に表示できる「タイムシフトリンク」に対応した。そのほか、LANケーブル経由で接続して外部機器の録画ができる「ネットdeレック」はこれまでの「スカパー!プレミアムサービスLink」に加え、CATVのセットトップボックスとの接続でCATVの番組を録画できるCATV LAN録画にも対応。無線LANルーターを用意し、DiXiMプレーヤーをインストールしたスマートフォンやタブレットまたは「TVコネクトスイート」をインストールした「dynabook」や「dynabook tab」とレコーダーをペアリング（登録）し、インターネット経由でレコーダーにアクセスすることで外出先や宅内の別の部屋からでも録画した番組を再生できるだけでなく、宅内で事前にスマートフォンやタブレットへ録画番組をダビングして持ち出すこともできる「おでかけいつでも視聴」も搭載した。新世代コンテンツ保護技術SeeQVault（シーキューボルト）にも対応したことで、同じSeeQVault対応の外付けUSB HDDなら、将来同じメーカーのレコーダーに買い替えてもUSBをつなぎかえるだけで再生ができ、バックアップ作業も容易になる。また、SeeQVault対応のmicroSDHCカードにも対応しており、SDカード変換アダプタを用いて記録することで画質を落とさずに持ち出して対応の機器で再生可能である。さらに、ドライブ状態・チューナー受信状態・ネット接続状態・USB機器の接続状況などをチェックし、対処方法まで表示する自己診断モードも新たに搭載。既採用の「瞬速起動」も改良し、リモコンからの電源ボタンによる起動に加え、「番組表」や「タイムシフト」などの機能ボタンからダイレクトに操作画面をすばやく起動できるようになった（2014年11月中旬発売）。
  - DBR-Z510/Z520 - Z410/Z420後継のダブルチューナーモデル。内蔵HDDはZ510は500GB、Z520は1TB。T550/T560同様に、「ネットdeレック」はCATV LAN録画に対応し、SeeQVaultにも対応（Z510/Z520では外付けUSB HDDのみで、SDカードスロットがない関係でmicroSDHCカードは非対応）。「おでかけいつでも視聴」、機能ボタンからのダイレクト機動に対応した「瞬速起動」や自己診断モードも搭載した（2014年10月24日発売）。
- 2015年春夏モデル
  - DBR-M590 - M490後継の「タイムシフトマシン」搭載フラッグシップモデル「レグザサーバー」。タイムシフト録画用チューナー6つがすべて地上・BS・110度CSデジタルチューナーとなり、さらに、通常録画用チューナー3つ全てをタイムシフト録画用に割り当てることも可能となった為、最大9チャンネル分のタイムシフト録画が可能となった（WOWOWやスカパー!などの有料放送は1枚のB-CASカードにつき3つまで選択可能）。また、内蔵ハードディスクの容量を6TBに増量。M490同様にタイムシフト録画用と通常録画用の割り当てが変更できるが、可変幅が500GB・1TB・1.5TB・1.75TBとなり、タイムシフト録画用を最大5.75TBまで増量できるようになった。タイムシフトマシンの外付けUSBハードディスク増設もM490の1基（2チャンネル分）から2基（4チャンネル分）に増やしたことで、まるごと録画日数にアップに加え、内蔵ハードディスクに保存用領域（1TB）を確保できるようになった。タイムシフトマシン設定も改良し、設定する有効時間を曜日・時間帯（1時間刻み）で細かく視覚的に明瞭化するとともに、録画可能日数をタイムシフト録画中でも確認できるようになった。さらに、「タイムシフトマシン」対応の「レグザ（Z7/Z8/Z9X/Z10Xシリーズ）」や他の「レグザサーバー」と接続することでまるごと録画できるチャンネル数が増やせる「タイムシフトマシン連携」やLAN接続することで最大18チャンネル分（1画面に表示できるのは12チャンネル分まで）を1つの画面で表示できる「タイムシフトリンク」に対応した（なお、「レグザ」Z10Xシリーズと接続した場合はテレビ側でも「タイムシフトリンク」が利用できるほか、「レグザ」J10X・J10シリーズでは本機でタイムシフト録画した番組をテレビ側で表示・操作できる）。なお、タイムシフト録画中も、録画番組やブルーレイディスクの再生、「おでかけいつでも視聴」、レグザリンク・シェア、編集作業、ディスクへの書き込みが可能で、マルチタスク性能にも優れる。「ざんまいプレイ」は「レグザ（Z10X/J10X/J10シリーズ）」やDMP再生に対応したレコーダーへ配信できる「ざんまいプレイリスト」配信に対応し、「ほかにもこんな番組」機能は表示領域が拡大したことでサムネイル画像や文字が大きくなった。また、2014年秋冬モデルで搭載された「おでかけいつでも視聴」を本機種にも搭載したほか、SeeQVaultに対応したことで、バックアップや引っ越し用に本機でダビングしたSeeQVault対応の外付けUSB HDDを2014年秋冬モデルの「レグザブルーレイ」で再生できるようになった（2015年2月27日発売）。
- 2015年秋冬モデル
  - DBR-T670 - T550/T560後継の「タイムシフトマシン」搭載トリプルチューナーモデル「レグザサーバー」。内蔵HDD容量は3TBに増量し、タイムシフトマシン用を最大2625GBまで割り当てることができるようになった。また、これまでの過去番組表に加え、番組内容のサムネイル画像も同時に表示する「ビジュアル過去番組表」を追加したほか、「まとめて保存予約」も改良され、T550/T560の10件から50件に大幅アップし、「未来番組表」からも50件の予約ができるようになったことで、連続ドラマなど毎日或いは毎週放送されている番組を過去番組表と予約番組表両方で保存予約を取ると、過去から未来の同番組を一括して保存予約できるようになった。また、タイムシフトマシン設定はフラッグシップモデルのDBR-M590同様に有効時間を各曜日・1時間単位で細かく設定でき、メンテナンス時間や設定の有無をブロックごとに色分けすることで視覚的に明瞭化したほか、タイムシフト録画中でも設定内容や録画可能日数を確認できるようになった。「ざんまいプレイ」に関しても表示速度を向上し、画面を見やすくしたほか、タイムシフト録画番組に加え、通常録画した番組や「おまかせ自動録画」で録画した番組にも「ざんまいプレイ」ができるようになった。「おまかせ自動録画」自体も改良し、キーワードやジャンル指定に加え、番組の長さやチャンネルの指定ができるようになり、時間帯の設定も視覚的に見やすく表示するように改良した。チャプター編集についても1フレーム後でもチャプター分割が可能となり、操作レスポンスや画面スピードの表示が速くなった。「おでかけいつでも視聴」も同様の機能を持ったブルーレイディスクレコーダーで初めて、「追っかけ再生」のように録画完了前から視聴が可能となり、操作画面が黒基調に一新して表示速度や操作レスポンスを向上し、初期設定画面は図解入りに変更。LEDランプは映画など部屋を暗くして視聴する場合に消灯できるシアターモード対応となり、SeeQVault対応USB HDDへのバックアップについても、これまでの全番組バックアップに加え、バックアップしていない番組を追加でまるごとバックアップする差分バックアップ機能を追加。無線LANも新たに内蔵し、録画した番組をスマートフォンにかざすだけで転送できるTransferJetアダプタにも対応した（2015年11月下旬発売）。
  - DBR-T650/T660 - T550/T560から「タイムシフトマシン」を省いたトリプルチューナーモデル（「タイムシフトマシン」非搭載のトリプルチューナーモデルは3世代前のT350/T360以来となる）。内蔵HDD容量はT650は1TB、T660は2TB。「タイムシフトマシン」及び「タイムシフトマシン」に関連した機能や、ビジュアル過去番組表なし、TransferJetアダプタ非対応である点以外はT670と同等である。その為、T650/T660にも無線LANが内蔵され、通常録画や「おまかせ自動録画」した番組からレコーダーがピックアップしてくれる「ざんまいプレイ」が新たに搭載された（2015年11月上旬発売）。
  - DBR-Z610/Z620 - Z510/Z520後継のダブルチューナーモデル。内蔵HDD容量はZ610は500GB、Z620は1TB。チューナー数の違い以外はT650/T660とほぼ同等の機能を備えているため、「ざんまいプレイ」がZ610/Z620にも搭載され、Z620には無線LANを新たに内蔵した（Z610は従来通りオプション対応）（2015年11月上旬発売）。
  - DBP-S600 - S450後継のブルーレイディスクプレーヤー。「レグザリンク・シェア」は機能を強化し、「ざんまいプレイ」に対応したテレビやレコーダーで分類された番組や、「おまかせプレイ」対応のレコーダーで録画した番組をホームネットワーク経由でプレーヤーにつないだ別室のテレビで見ることができるようになり、リモコンに「ざんまいプレイ」で分類した番組を呼び出すための「ざんまい」ボタンを追加した（2015年11月中旬発売）。
- 2016年秋冬モデル
  - DBR-T1007/T2007 - T650/T660後継のトリプルチューナーモデル。内蔵HDD容量はT1007は1TB、T2007は2TB。「時短で見る」機能を新たに搭載し、通常再生に加え、レコーダーが自動でチャプターを選択し短縮して再生する「らく見」、「らく見」を約1.3倍速で再生する「らく早見」、「らく見」での再生部分を20分割し、15秒再生するごとに次の分割までスキップする「飛ばし見」の3種類の時短再生コースがあり、リモコンの「時短」ボタンを押すことで起動する「時短で見る」画面で録画番組ごとに各再生コースでの再生時間が一覧表示されるため、番組や空き時間に合わせて再生コースを選択することができる。「おまかせ録画」は改良を行い、インターネットへの接続不要で項目が毎日更新される「人物リスト」が加わり、「人物リスト」から人物を選択するだけで、選択した人物が出演する番組を自動録画することが可能となり、2番組同時まで「おまかせ自動録画」を作動させることが可能となった。ダビング機能の「おまかせダビング」も改良し、「サブメニュー」ボタンから「ダビング」へ進み「おまかせダビング」を選択するだけで、レコーダーが本編部分をつなぎ合わせて、ディスクやSeeQVault対応microSDメモリーカードへのダビングや、スマートフォンなどの持ち出し用へ変換することが可能となり、プレイリストを作成してからダビングをする操作手順を省略化。「おでかけいつでも視聴」は録画予約時に「SeeQVault対応SDカード転送」を設定することで、録画終了後の電源オフ時に自動で転送をすることが可能となった。編集機能も強化され、BDAVフォーマットディスク上でもチャプターの分割や統合、番組名の変更が可能となった。そのほか、ブルーレイディスク映像の4Kアップコンバート出力に対応した。なお、本機以降はトリプルチューナーの上位機種も光デジタル出力端子を廃止している（2016年11月16日発売）。
  - DBR-W507/W1007 - Z610/Z620後継のダブルチューナーモデル。ダブルチューナーで「おまかせ自動録画」が1番組のみ、SeeQVault対応SDメモリカードスロット非搭載、W507が無線LAN非搭載（別売りのアダプター対応）となる点を除き、主要機能はT1007/T2007と同じである（2016年11月16日発売）。
  - DBR-E507 - 2011年秋冬モデルのC100以来となるシングルチューナーモデル。内蔵HDD容量は500GB。チューナー数が異なる点を除き、基本機能はW507と同じである。なお、限定生産モデルで取扱店舗が限られているため、「レグザブルーレイ」の公式サイトでは紹介されていないが、専用のカタログが用意されている（2016年12月下旬発売）。
- 2017年春夏モデル
  - DBR-M3007/M1007 - M590後継の「タイムシフトマシン」対応モデル「レグザサーバー」。内蔵HDD容量は、M1007は2014年秋冬モデルのT550以来となる1TB、M3007は3TB。新たに地上デジタル専用チューナーを追加して7チューナーとなり、このうち4つ（地上デジタル専用チューナー1つを含む）は「タイムシフトマシン」専用、残りの3つは通常録画・タイムシフトマシン兼用で個別にタイムシフト録画・通常録画を選択することができるため、最大で7チャンネル分（BS・110度CSデジタルは6チャンネルまで）のタイムシフト録画が可能。また、「レグザサーバー」の独自機能として、タイムシフト録画した番組を保存する際に、本編部分を内蔵ハードディスクの保存領域や外付けハードディスク、ブルーレイディスクへのダビングや、スマートフォンなどの持ち出し用に変換可能な「おまかせ保存」を新たに搭載。また、2016年秋冬モデル（後述する追加モデルのT3007/W2007を含む）に搭載されている「らく見/らく早見/飛ばし見」機能、新「おまかせダビング」、「人物リスト」も搭載された（2017年3月中旬発売）。
  - DBR-T3007 - トリプルチューナーモデル（T-7系）の追加モデルで、内蔵HDD容量を3TBとした機種（2017年3月下旬発売）。
  - DBR-W2007 - ダブルチューナーモデル（W-7系）の追加モデルで、内蔵HDD容量を2TBとした機種（2017年3月下旬発売）。
- 2017年秋冬モデル
  - DBR-E1007 - 限定生産のシングルチューナーモデル（E-7系）の追加モデルで、内蔵HDD容量を1TBとした機種（2017年12月下旬発売）。
- 2018年春夏モデル
  - DBR-M2008/M4008 - M-7系の後継モデルで、本モデルから「レグザサーバー」から「レグザタイムシフトマシン」へ改名。HDD容量が増量され、M2008は2014年秋冬モデルのT560以来となる2TB、M4008は4TBとなる。タイムシフトマシン専用エンジン「R-2（レグザレコーディングシステム）」の搭載により、タイムシフトマシン録画と同時に録画番組の再生、レグザリンク・シェア、編集作業、ディスクの書き込みなどのマルチタスクが可能となった。番組の説明とシーン画像を表示する「ビジュアル過去番組表」はデザインが刷新され、ジャンル表現の色分けや録画状況（一部または全部が未録画）を明瞭化し、チャンネル番号順への並べ替えが可能となった。「タイムシフトマシン設定」では、時間帯の設定において従来からの手動設定（時間を手動で選ぶ）に加え、あらかじめプリセットされた6つの時間帯のタイプが設けられた。スマートフォンとの連携機能「スマホdeレグザ」は本モデル用にカスタマイズされ、タイムシフトマシンの録画モードに新たに設けられた「スマホ高画質」又は「スマホ長時間画質」に設定（5〜7（通常録画/タイムシフトマシン兼用チューナー）で「スマホ高画質」又は「スマホ長時間画質」を設定した場合、7つ目のチャンネルが通常録画用に固定されるため、タイムシフトマシン録画は6チャンネルまでとなる）することで保存や変換なしでスマートフォンへの番組持ち出しが可能となった。なお、2019年6月末までに使用し、アクティベーションを済ませることで「DiXiM Play」のアプリライセンスキーが期限なしで無償提供される購入特典が付与されている。また、「レグザブルーレイ」での改良点も踏襲されており、「らく見」や「らく早見」再生中の自動スキップ時は「時短中」マークを表示する、「録画リスト」は全てのリストの切り替えが1画面上に、選択した番組名の表示はスクロールから2行ポップアップに変更するなど改善され、「RD-Style」で採用されていたプレイリスト編集をサムネイル選択方式に変更し、ダビングまで一画面上で完了できるように改良の上復刻され、ファイナライズ済みのDVD-RWでもファイナライズを自動解除して追記ダビングすることが可能（追記ダビング後のファイナライズは必要に応じて行う）となり、内蔵の無線LANは11acにも対応。さらに、1080/24pで記録された市販のブルーレイディスクに限り、4Kアップコンバート出力にも対応した（2018年6月下旬発売）。
  - DBR-T1008/T2008/T3008 - T-7系後継のトリプルチューナーモデル。内蔵HDD容量はT1008は1TB、T2008は2TB、T3008は3TB。タイムシフトマシンが非搭載となる点以外の改良点は「レグザタイムシフトマシン」のM-8系に準じている（2018年3月中旬発売）。
  - DBR-W508/W1008/W2008 - W-7系後継のダブルチューナーモデル。内蔵HDD容量はW508は500GB、W1008は1TB、W2008は2TB。W508に無線LANが搭載されていない点を除き、改良点はトリプルチューナーモデルのT-8系に準じている（2018年3月下旬発売）。
- 2019年春夏モデル
  - DBR-M3009 - M2008後継の「レグザタイムシフトマシン」。内蔵HDD容量は2017年春夏モデルのM3007以来となる3TB。なお、主要機能はM-8系に準じる（2019年4月下旬発売）。
  - DBR-W509/W1009/W2009 - W-8系後継のダブルチューナーモデル。内蔵HDD容量はW509は500GB、W1009は1TB、W2009は2TB。主要機能はW-8系に準じる（2019年6月上旬発売）。
  - DBP-S500 - S400後継のブルーレイディスクプレーヤー。本体の横幅がS400から10mm短くなり260mmに。リモコンはボタンの配置が見直され、主要機能のボタンが蓄光タイプとなった（2019年4月発売）。
- 2019年秋冬モデル
  - DBR-UT109/UT209/UT309 - トリプルチューナーモデル。UT109以外はT-8系後継。内蔵HDD容量はUT109は1TB、UT209は2TB、UT309は3TB。「レグザブルーレイ」で初めてUltra HD Blu-rayの再生に対応するとともに、「レグザ」のHDR対応4K UHDモデルとプレミアムハイスピードHDMIケーブルで接続することで、Ultra HD Blu-rayの映像情報を「レグザ」の高画質処理に最適化させる「レグザ4K高画質リンク」にも対応。アナログ入力端子が廃止された。これら改良点以外の主要機能はT-8系に準じる（UT109とUT209は2019年11月下旬、UT309は2019年12月中旬発売）。
- 2020年モデル
  - DBR-T1009 - T1008後継のトリプルチューナーモデル。内蔵HDD容量は1TB。主要機能はT1008に準じる（2020年2月下旬発売）。
  - D-M210 - 2013年秋冬モデルのD-M470や2014年春夏モデルのD-M430以来となるタイムシフトマシン特化型ハードディスクレコーダー。本機種では「レグザタイムシフトマシンハードディスク」を名乗る。内蔵HDD容量は2TB。チューナーはタイムシフトマシン専用4基（うち1基は地上デジタル専用、残りは地上/BS・110度CSデジタル）、通常録画/タイムシフトマシン兼用2基（全て地上/BS・110度CSデジタル）を搭載しており、兼用チューナー2基を全てタイムシフトマシンに割り当て、タイムシフトマシン用の保存領域を最大容量の1750GBに設定した場合、6チャンネル（うち5チャンネルはBS・110度CSデジタルの設定が可能）を最大約7日間分録画が可能である。「タイムシフトリンク」に対応しており、同機能対応のレグザとLAN接続することでテレビ側の「タイムシフトリンク」ボタンからタイムシフトマシンの機能が使用可能となり、タイムシフトマシン機能付レグザと接続すると、録画チャネルが地上デジタルのみのテレビ側を含めて最大12チャンネルに拡張され、過去番組表は1つの画面上にテレビ側とレコーダー側の両方が統合表示されるようになる。また、2016年秋冬モデル以降の機種に搭載されている「時短で見る」機能（らく見・らく早見・飛ばし見）を搭載し、「スマホdeレグザ」に対応。タイムシフトマシン専用チューナーではあらかじめ「スマホ高画質」又は「スマホ長時間画質」に設定することで保存変換不要でスマートフォンへ番組の持ち出しも可能である。さらに、東芝以外の他社製テレビにも接続可能（テレビとはHDMIケーブルで接続し、アンテナ入力端子にアンテナケーブルを接続する）で、リモコンは「TV」ボタンを押すと約30秒間テレビの操作が可能（東芝以外の他社製でも可能）なテレビモードを搭載。「レグザリンク（シェア/ダビング/コントローラ）」や「SeeQVault」にも対応する（2020年11月発売）。
- 2021年モデル
  - DBR-M3010/M4010 - M3009及びM4008後継の「レグザタイムシフトマシン」。内蔵HDD容量はM3010は3TB、M4010は4TB。「レグザ」のクラウドAI高画質対応モデルと接続することでレコーダー側で録画した番組を再生する際に、クラウドから取得したコンテンツの詳細ジャンルや画質特性の情報をテレビへ送信し、テレビが情報をもとに適切な高画質処理を行う「クラウドAI高画質連携」に対応した（2021年3月発売）。
  - DBR-W1010/W2010/T1010/T2010/T101 - W-9系及びT1009/T2008後継となるダブル/トリプルチューナーモデル。電源ボタンを正面右に配置するなどデザインが一新され、ダブルチューナーモデルのWシリーズではリモコンをトリプルチューナーモデルのTシリーズと同じデザインに統一されたことで主要10社のテレビの操作に対応。「レグザタイムシフトマシン」のMシリーズ同様に「クラウドAI高画質連携」に対応した。なお、T101はT1010と仕様が同じだか、入出力端子がHDMIのみに対応、特定の量販店向けの発売になっている（2021年7月発売。DBR-T101は2022年1月発売）。
  - DBR-4KZ200/4KZ400/4KZ600 - レグザブルーレイ初となるBS4K/110度CS4Kチューナー搭載モデル。内蔵HDD容量は2TB（4KZ200）・4TB（4KZ400）・6TB（4KZ600）の3種類を設定。チューナーはタイムシフトマシン専用5基（うち3基は地上デジタル専用、残りは地上・BS/110度CSデジタル）、通常録画/タイムシフトマシン兼用1基（地上・BS/110度CSデジタル）、BS4K/CS110度4Kチューナー2基（タイムシフトマシン非対応）を搭載しており、おまかせ録画がBS4K/110度CS4K放送に対応したことで、兼用チューナー1基をタイムシフトマシンに割り当てた場合、タイムシフトマシンとおまかせ録画を併用してBS4K/110度CS4K放送2番組を含む最大8番組を同時に自動録画する4Kハイブリッド自動録画を採用。W録もBS4K/110度CS4K放送の2番組同時録画に対応した「新4K衛星放送W録」となり、BS4K/110度CS4K放送と地上デジタル放送又はBS/110度CSデジタルの同時録画も可能である（「新4K衛星放送W録」時は録画したハイビジョン番組の視聴のみ可能である）。映像処理エンジンには「レグザエンジン」の信号処理技術をレコーダー用にカスタマイズされた「レグザレコーダーエンジンRR1」が採用されており、4K UHDテレビとHigh Speed対応HDMIケーブルで接続することによりすべての信号を4K UHD（3,840×2,160） 4:4:4 10bitに変換して出力する4Kアップコンバート出力に対応。2021年モデルで採用された「クラウドAI高画質連携」にも対応する（4KZ400は2021年11月30日発売、4KZ200と4KZ600は2022年1月下旬発売）。

### レグザハイビジョンレコーダー
ブルーレイレコーダーと同様に、HDD内蔵DVDレコーダーについても「VARDIA」から「REGZA」にブランド名を統一した（なお、VHS一体型モデルは「VARDIA」のD-W255Kを継続発売）。共通機能として画面サイズに応じて表示内容をカスタマイズできる高精細電子番組表や自動的に電源を切る時間を設定することで、消し忘れを防ぐ「未使用時自動電源OFF」機能を搭載。またリモコンも通常のリモコンの他に小リモコンとしてよく使う機能の操作に絞り、ボタン数を30個に減らした「シンプルリモコン」を付属する。
現在は生産を終了している。
- RD-Z300 - ダブルチューナーを内蔵したハイビジョンレコーダーのハイスペックモデル。7倍録画に対応しており、「ハイビジョンW録」も搭載。HDD容量は320GBと少なめだが「レグザブルーレイ」のレコーダーと同じく、外付USBによるHDD増設に対応。また、DVDにハイビジョン画質で記録できる「HD Rec」も搭載する（2010年9月発売）。
- RD-R100/R200 - 使い易さを重視したシングルチューナーモデル。番組中・CM中に流れる番組宣伝で得た情報を元に曜日、チャンネル、指定時間を入力するだけで予約ができる「かんたん予約」機能を搭載。内蔵されている電子番組表の情報を元に番組名と番組内容が表示され、確認したら決定ボタンを押すだけで録画予約が完了する。さらに、電子番組表が表示されている状態で録画ボタンを押すだけで録画予約ができる「番組表一発予約」も備える。HDD容量はR100は320GB、R200は1TB（2010年9月発売）。

### レグザハードディスクレコーダー
現在は生産を終了している。
- D-4KWH209 - 4Kダブルチューナーを搭載したハードディスクレコーダー。BS4K/110度CS4K放送の2番組同時録画（W録）に対応しており、「マジックチャプター」により2番組同時録画中にそれぞれの番組に自動でチャプター分割も行われる。液晶テレビの一部シリーズで対応しているネットワークサービス「みるコレ」に対応しており、「おまかせ録画」では「みるコレAIのおすすめ!」パックも利用可能である。時短で見る機能「らく見」・「らく早見」・「飛ばし見」も備えている（なお、BS4K/110度CS4K放送で「らく早見」を利用するにはHD変換が必要）。YouTube・dTV・TSUTAYA TV・U-NEXTの4つの動画配信サービスも利用可能（YouTubeは2020年初旬のアップデートにより対応、動画配信サービスは録画不可）。また、「レグザリンク・ダビング」に対応しており、「レグザブルーレイ」や「レグザタイムシフトマシン」とLANケーブルで接続することでダビングしてディスクに残すことが可能である（BS4K/110度CS4K放送をディスクに残す場合はダビング前にHD変換が必要）。HDD容量は2TB（2019年11月下旬発売）。

### レグザDVDプレーヤー
長らく発売されながら、これまでブランド名がなかったDVDプレーヤーは2014年春夏モデルから「REGZA」を冠するようになった。なお、再生専用機はポータブルも含め2024年限りで生産終了となり、2025年以降は録再機「レグザブルーレイ」のみを生産。シャープに次いで業界2番目にBD/DVDプレーヤー生産から撤退した。
- 2014年春夏モデル
  - SD-410J - JPEG形式で保存されたディスク再生が可能なJPEGビューワーを備えたSD-310Jの後継モデル。SD-310Jに比べてコンパクト化（横幅：60mm（330mm→270mm）、高さ：5mm（43mm→38mm））され、省電力設計となった（動作時12W/待機時1W→動作時6W/待機時0.35W）。なお、SD-310Jに搭載されていたD1/D2映像出力端子が廃止され、再生方式をプログレッシブ方式からインターレース方式に変更。映像D/AコンバータがSD-310Jの14bit/108MHzから10bit/108MHzにスペックダウンされた（2014年6月発売）。
- 2017年秋冬モデル
  - SD-420J - SD-410Jの後継で、約3年3ヶ月ぶりの新モデルとなる。本体は高さがSD-410Jよりも7mm高くなった（38mm→45mm）ものの、横幅が10mm短くなり（270mm→260mm）、ボタンは「停止」と「再生/一時停止」が省かれ、「電源」と「トレイ開/閉」のみとなった。リモコンは背面がグリップ形状となり、ボタン配置が変更された新型となった（2017年9月発売）。

### レグザポータブルプレーヤー
従来、東芝製ポータブルDVDプレーヤーは「ポータロウ」のブランド名を用いていたが、「VARDIA」と同様に、2010年12月発売の新モデルより「REGZA」にブランド名が統一される。
全機種でDVD（DVDビデオ・DVD-R/-RW）の再生のほかに、CD（音楽CD・CD-R/-RW）、SDメモリーカード（SDHCカード使用可、SD-P76DTを除く）も再生できる。
一旦は生産を終了したが、2012年7月に約1年2ヶ月ぶりとなる新モデルが発売されポータブルDVDプレーヤーの取り扱いを再開した。
2013年秋冬モデルで、東芝製初となるポータブルブルーレイディスクプレーヤーが登場した。
- 2010年秋冬モデル - 現在は生産を終了している。
  - SD-P76S - 7V型LEDバックライト液晶を搭載したコンパクトモデル。カラーはココナッツホワイト（SD-P76SW）、フランボワーズピンク（SD-P76SP）、ブルーベリーブルー（SD-P76SL）、マスカットグリーン（SD-P76SG）の4色がある。バッテリー内蔵型で、約3時間のDVD連続再生が可能（2010年12月発売）。
  - SD-P96DT - 高精細9V型LEDバックライト液晶を搭載した大画面モデル。地デジ・ワンセグ対応チューナーが内蔵されており、自宅などの屋内では地上デジタル、外出時ではワンセグと使い分けが可能。また、液晶が180度回転し、折りたたんでフルフラットにもできる「フリースタイルディスプレイ」を採用。約6時間のDVD連続再生が可能（2010年12月発売）。
- 2011年春夏モデル - 現在は生産を終了している。
  - SD-P76DT - コンパクトモデルのSD-P76SWにワンセグチューナーを内蔵したモデル。基本機能やバッテリー稼働時間はSD-P76SWと同等だが、SDメモリーカードの再生が非対応となる（2011年5月下旬発売）。
- 2012年春夏モデル - 現在は生産を終了している。
  - SD-P77S - P76S後継の7V型コンパクトモデル。カラーラインナップも踏襲されており、ホワイト（SD-P77SW）、ピンク（SD-P77SP）、ブルー（SD-P77SL）、グリーン（SD-P77SG）の4色を設定する。操作パネルには「ソフトタッチキー」を採用。バッテリー稼働時間が延び、標準使用でも約4時間DVD連続再生が可能だが、新たに設けられた「節電モード」を設定することでバッテリー稼働時間を1時間延せるようになった（2012年7月発売）。
  - SD-P97DT - P96DT後継の地上デジタル・ワンセグチューナー搭載9v型大画面・高精細モデル。P77S同様に「ソフトタッチキー」を採用するが、P97DTは本体パネルに配置されている。DVD連続再生時間はP96DTと同等だが、こちらもP77S同様に新設された「節電モード」を設定することでバッテリー稼働時間を2時間延ばせるようになった（2012年7月発売）。
- 2012年秋冬モデル - 現在は生産を終了している。
  - SD-P100WP - レグザポータブルプレーヤー初の防水対応モデル（本体・リモコンで対応、ACアダプターは非対応）。ディスプレイサイズもシリーズ最大となる10.1v型高精細LEDバックライト液晶を搭載。地デジ・ワンセグ対応チューナーも搭載している。DVD連続再生時間は約5時間で、「節電モード」を設定することによりバッテリー稼働時間を2時間延ばせる。また、「レグザリンク・シェア」配信に対応したレグザやレグザブルーレイで録画した番組を受信して楽しめる「レグザリンク・シェア」再生に対応しており、無線LANも内蔵している（2012年9月発売）。
- 2013年秋冬モデル - 現在は生産を終了している。
  - SD-BP1000WP - レグザポータブルプレーヤーで初めてとなるポータブルブルーレイディスクプレーヤー。これまでのDVDに加えてブルーレイディスクの再生も可能となり、レコーダーで録画したBD-R/BD-REの再生も可能。また、無線LANを内蔵しており、レグザやレグザブルーレイ/レグザサーバーで録画した番組やレグザブルーレイ/レグザサーバーで受信している放送中の番組を本機で視聴可能な「レグザリンク・シェア」に対応している。そのほか、本体やリモコンを防水仕様としているほか、HDMI出力対応により、ブルーレイやDVD再生時はプレーヤーとしてテレビに出力することができる。ディスプレイはP100WPと同じく10.1v型高精細LEDバックライト液晶を搭載する。また、本機種では「ソフトウェアCAS」を新たに採用したことで、B-CASカード不要で地上デジタル放送を視聴できるようになった（2013年11月発売）。
- 2014年春夏モデル
  - SD-BP900S - ポータブルブルーレイディスクプレーヤーの普及モデル。9V型高精細（800×480ドット）LEDバックライト液晶を搭載し、アクリルパネルを採用。また、ディスプレイが180度回転・画面を上に向けた状態で折りたたみも可能な「フリースタイルディスプレイ」が採用された。HDMI出力端子も備えており、HDMI入力端子を備えたテレビとHDMIケーブルで接続することで据置型のブルーレイディスクプレーヤーとして使用することも可能である。端子類は背面に配置しているほか、ディスプレイを畳んだ状態でも操作が可能なソフトタッチキーを搭載。リモコンも同梱している。BD/DVD連続再生時間は約5時間だが、「節電モード」を搭載しており、連続再生時間を約30分延長することができる（2014年5月発売）。
- 2015年春夏モデル
  - SD-P710S - P77S後継の7V型コンパクトモデル。ディスプレイにIPS液晶を搭載したことで視野角が広くなり、解像度もP77Sの800×480ドット（WVGA）から1024×600ドット（WSVGA）に高精細化したことで字幕まではっきりと映し出すようになった。バッテリー稼働時間はP77Sと同等だが、使用中でもACケーブルに接続してコンセントからバッテリーに充電できる「おでかけスタンバイ」機能が搭載されたほか、約2倍/3倍/4倍の3段階で見たい箇所を拡大表示するズーム機能も搭載された。カラーバリエーションはP77S同様、ホワイト（P710SW）・ピンク（P710SP）・ブルー（P710SL）・グリーン（P710SG）の4色展開だったが、ホワイト以外の3色は既に生産を終了している（2015年8月発売）。
- 2017年秋冬モデル
  - SD-P1010S - 10.1V型大画面モデル。LEDバックライトを搭載することで省電力化され、DVD連続再生時間が約5時間となる。また、ワイヤレスリモコンのボタン操作で消費電力を削減し、DVD連続再生時間を約1時間延ばせる「節電モード」や「おでかけスタンバイ」機能も備える。ディスプレイは180度回転し、そのまま折りたたみも可能な「フリースタイルディスプレイ」となっており、ズーム機能も搭載。本体パネル部の操作ボタンはソフトタッチキーとなっている。リモコンやACアダプターだけでなく、カーアダプター（12V電源用）やミニピンAVケーブルも同梱しており、車中での使用や再生映像をテレビに出力することも可能である （2017年12月発売）。
- 2021年モデル
  - SD-P910S - 既存のP710SWとP1010Sの中間サイズとなる9V型モデル。ディスプレイはBP900Sと同じ800×480ドットの高精細・LEDバックライト液晶を採用。画面サイズの違い以外の主要機能やスペックはP1010Sに準じており、「節電モード」・「おでかけスタンバイ」・「フリースタイルディスプレイ」・ソフトタッチキーを採用。リモコンやリモコン用ボタン電池に加え、ACアダプター、カーアダプター（12V電源用）、ミニピンAVケーブルといった外部接続などで使用するアクセサリー類も同梱される（2021年2月発売）。

### レグザポータブルテレビ
東芝製では初となる地上デジタルチューナー内蔵ポータブルテレビ。視聴場所に応じてフルセグ放送・ワンセグ放送の受信が可能で、フルセグ放送を受信するときは付属品の地デジ用アンテナケーブルをアンテナ端子に接続（その際、外部アンテナに切り換わる）、ワンセグ放送を受信するときは内蔵されているロッドアンテナを伸ばすことで受信できる。なお、一部ケーブルテレビの自主放送などに用いられているコンテンツ権利保護専用方式を採用していない番組の視聴は不可である。また、屋外や台風などの停電時でも視聴できるようにバッテリーパックを内蔵している。
現在は生産を終了している。
- 10WP1 - 広視野角のIPS液晶を採用しており、10.1v型の小型ながら画面解像度をハイビジョンテレビと同じHD（1,366×768ドット）としているため、文字の表示部分などの細かい部分までなめらかで精細な表示が可能。スピーカーには40mmの大口径タイプを採用しており、迫力のあるサウンドを楽しめるほか、Bluetoothに対応しているため、スマートフォンやタブレットなどの対応機器とペアリング設定（最大8台まで登録可能、9台目以降は登録が最も古い機器から順に消去されるため、再び使用するにはペアリングを再設定する必要がある）をすることでアクティブスピーカーとして使用することができる「Bluetooth音楽再生モード」を搭載しており、本機能使用中に画面の表示を消すことができる「画面 消」モードも搭載されている（「画面 消」モードは節電モードの一つとして搭載しており、画面を暗くすることで消費電力を抑える節電モードに切り替えることもできる）。また、「レグザリンク・シェア」に対応しており、「タイムシフトマシン」や「ざんまいプレイ」に対応したレグザ、レグザサーバー/レグザブルーレイをホームネットワーク経由で視聴することが可能で、リモコンにはこれらの機能を呼び出すための「過去番組表」や「ざんまい」ボタンを配置。無線LANを内蔵しており、配信した番組をワイヤレスで受信することも可能である。本体はJIS防水保護等級IPX5相当の防水対応で、リモコンも防水対応のため、水回りでの使用や濡れた手での操作も可能。本体にはタッチセンサーを搭載しており、「タッチメニュー起動ボタン」を押すことで液晶画面に「タッチメニュー」を表示し、直観的に操作ができる。USB端子やSDメモリーカードスロットを搭載しており、USBメモリやSDメモリーカードに記録した動画・写真・音楽の再生も可能なうえ、レグザ・レグザサーバー・レグザブルーレイで録画した番組をあらかじめSeeQVault形式に変換して記録したUSBハードディスクやmicroSDメモリーカードを本機で再生することも可能。

### レグザレーザープロジェクター
2025年4月に発表されたTVS REGZA初の4K UHD対応レーザープロジェクター。光源に日亜化学工業製のRGBレーザー光源を採用し、投射方式に「DLP」を採用。ジンバルスタンド一体型により、左右360度・上下約135度の可動域を持ち、台形補正・フォーカス調整・障害物回避・目の保護・壁面色補正の5つの自動補正機能を備える。Google TVを搭載するほか、インターフェイスとしてeARC対応HDMI端子・USB端子を各2ポートずつ、LAN端子と光デジタル音声出力端子が搭載される。
- RLC-V7R - 明るさ最大2,000ISO lm、スローレシオ1.2:1、スピーカーシステムは実用最大出力20Wの2chとなる。
- RLC-V7R MAX - 明るさ最大3,000ISO lm、スローレシオ0.9〜1.5:1（光学ズーム搭載）、スピーカーシステムは実用最大出力40Wの2.1ch（サブウーハー搭載）となる。

### レグザゲーミングモニター
2024年11月に発表されたTVS REGZA初となる液晶モニター。液晶パネルに高視野角Fast IPSパネルが採用されており、高リフレッシュレートと応答速度1ms（GTG）、色域規格であるsRGBのカバー率99%、HDR10対応としている。また、ゲーム用に4つ（FPS、RTS/RPG、MOBA、レーシング）、ネット動画に対応した一般コンテンツ用に3つ（標準、映画、スポーツ）の計7つの映像モードを備えており、スタンドには-5〜15°までの角度調整が可能なチルト機能を備える。
- RM-G276N - 27V型WQHD（2,560×1,440ドット）、リフレッシュレートは最大240Hz
- RM-G245N - 23.8V型FHD（1,920×1,080ドット）、リフレッシュレートは最大180Hz

### レグザサウンドシステム
テレビと接続して使用するサウンドシステム。テレビのレグザリンクメニューで「音声をシアターから出す」に設定した場合、テレビ本体のヘッドホン端子から音声は出力されないので、ヘッドホンの音を聴きたい場合は「音声をテレビから出す」を選ぶ。
2024年5月に約8年半ぶりとなる新モデルが発売されたことに伴って、RSS品番が生産終了となった。
- RSS-AZ77 - 2基のフルレンジドライバーをバフレフ型エンクロージャに組み込んだサテライトスピーカー2基と円筒型エンクロージャの両端に3インチのウーファーを配置し、同一位相で動作させることで相互の振動をキャンセルさせてキャビネットの共振を抑え、それぞれのウーファーの負荷が同一となるように適正化されたデュアルポートバフレフ型としたデュアルドライブウーファー1基で構成され、それぞれにハイパワークラスDアンプ（スピーカーは20W+20W、ウーファーは40Wで非同時連動）を搭載している。また、「DTS Studio Sound」も搭載しており、付属のリモコンで視聴コンテンツに合わせて音楽・クリア音声・映画の3つのサウンドモードを装備する。さらに、Bluetoothに対応しており、Bluetooth対応のスマートフォンやタブレットなどとワイヤレスで接続してアクティブスピーカーとして使用できる。なお、テレビはメーカーを問わず使用できるが、対応の「レグザ」とHDMI（ARC）接続して使用することでテレビ側のリモコンでサウンドシステムのON/OFFや音量調整ができる「レグザリンク・コントローラ」に対応し、Z系（Z7/Z8/Z8X/Z9X/Z10X）・J系（J7/J8/J9X/J10/J10X）・G9シリーズとHDMI接続した場合には番組表を活用してサウンドモードを自動調整する「オートモード」も利用できる（2014年8月発売）。
- RSS-AZ55 - スピーカー部を改良し、銅製ショートリングとアルミ製センターキャップを搭載したことで高域特性を改善した「新型フルレンジスピーカー」となり、Z20Xシリーズと接続した場合にテレビ側のツィーターを同時に鳴らすことができるシンクロドライブ方式に対応した連携機能を備えている。また、AZ77のアナログ入力（3.5mmステレオジャック）が光デジタル音声入力（光コネクター 角型ジャック）に置き換わるほか、Bluetoothが非対応になり、ワイヤレスリモコンと赤外線レシーバーが非同梱になる（テレビ側のリモコンで操作する）（2015年11月上旬発売）。
- TS216G - RSS品番のサテライトスピーカーとウーファーのセパレートスタイルからスピーカーとウーファーが一体となったバータイプへ変更され、さらに、40kHz以上の高域の再生を可能にするハイレゾ対応ツィーターを追加、中央のウーファーはバスレフ型に変更の上で2基に増強した6スピーカーとなったことで音声実用最大出力合計値がRSS品番の1.5倍となる120Wへ向上。音声フォーマットの「ドルビーアトモス」と「DTS:X」に対応し、RSS-AZ77同様にBluetoothにも対応した（2024年5月発売）。
- TS3100Q - TS216Gからウーファーをワイヤレス接続のサブウーファー（音声実用最大出力100W・非同時連動）として分離した3.1chサウランドシステムで、バースピーカーは左右にフルレンジスピーカーとツィーターの2way、中央にもフルレンジスピーカーを配置した5つ（左右30W+30W、中央30Wで非同時連動）となっている（2025年1月発売）。

### レグザシアターラック
「CELL REGZA」の音響思想を継承した本格派オーディオラックシステム。左右+センターの3スピーカーと大口径ウーファーを備えた3.1chサウランドシステムを搭載。また、フロントスピーカーのみでマルチチャンネルのサウランド効果をもつ「ドルビーバーチャルスピーカー」を搭載すると共に「ドルビープロロジックII」との連携で古い映画などの2chステレオ音声のコンテンツも臨場感あるサウンドを楽しめる。「レグザリンク」に対応しており対応機種であれば電源の連動や入力の自動切換えなどがレグザ（テレビ）のリモコンで操作できるほか、番組表情報から番組のジャンルにあわせて自動でサウンドモードを切替える「オート」機能も作動する。また2010年春モデルの一部機種ではパソコンに保存された音楽データを呼び出し、シアターラックのサウンドで楽しむこともできる。
現在は生産を終了しており、レグザシアター現行モデルはバータイプのみとなっている。
- RLS-250 - コーナー置きにもフィットするデザインを採用した幅110cm・奥行40cmタイプ。47V型以下のサイズ用。
- RLS-450 - 幅135cm・奥行45cmタイプ。50Vクラスの大型サイズにも対応。

### レグザチューナー
地上・BS・110度CSデジタルチューナー。手持ちのテレビと接続するだけでデジタル放送の視聴ができるのはもちろん、データ放送や双方向サービスも楽しめる。なお、D3端子を装備するため、D3/D4端子を装備したBSデジタル放送対応テレビと接続した場合は高画質なハイビジョンテレビとして使うことができる。またHDMI端子を備えたデジタルチューナー内蔵テレビへ買い替え後もUSBハードディスクへの録画用チューナーとして使える。
現在は生産を終了している。
- D-TR1 - USBハードディスクは最大8台まで登録でき、USBハブを介して最大4台までの同時接続も可能。またSDメモリーカードスロット（SD/SDHC/SDXC対応）を備えており、ワンセグ録画をSDメモリーカードに直接録画することが可能。ワンセグ録画したメモリーカードは対応する携帯電話や、ポータブルワンセグテレビなどで見ることができる。さらにデジタルビデオカメラで撮影し、SDメモリーカードに記録したAVCHD映像やデジタルカメラで撮影したJPEG画像を再生することもできる。レグザリンク対応[29]。2010年4月20日発売。

### レグザAppsコネクト
レグザAppsコネクト（Regza Apps Connect）はスマートフォンやタブレット端末、パソコンとレグザシリーズのテレビ・レコーダー（「ネット de ナビ」搭載の過去のRDシリーズも含む）を接続するためのアプリケーション群とそれを活用したクラウドコンピューティングサービス。
家庭内のLANに接続したテレビやレコーダーにスマートフォンなどでアクセスし、リモコンとして使用できるほか、録画した番組の頭出し情報のタグ作成や作成したタグのインターネットを介しての共有などを行えるようにできる。
これまでは期間限定配布の「RZ声優リモ」を除いて配布を継続していたが、2013年9月30日にアプリのラインアップ見直しを行い、「RZコマンダー」・「RZアートリモコン」・「RZ現在番組」・「RZ節電リモ」の4つのアプリ配布を終了。配布終了後も継続して利用できるが、これらのアプリの保守やアップデートも同日をもって終了したため、今後、OSのアップデートや機種の変更を行った場合、アプリが利用できなく可能性がある。そのため、「RZコマンダー」や「RZアートリモコン」の代替アプリとして「RZタグラー」を、「RZ現在番組」の代替アプリとして「RZ番組ナビ」を新たにダウンロードすることが勧められている。
2014年9月30日に2回目のアプリのラインアップ見直しにより、「RZ見るナビ」と「RZスケジューラ」の配布を終了した。なお、「RZ見るナビ」に関しては配布終了後も、液晶テレビ「レグザ」のリモコンで操作し、クラウドメニューの「動画」を選択することで「RZ見るナビ」と同等の機能を使うことができる。
2015年7月30日に3回目のアプリのラインナップ見直しにより、「RZタグラー」と「RZクラウド」の配布及び保守・アップデート対応を同年9月30日をもって、Android版「RZ番組ナビ」の家庭内ネットワークの外からサーバー経由で録画予約リストを取得できる機能を2016年3月31日をもってそれぞれ終了することが発表された。なお、「RZタグラー」で提供されている録画番組のシーン頭出し機能は対応テレビで利用できるレグザクラウドサービス「TimeOn」や対応のレグザ・レグザブルーレイで利用できる「TimeOn番組シーン検索」で同等の機能を利用できる。

#### 配信中
RZハイブリッドリモ
スマートフォンやタブレットでテレビのリモコン操作ができるだけでなく、2012年秋冬モデル以降のレグザ（J7/J8シリーズ及びZ7/Z8/Z8Xシリーズ）と連携し、ハイブリッドキャストサービスによる番組情報（ハイブリッドキャストコンテンツ）をスマートフォンやタブレットに表示して楽しむアプリ。2013年12月にAndroidタブレット版及びAndroidスマートフォン版が、2014年2月にiOS版がそれぞれ配布されている。2014年5月にバージョンアップを行い、「入力切替」が追加された。同年8月にはAndroidタブレット版及びAndroidスマートフォン版をバージョンアップし、内蔵ブラウザのGoogle ChromeをVer.36以降にバージョンアップした場合にスマートフォン及びタブレット向けのハイブリッドキャストコンテンツが表示されない不具合を改善。同年11月にはiOS版をバージョンアップし、内部処理が変更された。
RZ家電リモ
「家電コンシェルジュ」に対応した東芝製エアコン（2014年度「大清快」GDRシリーズ）を外出先から運転開始/運転停止できるほか、運転状況の確認・温度・風量設定・運転モード変更ができるエアコン用リモートアプリ。使用する際にはエアコンに東芝HAアダプタを取り付け、「家電コンシェルジュ」に対応したREGZA Tablet AT503（事前に「東芝サービスステーション」から「家電コンシェルジュ for REGZA Tablet」をダウンロード・インストールする必要がある）を用意し、宅内に家庭内無線LAN接続とインターネット常時接続環境が必要である。また、エアコンの周辺や部屋にいる人などの状態が確認できないために操作内容によっては生命や財産に重大な損害が発生するおそれがあるため、遠隔操作を行っても安全であることを事前に十分確認する必要がある。2014年3月にiOS版が配布されている。

#### 特定機器専用
RZテレビ
地上デジタル放送やワンセグ放送をレグザタブレットで視聴するためのアプリ。番組表機能も備えている。本アプリはレグザタブレット AT830にプリインストールしており、ほかのAndroidタブレットでは利用できないため、配布は行われていない。

#### 配信終了
RZコマンダー
「RZタグラー」からタグ作成機能を省いた簡易版でリモコン機能とインターネット上で共有されているタグ情報の利用が可能アプリ。2010年11月から2013年9月まで配布されていたが、iOS版のみのリリースであった。
RZ見るナビ
DLNAコントローラーアプリ。ネットワーク接続されたDLNAサーバ対応のレコーダーなどに記録された動画をアプリ上で選択し、任意のDLNAクライアント対応のレグザで見ることが出来る。2011年6月30日にAndroid版とiOS版がリリースされ、同年10月にバージョンアップ。2014年9月30日まで配布されていた。
RZ声優リモ
2011年6月10日から同年9月12日までの期間限定でAndroid用として配布されていたリモコンアプリ。6月28日からはiOS版も配布されていた。リモコンを操作すると声優による台詞が流れる。内田真礼、佐藤聡美、竹達彩奈、豊崎愛生、日笠陽子、米澤円の6人が起用されている。内田を除く5名は同時期に放送されていた『けいおん!』の声優を務めており、リモコンの声も各キャラクターを意識した仕様になっている。
RZアートリモコン
テレビ視聴やレコーダー操作に特化したボタン配置のみにし、多様なデザインを施したリモコンアプリ。一部のアプリではタグの作成も可能。2011年6月に第1弾、同年7月に第2弾・第3弾をリリースし、2013年9月まで配布されていた。
RZ節電リモ
各電力会社が発表する電力の需要状況をグラフ化し、電力使用状況に応じて節電モードを自動制御或いは手動設定できる節電支援アプリ。対象地域の設定により、東北電力・東京電力・中部電力・関西電力・九州電力の5エリアに対応。iOS版とAndroid版があり、2013年9月まで配布されていた。
RZ現在番組
現在視聴中の番組の同時間帯に放送している地上/BSデジタル放送の裏番組や次番組の番組表を一覧で確認、素早くチャンネル切替ができるアプリ。2011年7月にiOS版、同年8月にAndroid版がそれぞれ配布開始され、2013年9月まで配布されていた。
RZスケジューラ
全国の対応テレビやレコーダー利用者の録画予約を集計し、ランキングにて表示。総合だけでなく、ジャンル別や時間帯別にも閲覧できるので、放送前に人気のある番組を確認できるほか、気になった番組はランキングからそのまま録画予約（家庭外の場合はメールによる録画予約）することができる。また、録画機能に対応したレグザやレグザブルーレイの予約状況を一元管理し、複数の機器を所持している場合でもどの機器にどの番組を予約しているかが確認できる。2012年1月にiOS版、同年3月にAndroid版の配布を開始している。同年11月にはバージョンアップが行われ、新たに、DBR-Z310/Z320/T350/T360に対応。2014年9月まで配布されていた。
RZタグラー
リモコン機能及びタグの作成・共有が可能なアプリ。2010年11月にiOS版がリリースされ、2011年6月にAndroid版及びWindows/Mac（Mac OS X）版が配布開始されている。同年9月にWindows/Mac版のバージョンアップを実施し「dynabook REGZA PC」で録画した番組にも対応。2013年8月にはiOS版をバージョンアップし、Twitter活用機能と「RZランキング」表示機能が追加された。
RZライブ
2011年秋冬モデルのレグザブルーレイ（DBR-Z150/Z160/M180/M190、事前にバージョンアップが必要）のチューナーで受信している現在放送中の番組を無線LANルーターを介してスマートフォン（NTTドコモのREGZA Phone T-01D）やタブレット（REGZA Tablet AT700/AT3S0、AT3S0はAndroidプラットフォームのアップデートが必要）で視聴できるようにするためのアプリ。2011年11月にAndroidスマートフォン版、同年12月にAndroidタブレット版がそれぞれ配布開始されている。2012年3月にはAndroidタブレット版がバージョンアップされDBR-M180/M190に対応、同年7月にはAndroidスマートフォン版もバージョンアップし、T-02Dに対応した。
RZプレーヤー
2011年秋冬モデルのレグザ（X3シリーズ/ZP3シリーズ/X3シリーズ）やレグザブルーレイ（DBR-Z150/Z160/M180/M190）に録画した番組を無線LANルーターを介してスマートフォン（NTTドコモのREGZA Phone T-01D）やタブレット（REGZA Tablet AT700/AT3S0、AT3S0はAndroidプラットフォームのアップデートが必要）でも視聴できるようにするためのアプリ。2011年11月にAndroidスマートフォン版、同年12月にAndroidタブレット版がそれぞれ配布開始されている。Androidタブレット版はバージョンアップによりレグザブルーレイの対応機種が増えており、2012年3月にDBR-M180/M190、同年6月には2010年秋冬モデル以降で、"RD"から始まる全品番に拡大。同年7月にはAndroidスマートフォン版もバージョンアップし、T-02Dに対応した。
RZポーター
2011年秋冬モデルのレグザブルーレイ（DBR-Z150/Z160/M180/M190、事前にバージョンアップが必要）に録画した番組を無線LANルーター経由でスマートフォン（NTTドコモのREGZA Phone T-01D）やタブレット（REGZA Tablet AT700/AT3S0、AT3S0はAndroidプラットフォームのアップデートが必要）にダビングして屋外などに持ち出して視聴できるようにするためのアプリ。2011年11月にAndroidスマートフォン版、2012年1月にAndroidタブレット版がそれぞれ配布開始されている。同年3月のAndroidタブレット版のバージョンアップによりDBR-M180/M190に対応した。
RZスイートexpress
前述の「RZライブ」・「RZプレーヤー」・「RZポーター」の機能をパソコン（dynabook）で利用できるようにするためのソフトウェア。2012年4月にWindows版の配布を開始している。
RZ番組ナビ
約1週間分の番組表（地上デジタル・BSデジタル・110度CSデジタル・スカパー!）をAndroidタブレットやiPad上に表示し、番組の詳細情報を見ることができるだけでなく、TSUTAYA TV・U-NEXT・ひかりTVといったVODサービスもサポートしており、コンテンツ検索だけでなく、テレビ番組との横断検索も可能なアプリ。Androidタブレット版では予約ランキングの一覧から予約することも可能である。2012年11月にAndroidタブレット版、2013年11月にiOS版（iPad専用）がそれぞれ配布開始されている。なお、配布開始後もバージョンアップが行われ、Android版は2013年2月に一部対応機器における不具合（対応機器が発見できない、正常にチャンネル変更が行えない）修正とVODに主な出演者情報を追加、同年4月にはひかりTVに対応するなど機能の追加や改善を行い、同年5月には高解像度タブレットにおける画面レイアウト修正などを行い、同年6月には対応機種にDBR-M490を追加、同年11月にアイコンデザインの変更などを行い、2014年4月に対応機種にZ9Xシリーズ、J9Xシリーズを追加。iOS版は2013年12月に一部機能の動作やアプリ起動の速度改善が行われ、2014年2月にはiPad利用時に発生していた不具合を修正された。同年6月にはAndroidタブレット版をバージョンアップし、メール予約を行ったときに実際に録画される時刻がずれてしまう問題が修正された。
RZクラウド
2012年秋冬モデル以降のレグザ（J7/J8シリーズ及びZ7/Z8/Z8Xシリーズ）で対応しているクラウドサービス「TimeOn」のクラウドメニュー画面をタブレット上に表示できるアプリ。利用の際には機器側及び情報端末において家庭内無線LAN接続とインターネット常時接続環境が必要である。2012年10月にAndroidタブレット版がリリースされ、2013年4月にiOS版が配布開始されている。なお、配布開始後もバージョンアップが行われ、Androidタブレット版は2013年1月に予約関連機能を強化、同年8月には機能やサービスの追加、視聴中の内容表示対応、「RZAppsDB」のダウンロードを不要化する機能改善を実施、同年10月にはAndroid 4.2搭載タブレット1台を複数のユーザーで使用できるようになり、動作改善も行われた。2014年1月にはAndroid 4.3/4.4に対応し、動作改善も行われた。iOS版も2013年9月に動作の安定性を向上し、最新版のiOS 7に対応したバージョンアップを行った。2014年7月にはAndroidタブレット版・iOS版が共にバージョンアップし、サービス終了に伴って「クラウドアルバム」及び「伝言ボードサービス」の項目を削除した。
RZボイスリモ
スマートフォンやタブレットを使い、音声で番組を検索できるアプリ。2013年10月にAndroidタブレット版及びAndroidスマートフォン版が配布開始されている。2014年4月にZ9Xシリーズを対象に認識するフレーズを拡張し、リモコンに「入力切替」ボタンを追加するバージョンアップが行われた。同年6月に軽微な不具合を修正するバージョンアップが行われた。

## 以前のブランド

### face（フェイス）
1998年1月より8年間にわたって東芝製テレビに採用されたブランドである。平面ブラウン管テレビや液晶テレビ、プラズマテレビで採用された。当時のライバル機種は「WEGA」（ソニー）、「T（タウ）」（松下電器産業（現：パナソニック））など。
2003年には松下電器産業（当時）とブラウン管事業を統合し、松下東芝映像ディスプレイ株式会社（大阪府高槻市）を設立した。しかし東芝は2006年にブラウン管テレビの生産を終了したため、2007年3月30日に東芝の持分（35.5%）を松下電器に売却し（同時に社名もMT映像ディスプレイ株式会社に変更）ブラウン管事業から撤退した。

#### デジタル3波チューナー搭載ブラウン管テレビ
- D4000 - デジタル3波チューナー搭載ブラウン管テレビ第1号。スマートメディアでアップデートする事により地上デジタル放送に対応した。アップデートの時間は約1分であるが、地上デジタル放送のチューニングが必要。また、リモコンの地上波ボタンはアナログかデジタルにするかを本体で設定する事が出来る（初期設定はアナログである）。DX100シリーズの発売に伴い生産は終了した。
- DX100 - D4000シリーズの後継機種。モニター出力がデジタル放送録画出力に変更されている。36/32型には「ブラックブライトロン」を搭載した。すでに生産は終了している。
- DZ100 - 28型のみ発売。ブラウン管がフラットハイコントラスト管にダウングレードされている。同社のデジタル3波チューナー搭載ブラウン管テレビとしては最終機種に当たるが、生産は終了している。

#### 液晶テレビ
「beautiful face（ビューティフル・フェイス）」のブランドで発売された。イメージキャラクターには藤原紀香を起用していた。「ちょっとタイム face」と銘打って内蔵型HDDを搭載し、番組視聴中でもリジューム録画が出来るモデルを発売。イメージキャラクターには松井秀喜を起用していた。

#### プラズマテレビ
かつては、FACE PLASMAおよびbeautiful FACEの名称でプラズマテレビを販売していた。現在は全機種販売を終了している。FACE PLASMAではBAZOOKAブランドのピュア・ツインバズーカシステムを搭載した機種があった。チューナーはそれぞれのシリーズで専用チューナーを搭載していた。NEC製プラズマディスプレイパネルを採用していた。

### BAZOOKA（バズーカ）
face以前に採用されていたブランドである。BSアナログチューナーを内蔵した大画面テレビのブームに乗って1989年に登場した。ライバル機種は「プロフィール・スター」「ドラマゾーン」「キララバッソ」（ソニー）、「パナカラーイクス」「画王」（パナソニック）、「CZ」（三菱電機）、「帝王」（三洋電機）など。特に音質にこだわり、以降の東芝製ハイエンドテレビに多く搭載された重低音専用スピーカー「バズーカウーハー」を特徴とした。また、リモコンのボタン1つで白黒の映像を鮮やかに映し出す「モノトーンモード」を搭載したモデルも存在した。ワイドテレビは「ワイドバズーカ」というブランドで販売していた。faceブランドが採用された後も、球面ブラウン管テレビのブランド名として採用されていた。
また、2画面対応型モデル「BAZOOKAダブルウィンドウ」もあった。これは16:9サイズの1画面と、4:3サイズの2画面をリモコンの設定によって選ぶことができるもので、異なるチャンネルの番組を2画面同時に見ることができるほか、スキャン機能を使うことによって、最大1画面に9チャンネル分まで違うチャンネルの番組を静止画（概ね5 - 10秒程度だが、停波している放送局はスキップするためその分前後する）で見ることができる機能もあった。モジネット対応モデルもあった。
イメージキャラクターとして発売当初は細野晴臣・森川由加里・浅井慎平が起用され、その後は田村正和（後に彼はソニー「スゴ録」のCMに出演し、その後はdynabookのCMに出演）や沢田研二を起用していた。また、「ワイドバズーカ」のイメージキャラクターには岸谷五朗を起用していた。
そして本ブランド以降、後述の型番法則が適用されるようになる。また、前述のとおり、「バズーカウーハー」は最終モデルの発売から20年の時を経て、「レグザ」の2017年モデルの一つであるBZ710Xシリーズで復活することとなり、2018年にはBM620Xシリーズが追加設定された。また、有機ELモデルでは2020年モデルのX9400シリーズの55V型以上に搭載されている。

### CORE（コア）
1980年代序盤から中盤のいわゆる「ニューメディア」時代に、「AVシステムの核（コア）となるテレビ」という意味合いで名付けられた。1982年の初代シリーズは、東芝の大衆向けカラーテレビとしては初めて映像・音声のRCA端子（当時としてはかなり珍しい前面入力端子も備えていた）を採用し、ビデオデッキとのダイレクト接続はもちろん、オーディオ機器等とのシステムアップにも対応させる設計とした。
1983年から、ブラウン管を平面・直角に近付けた「FS（ファイン）」・「FS2000」、及び「FS L」シリーズも発売された。
同モデルのCMキャラクターには草刈正雄・薬師丸ひろ子・山海塾らを起用していた。

### ときめき
1970年代末から1980年代前半にかけて、家具調の音声多重放送対応テレビに採用されていたブランドである。音声多重放送の開始にあわせて登場し、チャンネル部分を取り外してリモコンとして活用できるモデル「サーボビジョン」も存在した。ただし、映像・音声のRCA端子は末期（1983〜84発売）モデルのみ装備され他メーカーの音声多重対応テレビ同様ビデオはRF接続となるため音声はモノラルとなる機種が多かった。
「ときめき」の兄弟シリーズとして、両袖にスピーカを配しながらも横幅を狭めて、狭い部屋にもフィットさせるようにした「CHATEAULE」（シャトレ）シリーズも併売されていた。
当時のライバル機種は「クイントリックス」（パナソニック）、「キドカラー／ニュー・ポンパ」（日立製作所）、「ステレオトリニトロン」（ソニー）、「ステレオ純白カラー」（日本ビクター）など。
CMキャラクターには山村聰・榊原郁恵らを起用していた。

### ユニカラー
カラーテレビ初期につけられていたブランドで、色の調整がつまみ1つでできることがブランド名の由来であった。

## 型番法則
東芝のテレビには、BAZOOKAの頃から、後のface、そして現在のREGZAに至るまで型番にハイフンが存在しない。
東芝製テレビ（および東芝映像ソリューションを傘下に入れた後のハイセンスジャパン製テレビ）の型番は「インチ数字→シリーズ名を示すアルファベット→数字（→特徴を示すアルファベット。無いものもある）」で構成されている。この特徴は他社にはあまり無く、ハイセンスの東芝映像ソリューション買収前は他社ではLGエレクトロニクスの「INFINIA」「CINEMA 3D」で採用されている程度であった。